# 英格兰哥特式建筑
英格兰哥特式建筑（英語：English Gothic architecture），12世纪晚期至17世纪中期流行于英格兰的建筑风格，是哥特式风格的分支，主要应用于教堂建筑。主要特征有尖拱、肋形拱頂、扶壁，且大量运用花窗玻璃，建筑高耸恢弘，采光充沛。典型的英格兰哥特式建筑有西敏寺、坎特伯雷座堂、索爾茲伯里座堂。
英格兰哥特式风格通常分为三期：早期哥特式（12世纪晚期–13世纪晚期）；盛饰哥特式（13世纪晚期–14世纪晚期）；垂直哥特式（14世纪–17世纪）。15世纪起，这种风格主要因统治英格兰的都铎王朝而以“都铎式”为名，后来逐步在伊丽莎白一世在位期间，由文艺复兴建筑和伊麗莎白式建築取代。
和欧洲大陆相比，哥特式风格在英格兰的流行时间更为长久。在英格兰文艺复兴时期，当欧洲大陆建筑界逐步转变至古典柱式语言和文艺复兴风格时，英格兰仍更青睐哥特式风格，继续以传统的垂直哥特式设计教堂建筑，一直延续到17世纪，后来的伊丽莎白式建筑和詹姆斯式建筑中也仍可见到哥特式的作法，尤其是教堂当中。随后在18世纪晚期，又开启哥特复兴式运动，以中世纪哥特式的建筑语言为灵感，重塑设计。

## 历史

### 起源
哥特式风格最初由法国引入英格兰，许多特征都是从罗曼式建筑（在英格兰常称为诺曼式建筑）自然演变而来。19世纪学者埃德蒙·夏普将1145年至1190年划为“过渡时期”，是指诺曼式过渡为哥特式的时期。在此之前的诺曼式时期，许多宏伟的石制大教堂建造起来，诺曼人将三大古典柱式引入英格兰，并在建筑外围修建厚重的城墙，扶壁细长呈柱式。在斯蒂芬国王和理查一世统治时期，建筑风格从厚重严谨的诺曼风格转变为更为精致优雅的哥特风格。如诺曼式的达勒姆座堂，出现早期哥特式的特征——肋形拱頂，其肋形拱頂是英格兰现存最古老的一例。
在英格兰，首座整体以哥特式风格设计修建的大教堂是韋爾斯座堂，于1175年动工，较法国最早的哥特式建筑圣但尼修道院晚31年。哥特式风格最初由法国诺曼底卡昂的工匠传入，他们将石材从诺曼底切割好后，运送到英格兰。法兰西岛地区的风格也一并传入，1174年，坎特伯雷座堂唱诗厅失火而毁，就是由法兰西岛的建筑师桑斯的威廉以全新的哥特式风格主持重建，于1180年完工。许多世俗建筑，如大学、宫殿、大宅、济贫院、市政厅也都开始广泛运用这种舶来风格。19世纪建筑史学家托马斯·里克曼将狮心王理查即位的1189年划为英格兰哥特式建筑的开端。

### 早期哥特式
一般将12世纪晚期至13世纪晚期划为“早期英格兰哥特式”（Early English Gothic）时期。其墙体高大坚固，拱顶也用石料打造，可抵御火灾，并引入肋形骨架承接传导拱顶的重力，以达勒姆座堂的肋形拱頂为早期典例，这也是欧洲较早运用这种作法的一处建筑。
早期英格兰哥特式建筑的窗格以柳叶窗为主，轮廓细长，顶部是尖拱形，和建筑主体的尖拱结构呼应。通常成组排列，中梃带有尖刺或矛尖图案装饰。另外，早期英格兰哥特式风格也引入扶壁结构，即建筑外部的石柱，用于抵御拱顶向外向下施加的压力，加固墙体。这种结构后来演变为飞扶壁，将中殿墙体的推力传导至侧廊的屋顶。扶壁又和一根厚重的石柱相连，得到进一步支撑。以利奇菲爾德座堂教士会礼堂的扶壁为典例。

#### 特征
早期哥特式的特征详列如下：
- 三层垂直布局：早期哥特式大教堂的垂直剖面分为高度大致相等的三层，顶层是天窗层（英语：clerestory），设拱形窗，在拱顶下方引入光线；中层是拱廊层（英语：triforium），宽阔、封闭；底层为中殿两侧的宽大柱廊，通过肋拱支撑拱顶重量。
- 引入尖拱：该时期最显著的特征是尖拱（英语：Pointed arch (architecture)），也称柳叶拱（lancet arch），是哥特式肋形拱顶（英语：rib vault）的主要特征。肋形拱顶最初旨在取代诺曼式教堂易燃的木屋顶，以承载更重的石造顶，也让墙体盖得更高、更薄。其雏形首现于达勒姆座堂[17]。尖拱逐渐普及，不仅用于肋拱顶，更延伸至所有拱廊和柳叶窗（英语：lancet windows），赋予中殿统一美感。首座全尖拱结构的英格兰建筑是韦尔斯座堂，此后迅速成为所有主教座堂的标准配置[18]。
- 四分式肋形拱顶：早期英式肋形拱顶多为四分式（quadripartite），每间拱顶由肋条分割成四区，覆盖一个开间。水平脊肋（horizontal ridge ribs）与交叉肋（cross ribs）、对角肋（diagonal ribs）在顶点相交，将重量向外向下传递至拱廊层支柱。后期教堂更延伸至墙外飞扶壁（buttresses）[19]。
- 柳叶窗：窄高尖顶的柳叶窗（英语：lancet window）成为英式建筑标志，故早期英式哥特亦称“柳叶风格”（Lancet style）。常以双联或三联组合出现，索爾茲伯里座堂中殿采用双联柳叶窗，天窗层则为三联式；约克座堂北耳堂更以五联巨型柳叶窗闻名，称“五姐妹窗”，每扇高达15米，最初的玻璃留存至今。
- 彩色玻璃：彩绘玻璃窗广泛应用于天窗层、耳堂（英语：transept）及西立面。窗花格（英语：tracery）技术兴起，以纤细中梃组成几何纹样，如林肯座堂。玫瑰花窗在英格兰相对稀少，但林肯座堂存有该时期的两件玫瑰窗杰作，最古老的是北耳堂“教务长窗”（Dean's Window，1220–1235），属早期英式板式窗花玫瑰窗。其同心圆几何设计早于后世盛饰风格，主题为基督再临与末日审判，场景包含圣休（Saint Hugh，教堂创建者）、圣母葬礼等生死意象[20]。
- 方形东端设计：英式哥特东端（圣坛）多为方形，可呈连续陡峭立面（如约克、林肯、里彭座堂），或增建圣母礼拜堂（如索尔兹伯里、利奇菲尔德座堂）。
- 雕刻装饰：与诺曼式沉重风格迥异，哥特教堂好用繁复雕饰。拱廊与拱廊层的券洞常饰以犬牙纹（dog tooth）、尖瓣（cusps）、圆雕及三叶饰（英语：trefoil）、四叶饰（英语：quatrefoil）等植物母题。花卉纹样还出现在柱头、拱肩（英语：spandrels）、拱顶悬饰（英语：roof boss）等连接节点[15]。
- 束柱：早期哥特立柱突破实心巨柱形态，常由细长的束柱（clustered column）组合承重。这些深色的抛光普贝克大理石（英语：Purbeck Marble）柱身环绕中央墩柱，以环形柱箍固定。英式早期哥特特色包括：深凹槽线脚（英语：moulding (decorative)）饰带与卷形饰交替；凹槽内的犬牙纹装饰；柱头頂板的圆形设计等[15]。

#### 案例
- 坎特伯雷座堂东端（1174–1184），烧毁后由法国匠人重建
- 韋爾斯座堂（1176–1260）耳堂、中殿、西立面；垂直式时期增建西塔
- 奇徹斯特座堂（1187–1199）天窗层、拱顶
- 溫徹斯特座堂后唱诗厅（1189–1193），不包括圣母礼拜堂
- 林肯座堂，及教士会礼堂（1192–1255）；不包括天使唱诗厅、南耳堂、塔楼、回廊
- 羅徹斯特座堂东端、耳堂（1200–1227）
- 彼得伯勒座堂西立面（1200–1222）
- 伍斯特座堂东端（1202–1218）
- 赫里福德座堂，及圣母礼拜堂（1217–1225），唱诗厅上部（1235–1240）
- 索爾茲伯里座堂（1220–1266），不包括盛饰式的中塔和垂直式的交叉拱
- 約克座堂大耳堂（1226–1255）
- 紹斯韋爾大教堂东端（1234–1250）
- 伊利座堂东端（1234–1254）
- 圣奥尔本斯座堂圣所（1235–1250）
- 利奇菲爾德座堂教士会礼堂（1239–1249）
- 达勒姆座堂（1242–1280）：九祭坛礼拜堂
- 切斯特座堂：教士会礼堂（1249–1265）、圣母礼拜堂（1265–1290）
- 惠特比修道院
- 里沃修道院

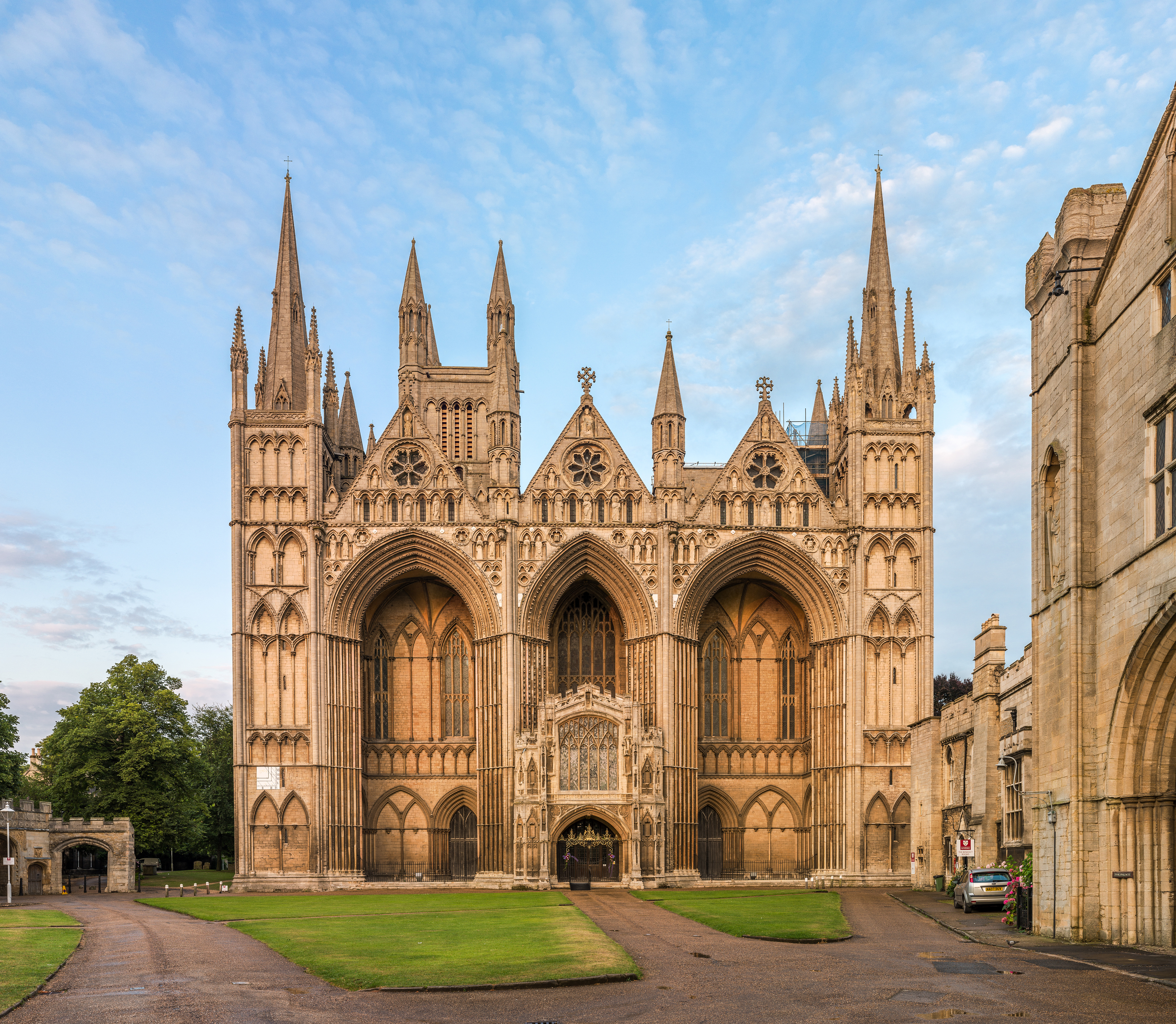
彼得伯勒座堂西立面
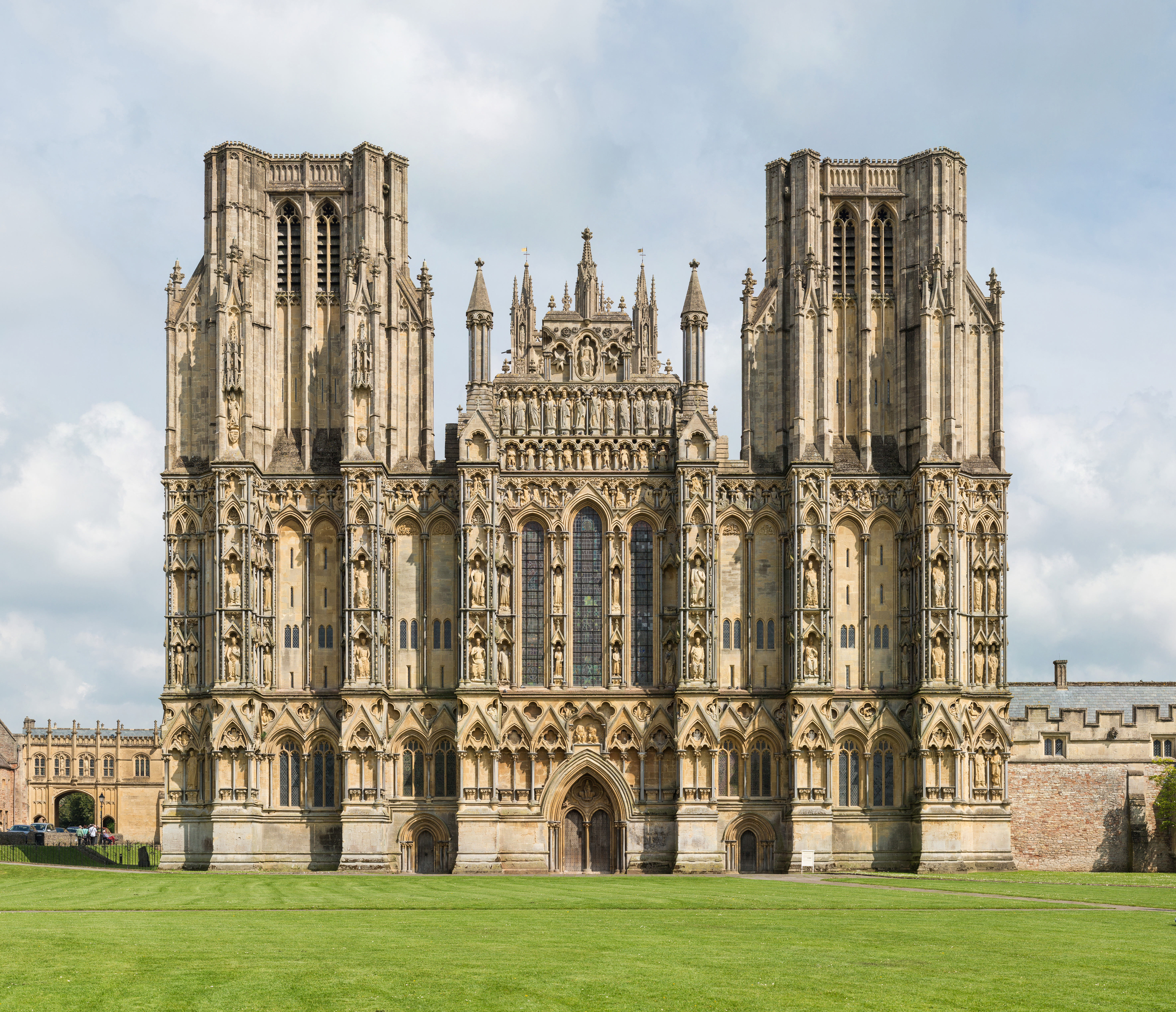
韋爾斯座堂西立面，两塔是垂直式时期加建
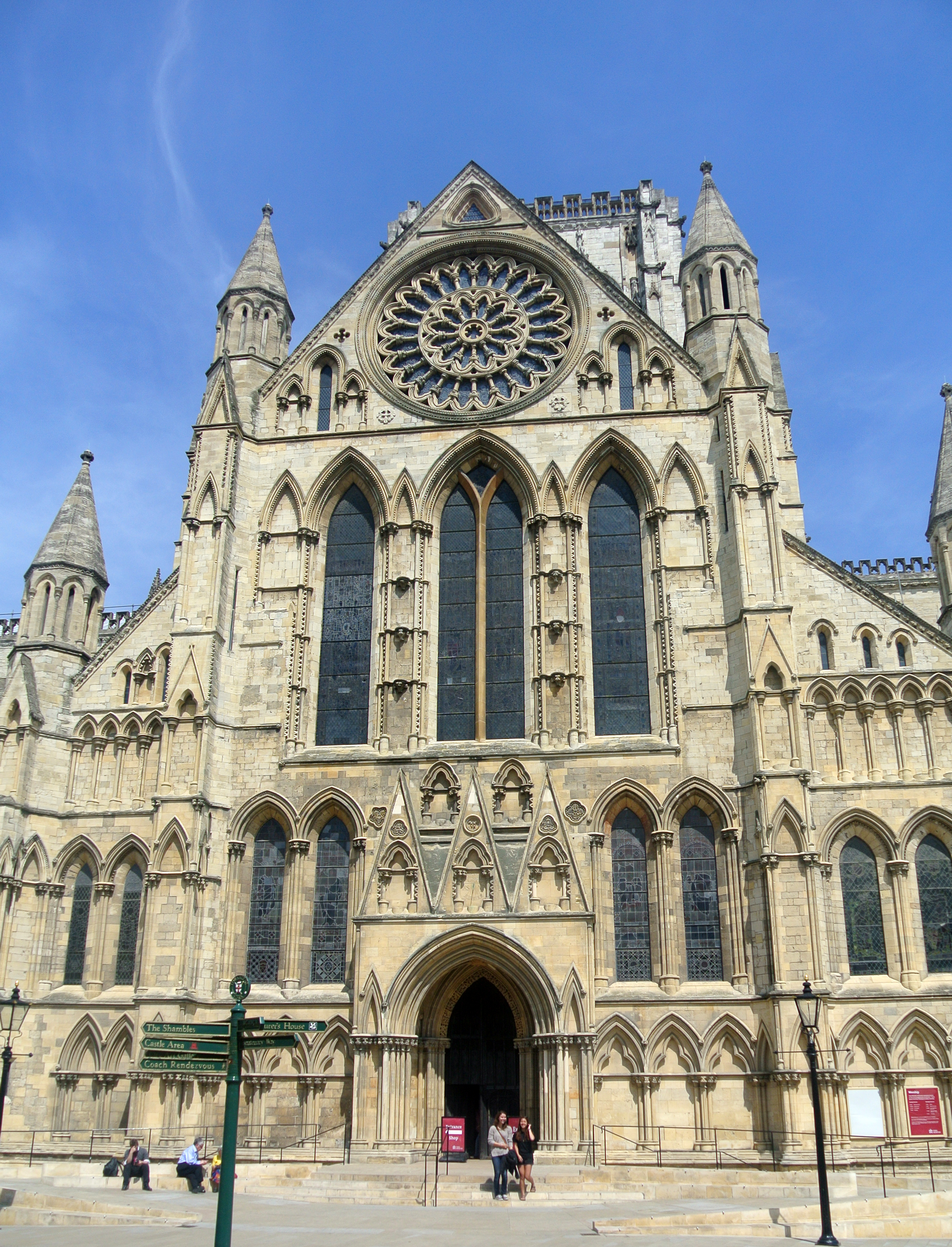
約克座堂南耳堂立面
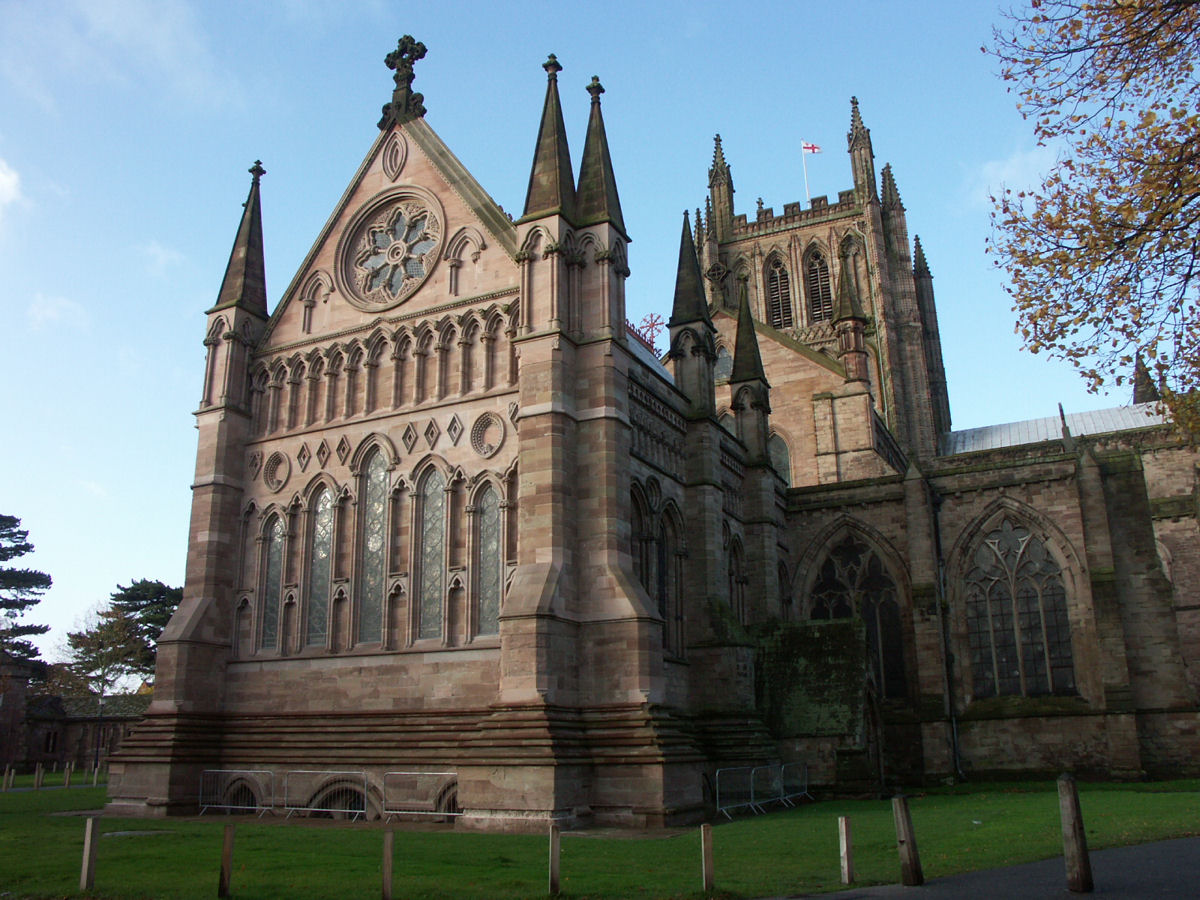
赫里福德座堂圣母礼拜堂立面
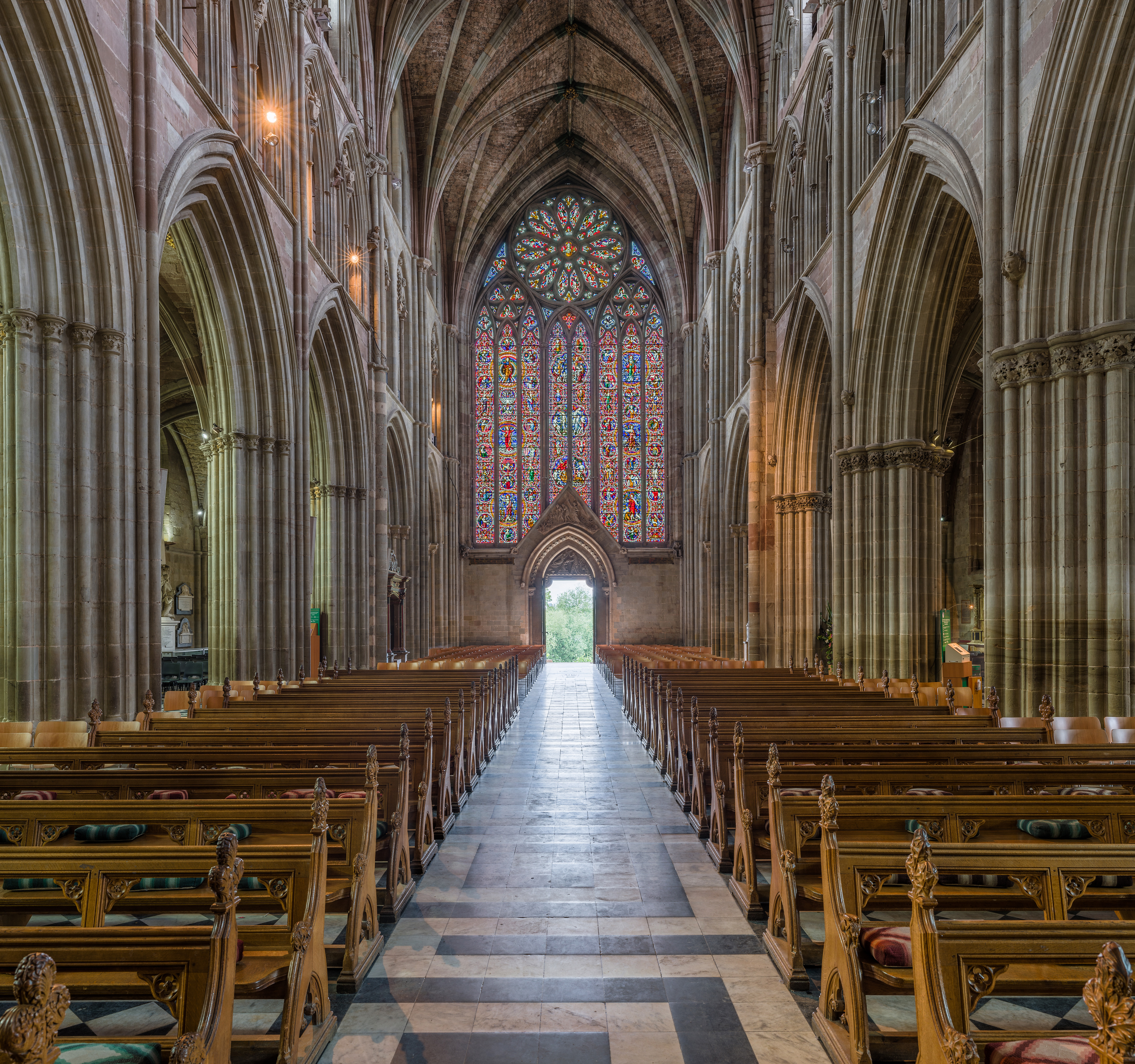
伍斯特座堂中殿
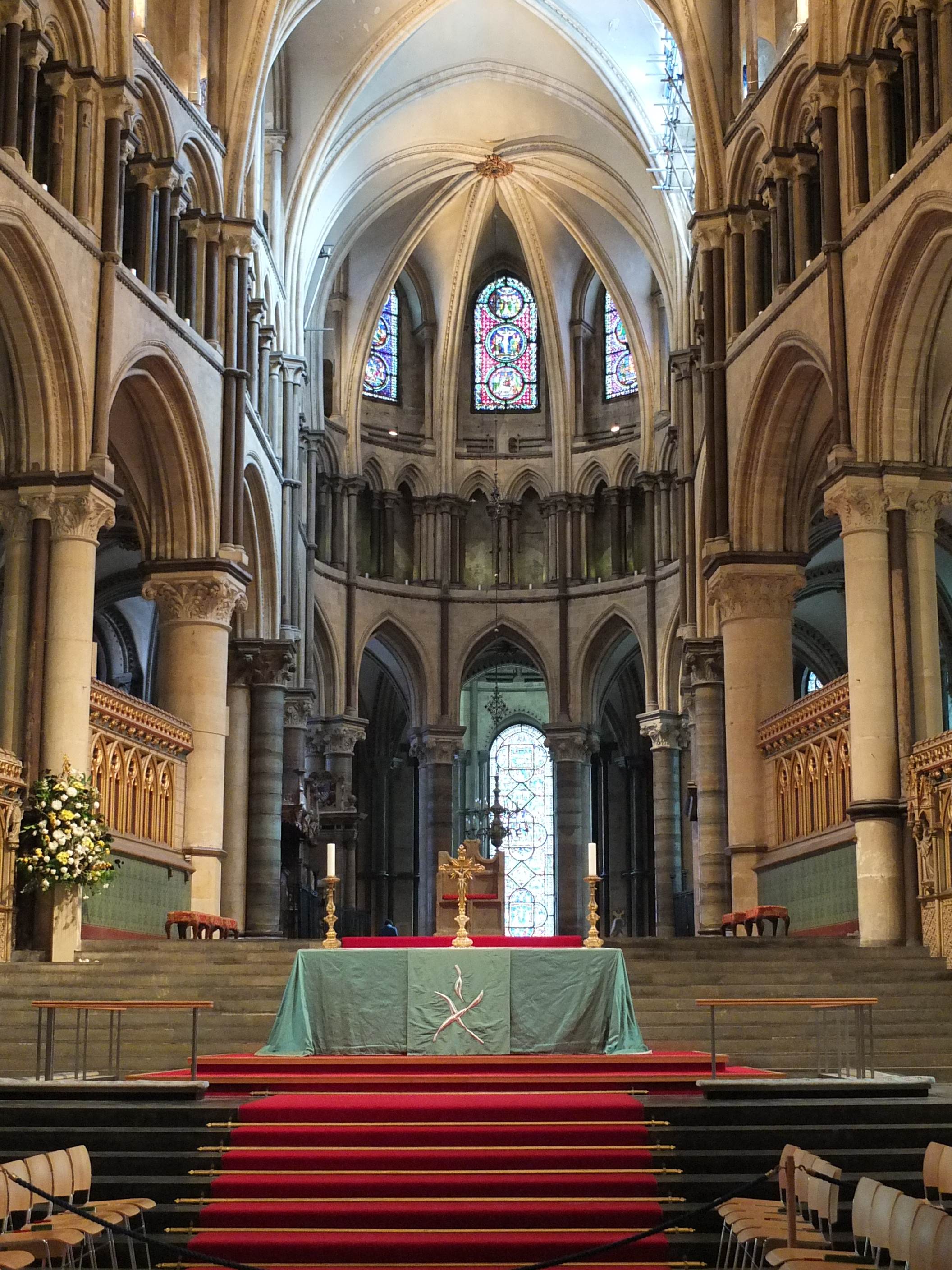
坎特伯雷座堂唱诗厅
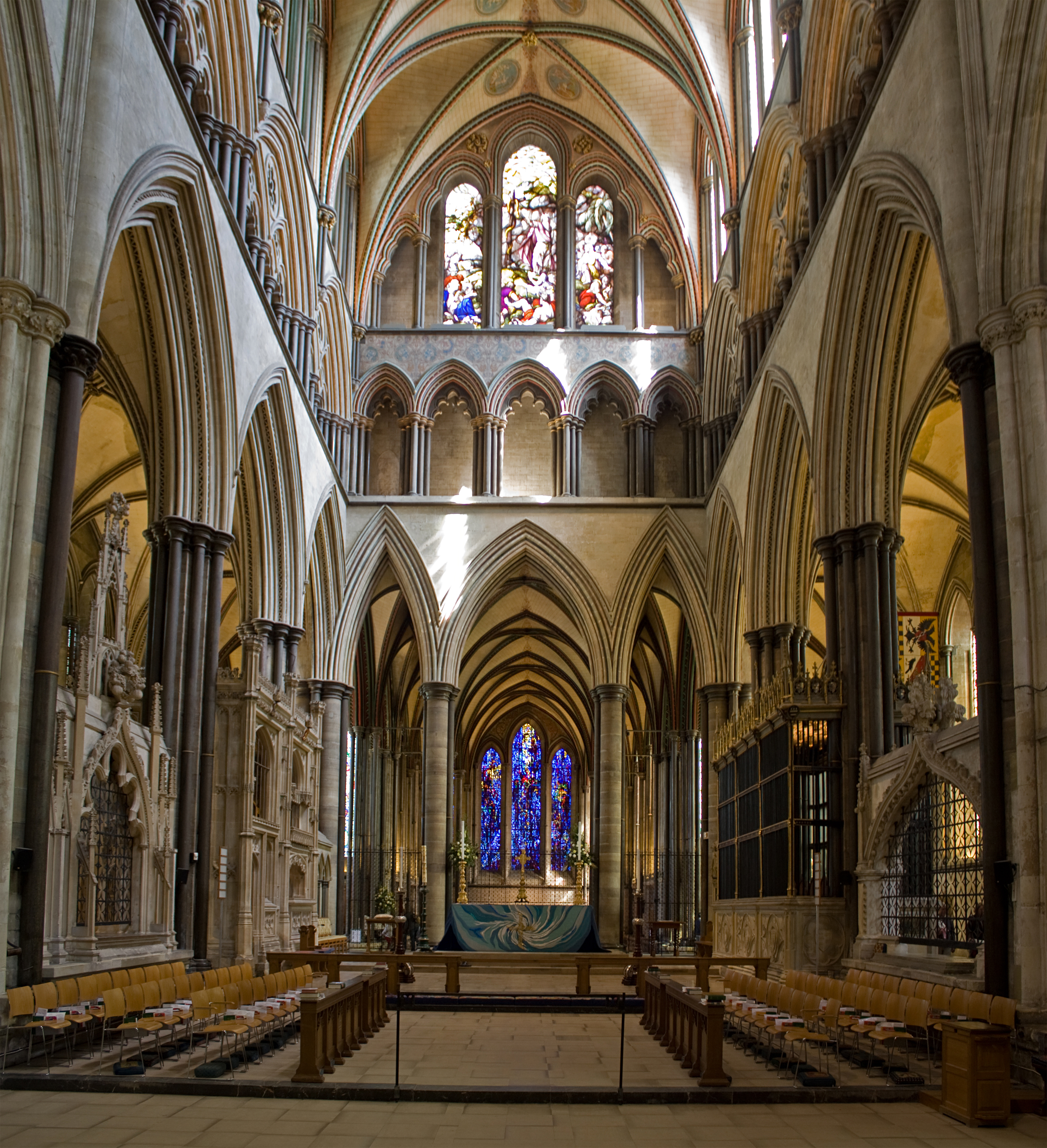
索爾茲伯里座堂唱诗厅
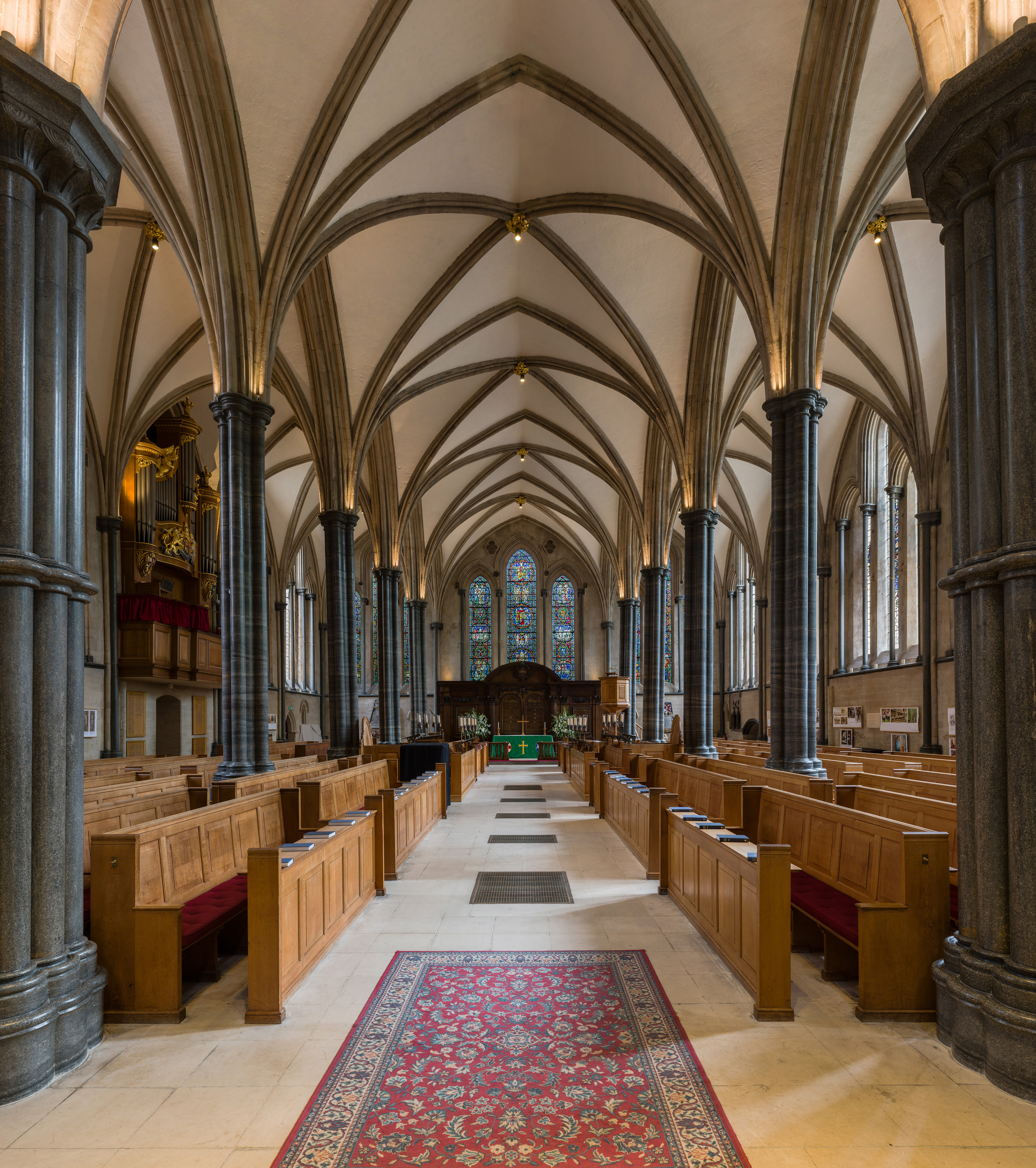
圣殿教堂唱诗厅
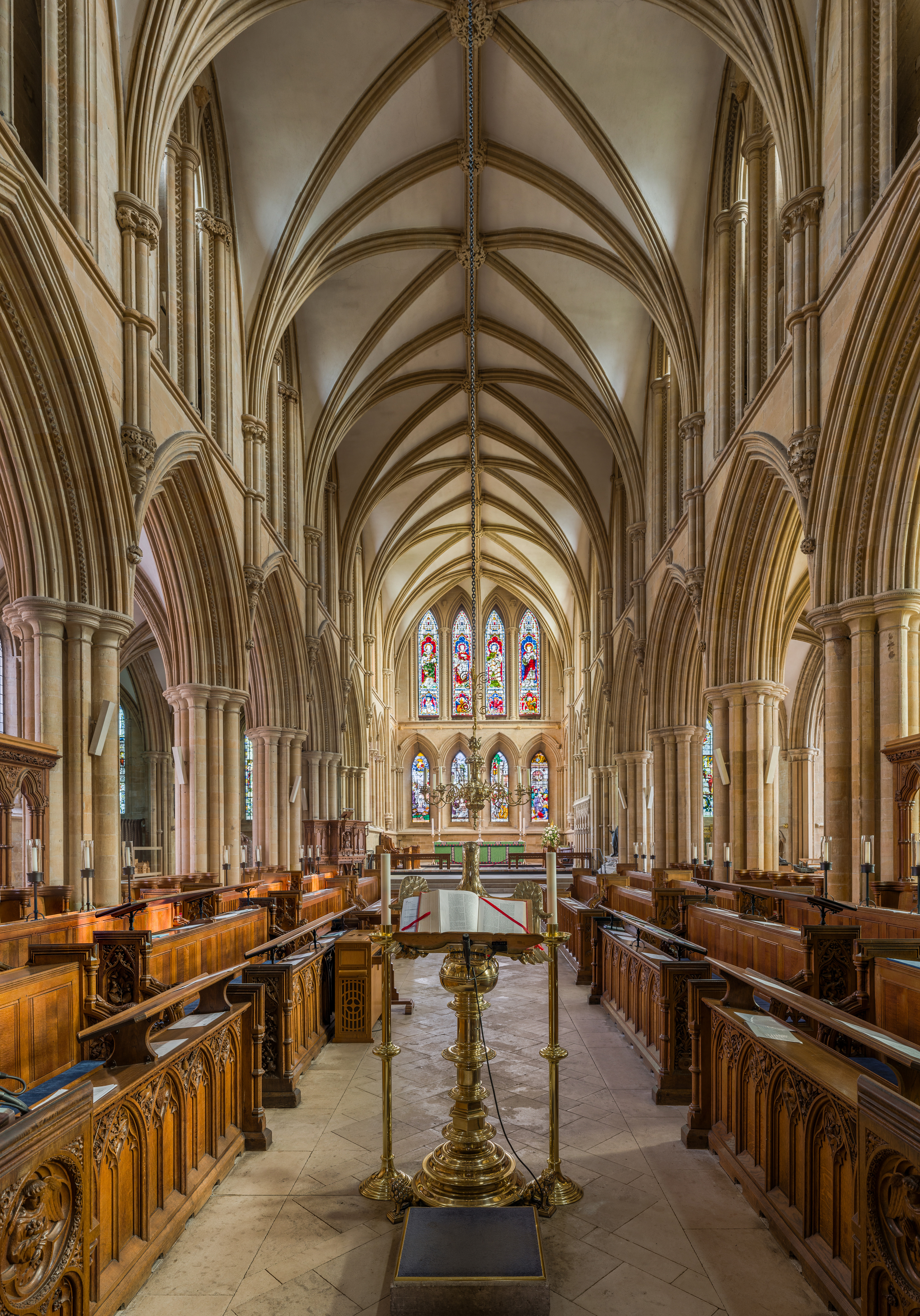
紹斯韋爾大教堂唱诗厅
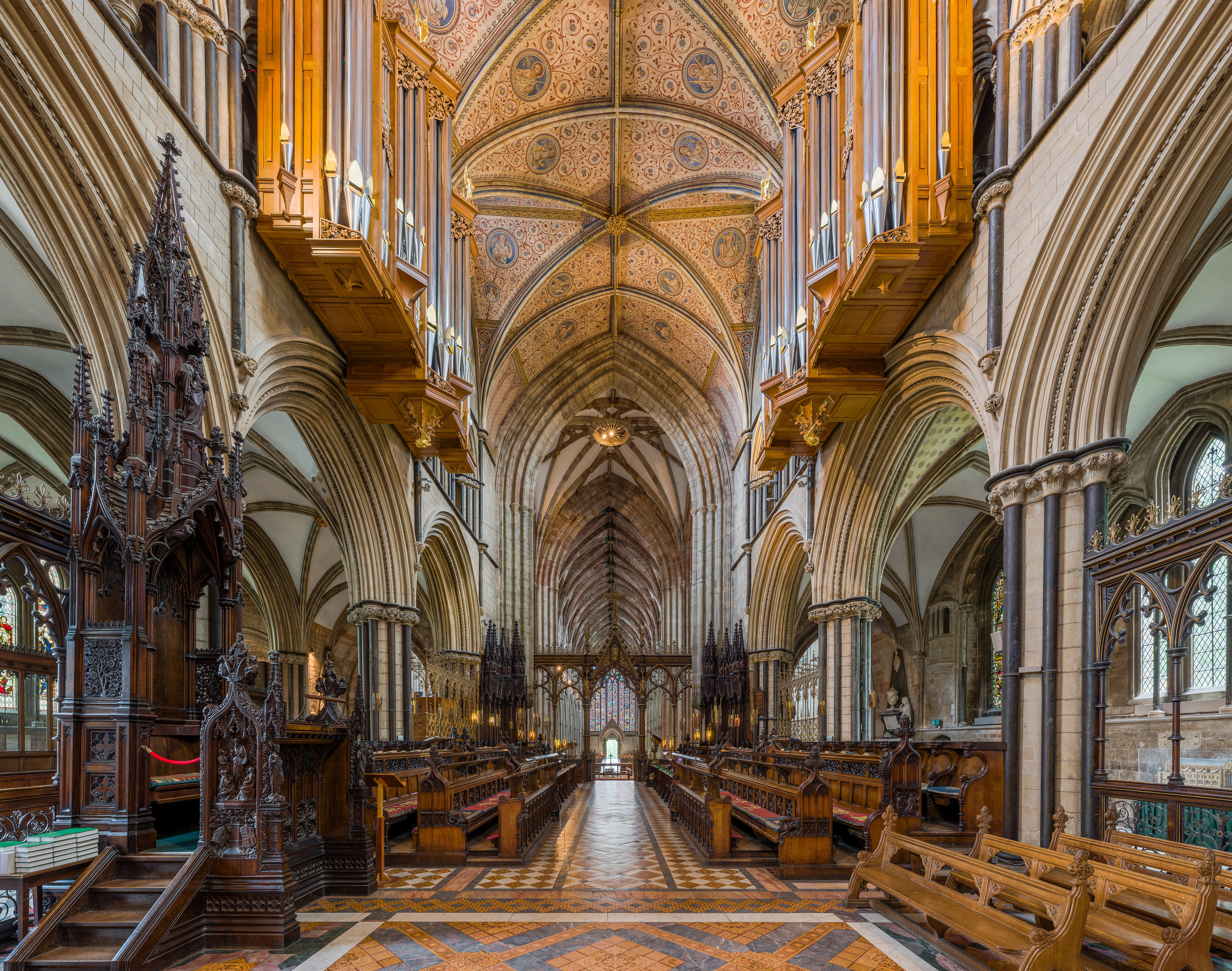
伍斯特座堂唱诗厅
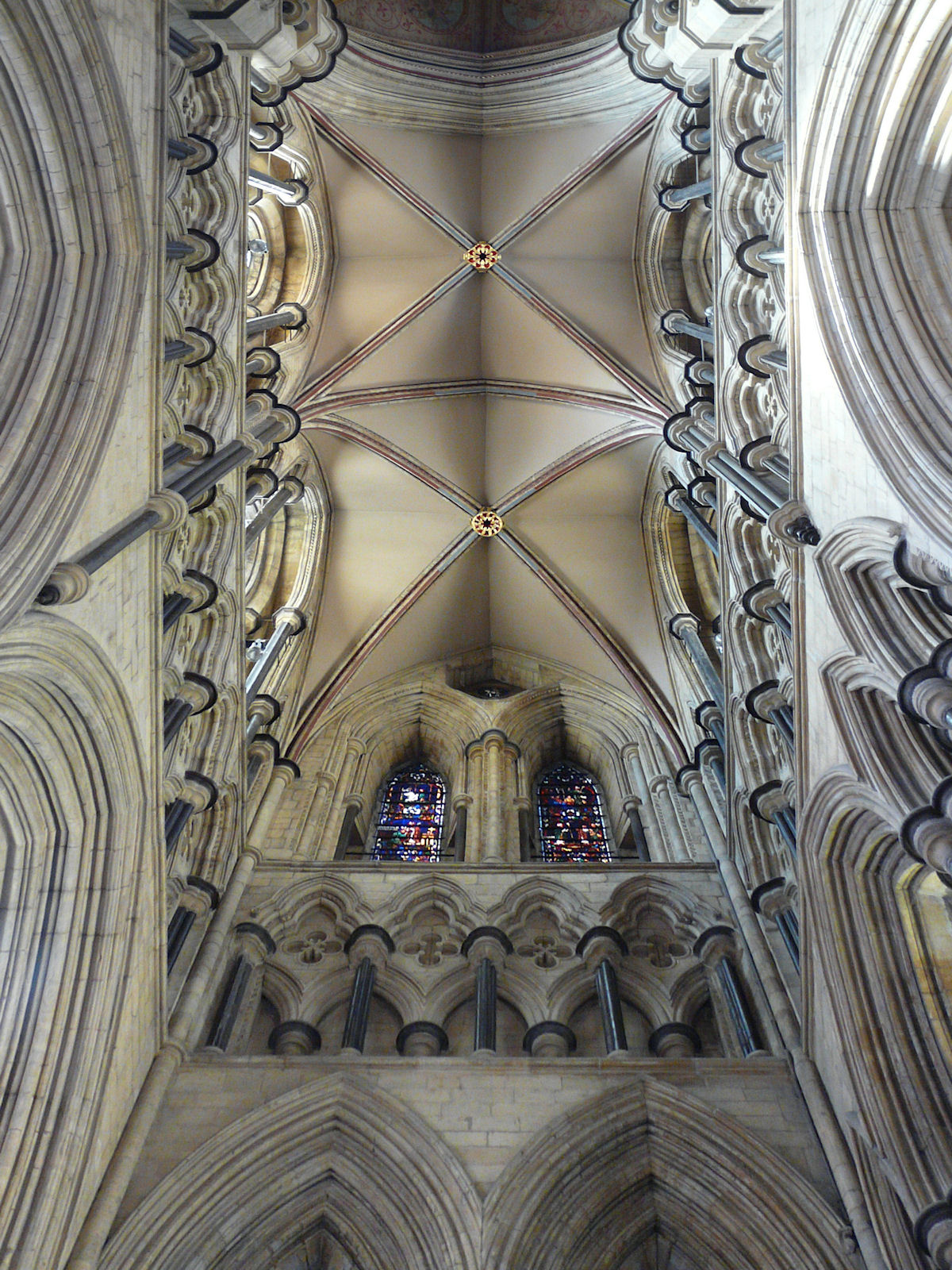
貝弗利大教堂耳堂
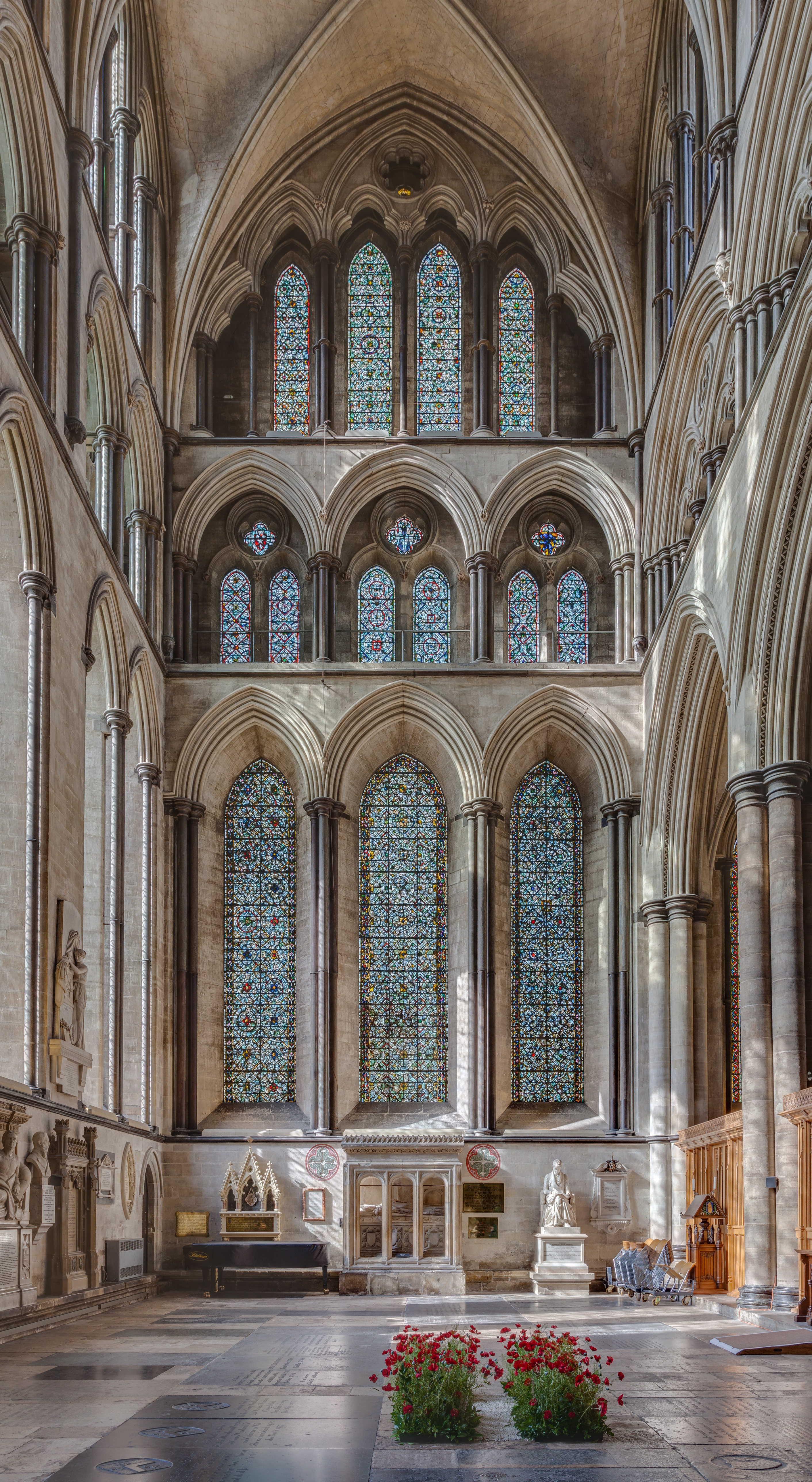
索爾茲伯里座堂北耳堂的柳叶窗
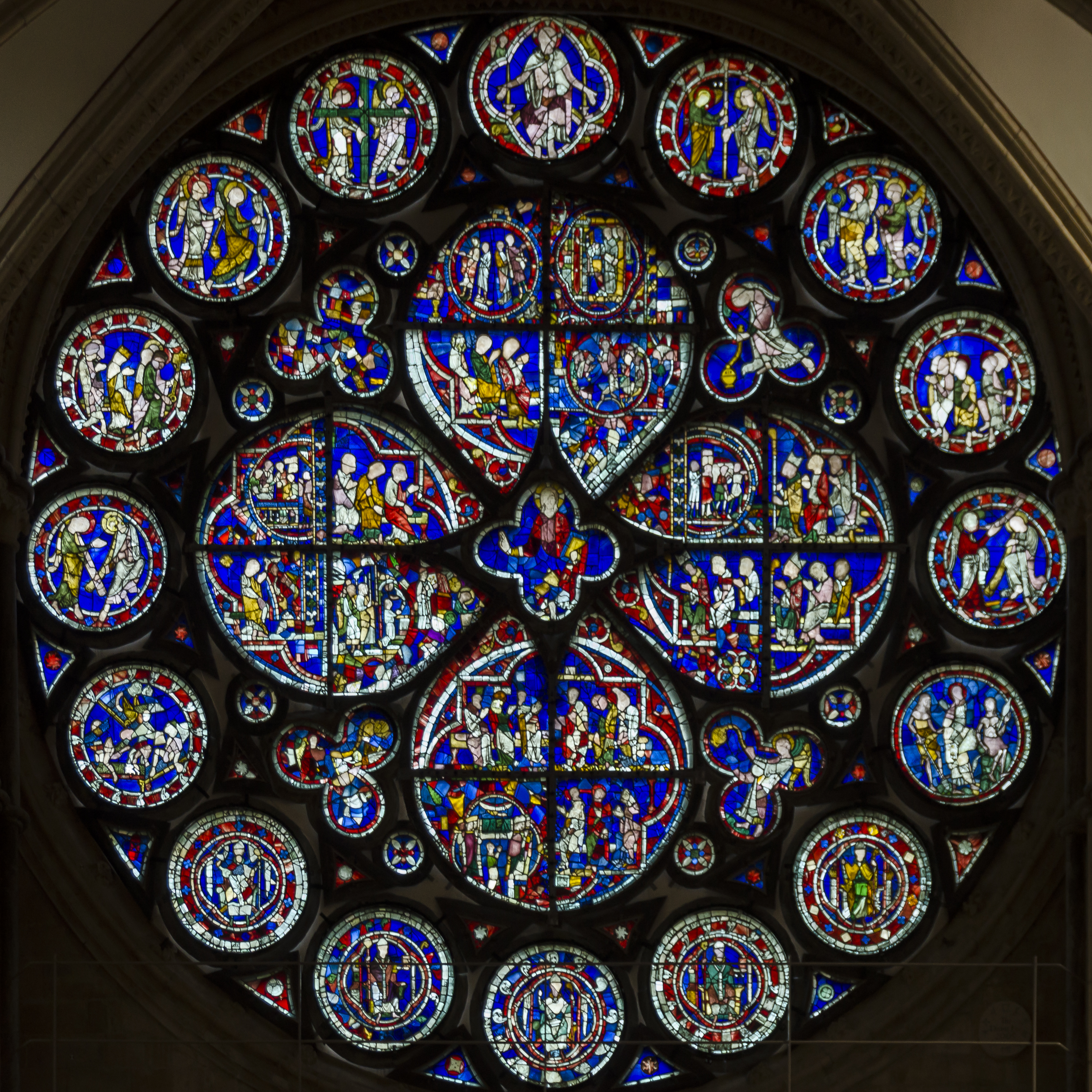
林肯座堂玫瑰窗，是英格兰罕见的玫瑰窗案例

### 盛饰哥特式
13世纪晚期至14世纪晚期划为“盛饰哥特式”（Decorated Gothic）时期。在这一时期，英格兰步入繁荣发展，建筑装饰更为繁复广泛，外立面和内部的各个环节都有装饰，元素也更为丰富。这种风格受到法国的放射哥特式风格影响，流行时期也大致与之对应。也有学者按照流行的装饰图案模式，将盛饰式时期细分为两段：几何风格（Geometric style，1245年或1250年–1315年或1360年）时期，以直线、方形、圆形线条为主；曲线风格（Curvilinear style，1290年或1315年–1350年或1360年），以曲线为主。
同时，早期教堂也会在修缮时加入盛饰式风格的设计。例如在伊利座堂的修缮过程中，建筑师托马斯·威特尼在1315年至1322年主持修建了中塔，引入盛饰式风格；之后又由威廉·乔伊（William Joy）加建了曲线拱，让结构更稳定，并扩建了圣母礼拜堂，和唱诗厅相连。1329年至1345年，他又以盛饰式风格加建了双拱结构。

#### 特征
盛饰哥特式的特征详列如下：
- 窗花格（英语：Tracery）：盛饰时期尤以彩窗内精妙的窗花格著称。中梃平行密排，将窗体分为数个格子，这些中梃线条在窗子的拱顶区域分叉交缠，形成三叶饰与四叶饰的网状花饰，称为窗花。窗花早期呈几何风格，后期（14世纪初叶起约五十年）发展为称为“曲线式”的蜿蜒纹样[23]。典例有卡萊爾座堂东窗（约1350年）及約克座堂西窗（1338–39年）[24]。
- 枝肋拱顶（英语：Lierne (vault)）：此时期拱頂工艺趋于繁复。早期哥特式的肋拱顶通常仅有四区隔，以最少数目的肋条连接下方立柱承接重力。盛饰时期则新增纯装饰性的肋条，在拱顶构成星形等几何图案。案例如格洛斯特座堂、伊利座堂[19]。
- 扇形拱顶（英语：Fan vault）：盛饰哥特式晚期出现，较枝肋拱顶更显精妙。扇形拱顶没有结构性的肋条，裸露在外的肋条实际上是仿肋条形的石浮雕。这种拱顶由半锥形的石片拼合而成，锥尖是拱顶的起拱点，形成扇形的轮廓。最早的实例可见于格洛斯特座堂回廊，哈利波特系列電影曾在此取景[19]。
- 扶壁普及：扶壁在此时期广泛应用，如利奇菲尔德座堂。有了扶壁结构，墙体可以修得更高、更薄，窗户更宏大。扶壁顶部常冠以装饰性石尖塔，以增加配重。
- 雕塑装饰：雕刻趋向华丽，球花饰（英语：ball flower）与四瓣花饰取代了早期哥特式的犬牙纹。柱头叶饰更趋自然流畅，突破早期英式的刻板风格。此时期另一特色是菱形彩饰（英语：diapering），运用不同色泽的石料或砖块，在墙面、镶板拼嵌几何彩纹[23]。

#### 案例
- 西敏寺（过渡风格；1245–1272，东端、耳堂、教士会礼堂；1376–1400，中殿）
- 卡萊爾座堂唱诗厅（1245–1398）
- 赫里福德座堂，以及北耳堂（过渡风格；1245–1268）、中塔（1300–1310）
- 林肯座堂，以及天使唱诗厅、东端（1256–1280）、回廊（约1295）、中塔（1307–1311）、南耳堂上部，包括主教之眼花窗（约1320–1330）
- 利奇菲爾德座堂，中殿、西立面（1265–93），中塔（约1300）、圣母礼拜堂（1320–36）
- 聖伍爾弗拉姆教堂（1280–1350）
- 牛津大學墨頓學院礼拜堂（1289–96）；塔楼和前礼拜堂为1424年至1450年加建
- 約克座堂，以及教士会礼堂（1260–96），中殿、西立面，包括约克郡之心花窗（1291–1375）
- 韋爾斯座堂，以及教士会礼堂（1275–1310）、东端和圣母礼拜堂（1310–19）、唱诗厅和后唱诗厅（1329–45）、中塔（1315–22）、滤网拱（英语：strainer arch）（1415–23）
- 索爾茲伯里座堂教士会礼堂（1275–85）
- 布里斯托尔座堂东端（1298–1340）
- 紹斯韋爾大教堂，以及教士会礼堂（1293–1300）、讲坛（1320–35）
- 圣奥尔本斯座堂圣母礼拜堂（1308–26）
- 阿尼克城堡礼拜堂（1309–50）
- 伍斯特座堂中殿、西立面（1317–95）
- 伊利座堂，以及圣母礼拜堂（1321–49）、东窗（1371–74）、八角顶、灯笼式顶棚、中殿西侧（1322–62）
- 埃克塞特座堂中殿、西立面（1328–42）；圣像屏风于1346年至1375年加建

几何时期
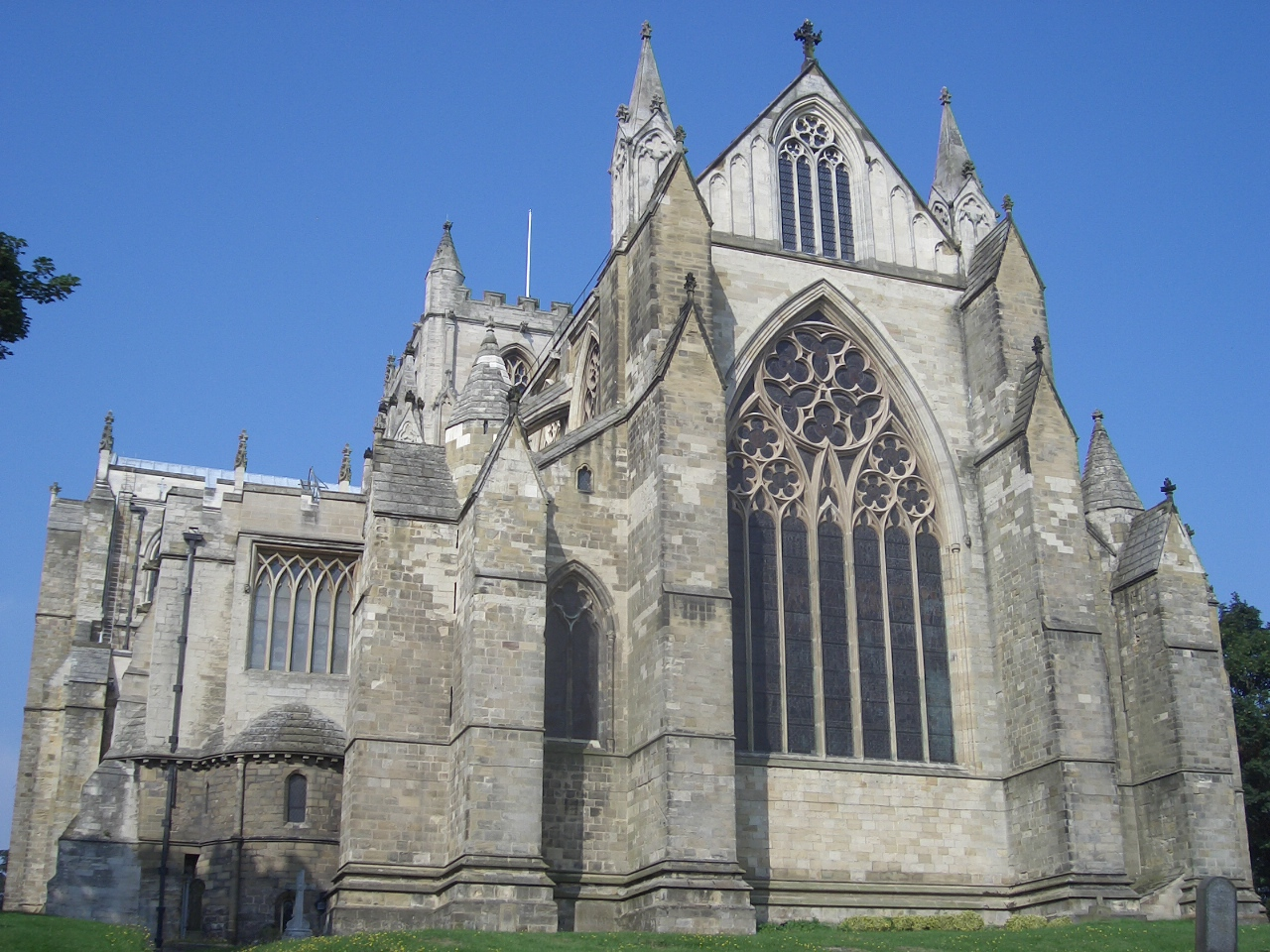
里彭座堂东立面
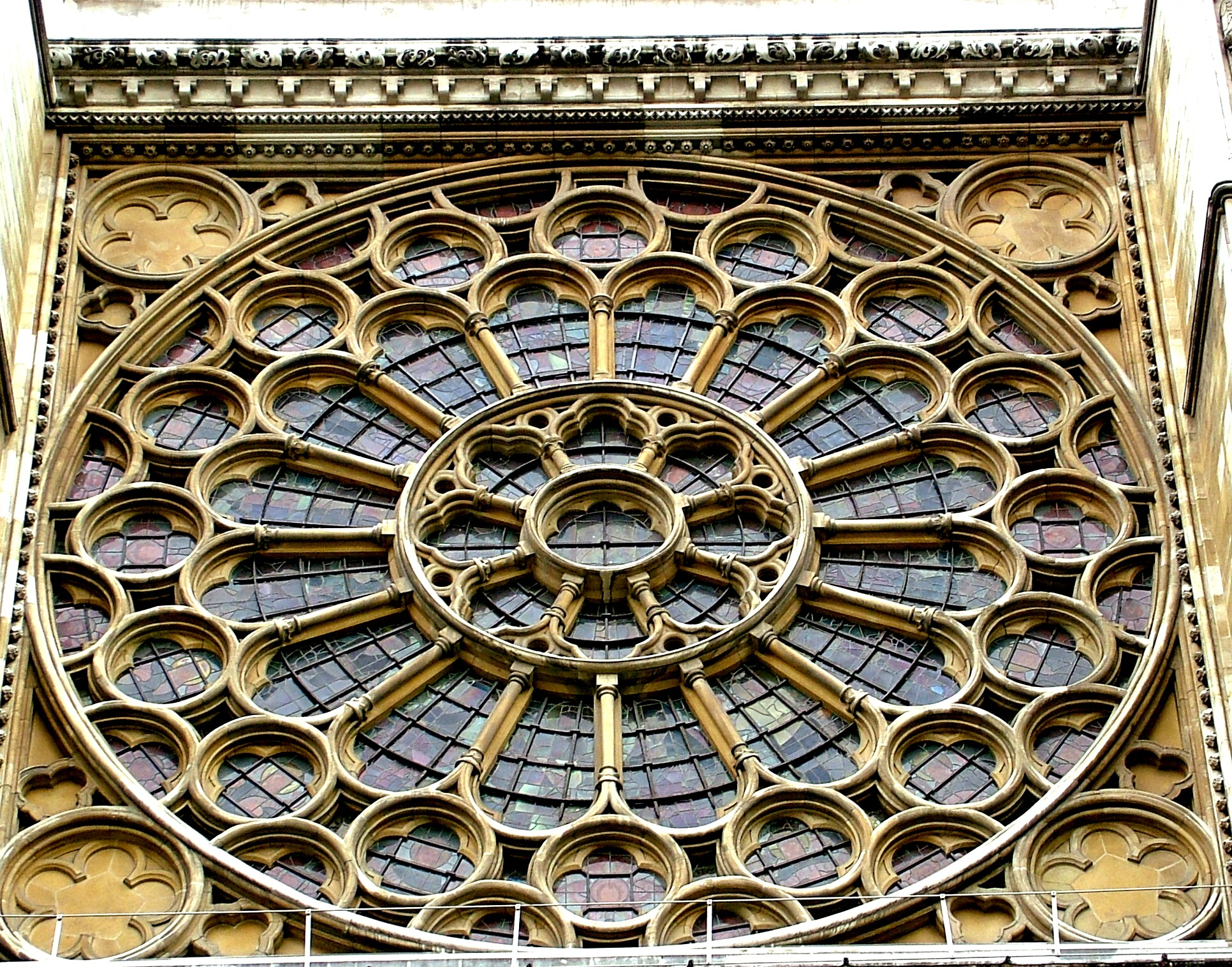
西敏寺北耳堂玫瑰窗
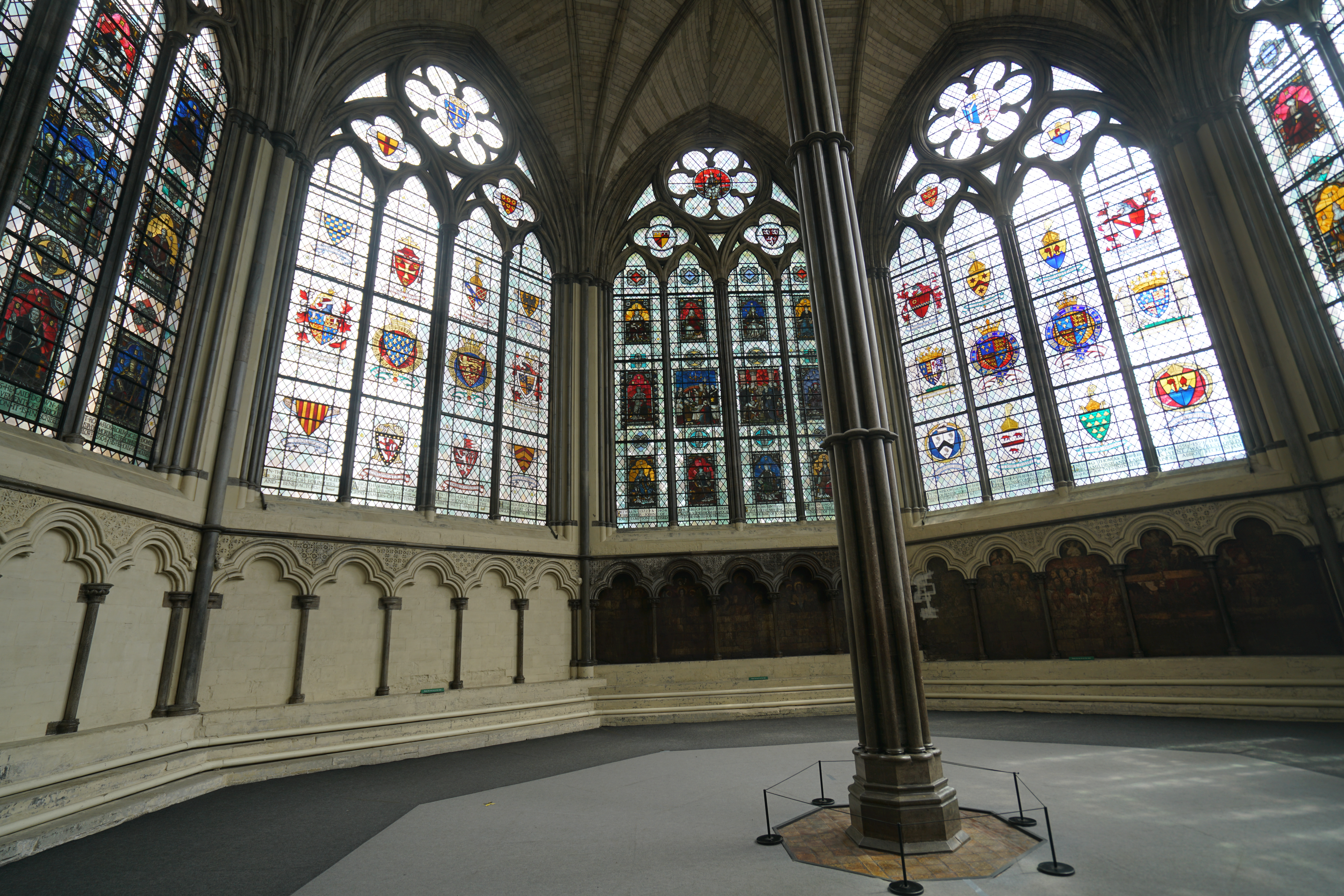
西敏寺教士会礼堂
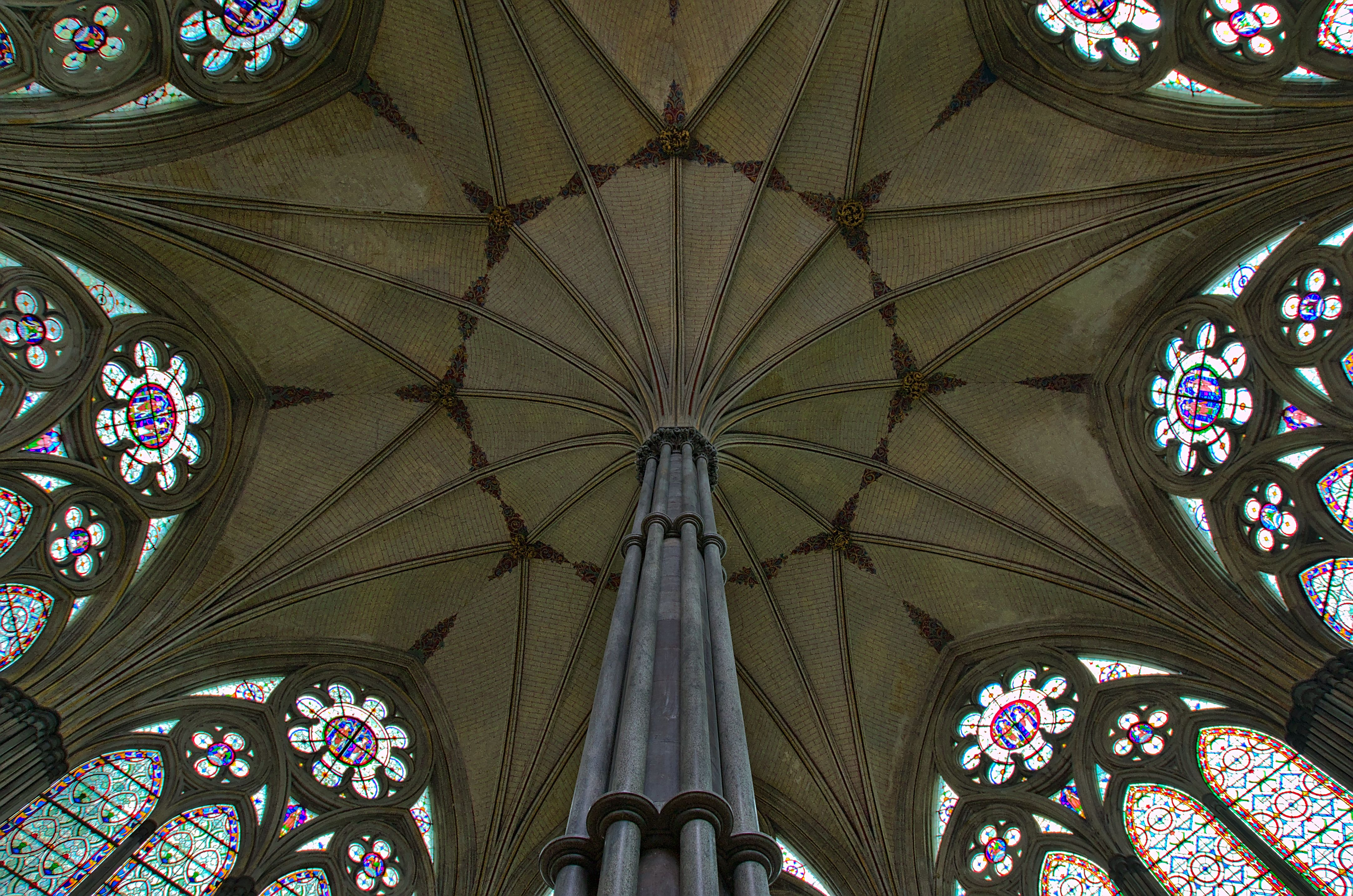
索爾茲伯里座堂教士会礼堂拱顶
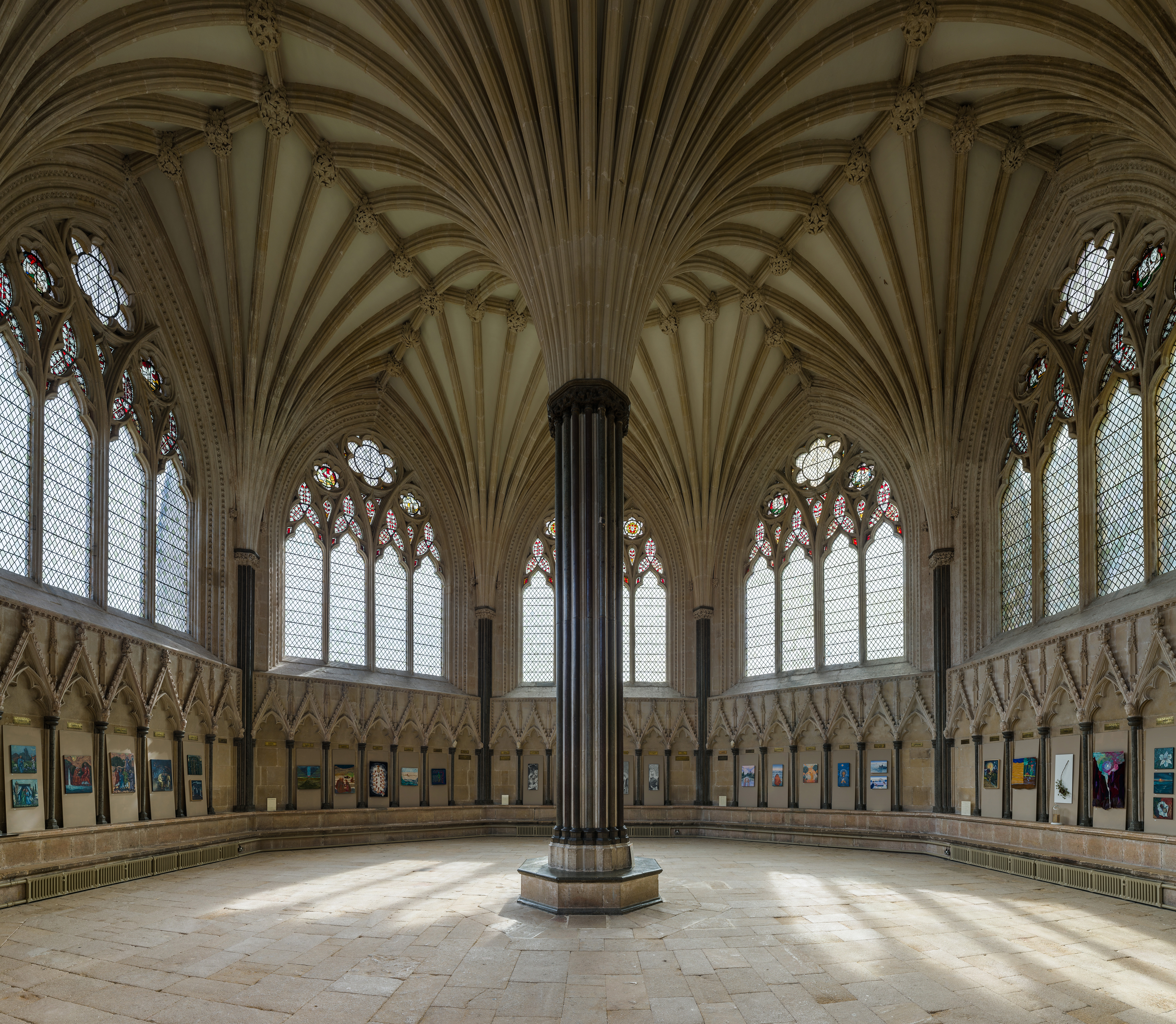
韋爾斯座堂教士会礼堂
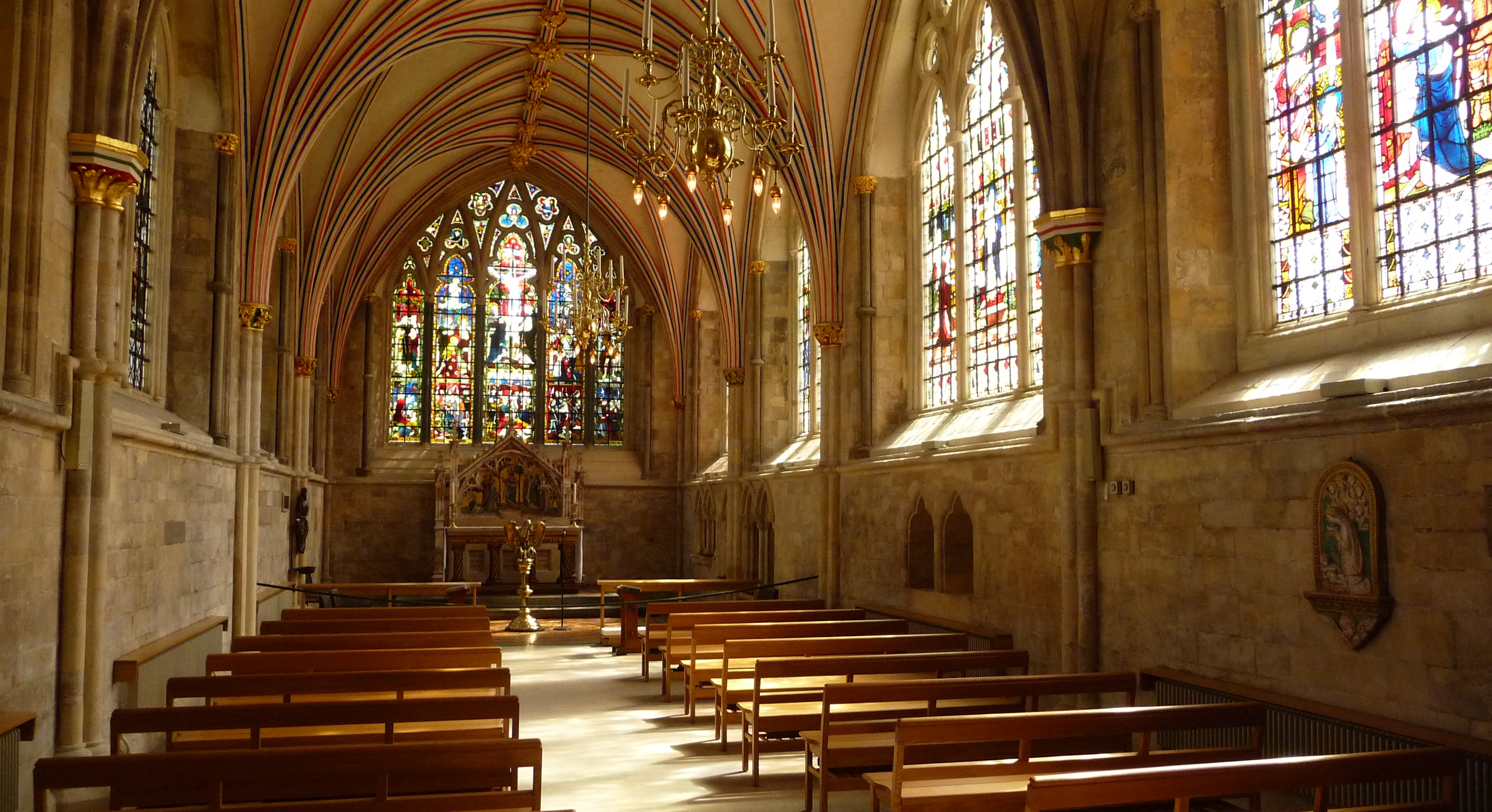
奇徹斯特座堂圣母礼拜堂
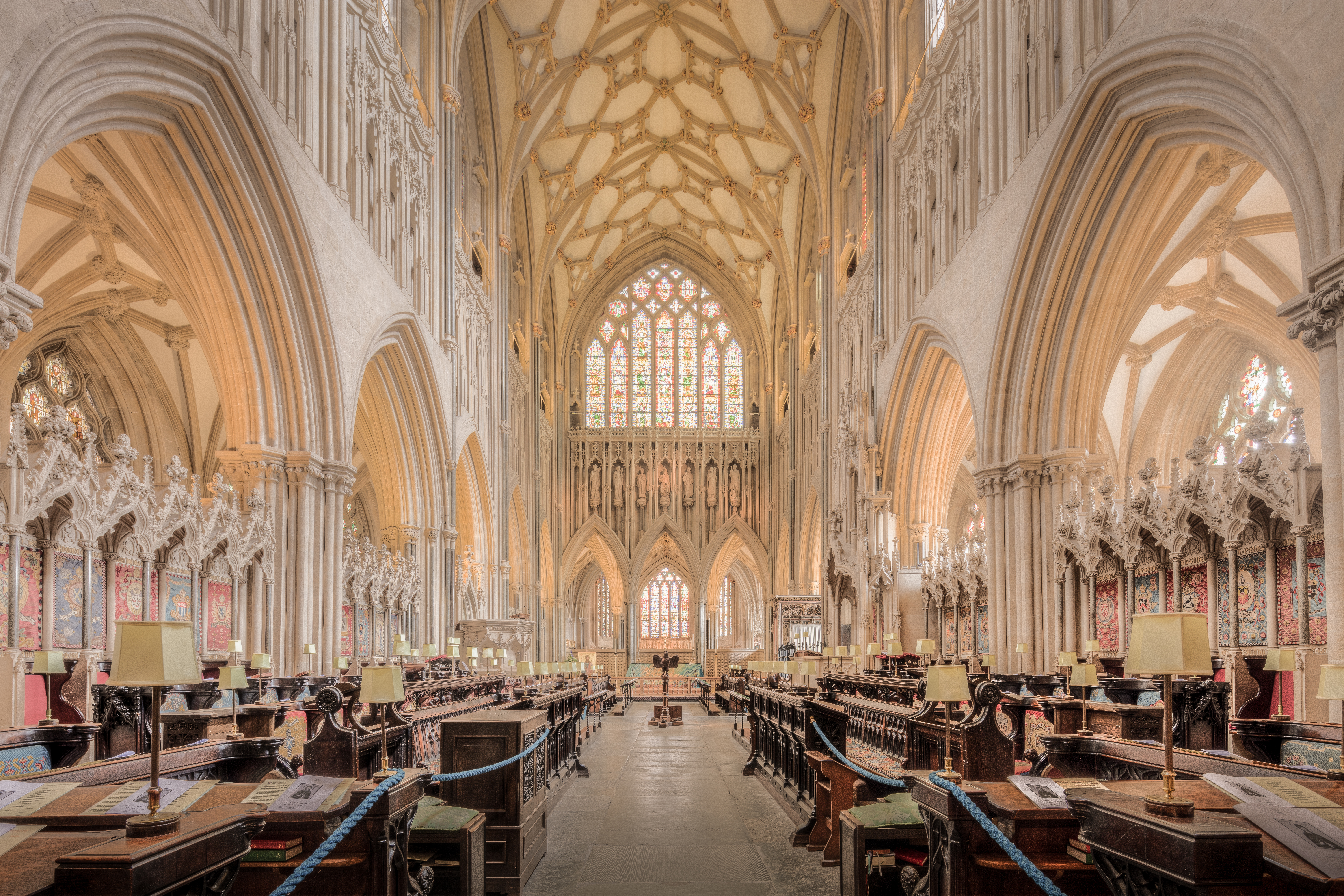
韋爾斯座堂唱诗厅
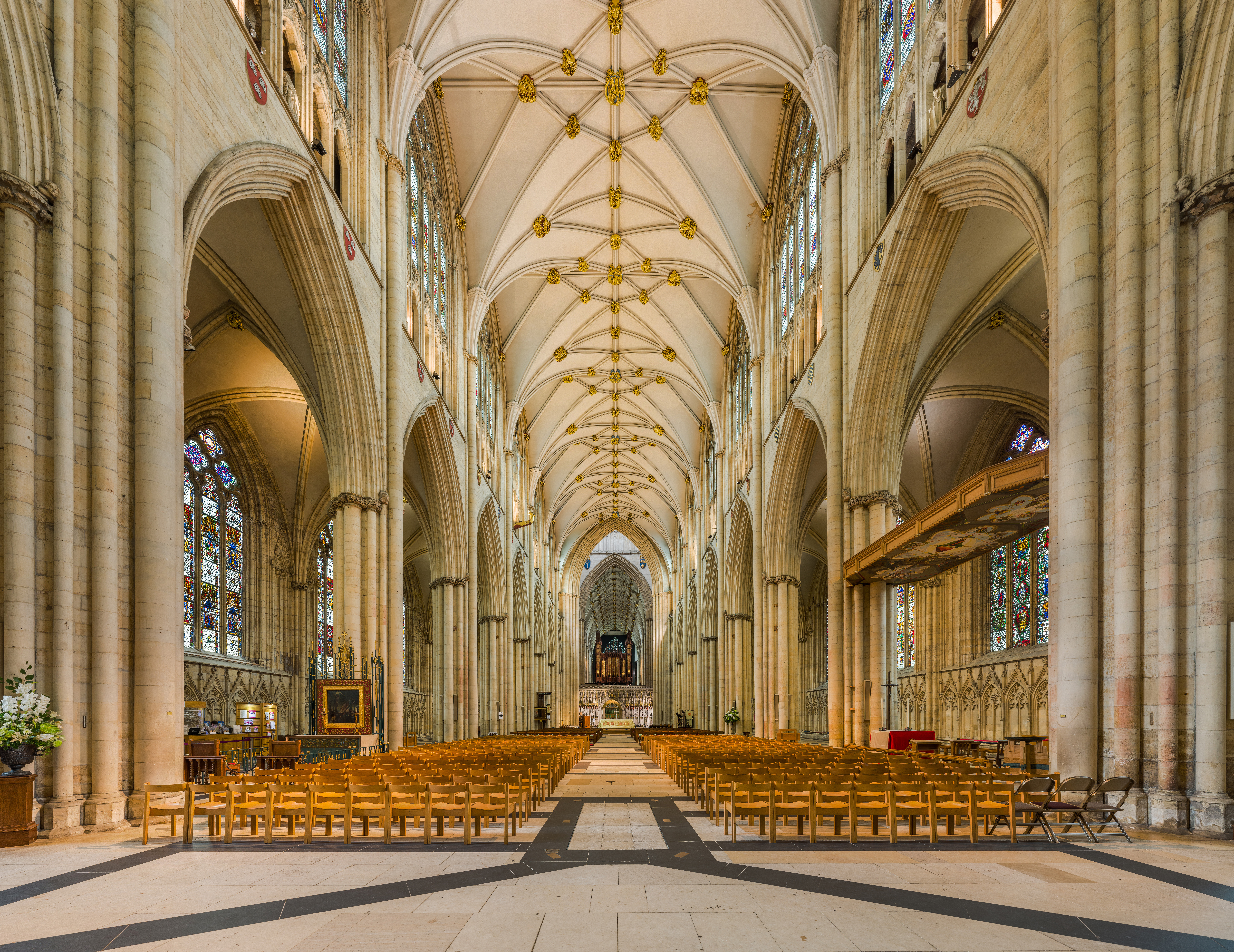
約克座堂中殿
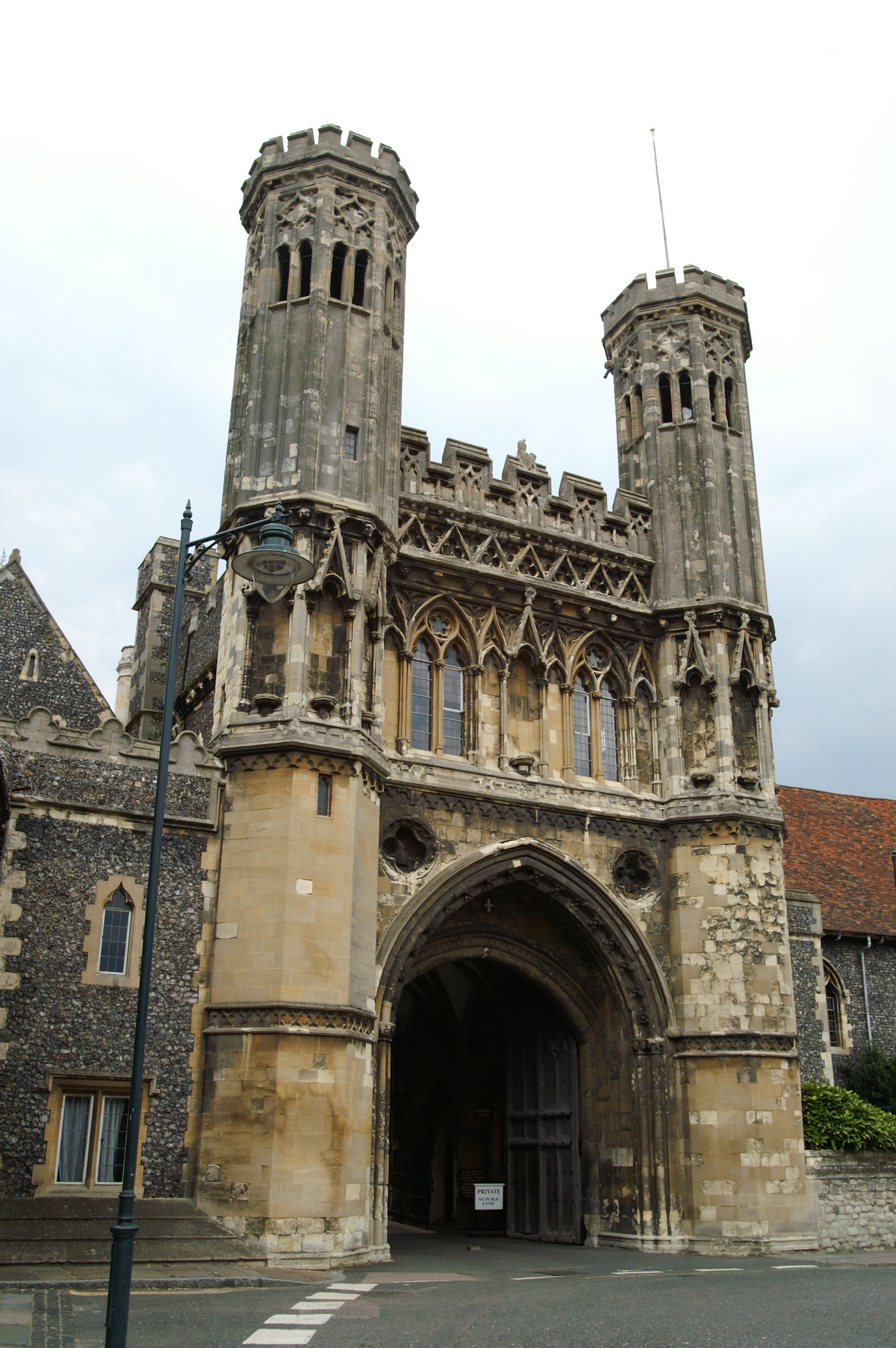
圣奥古斯丁修道院门楼

曲线时期
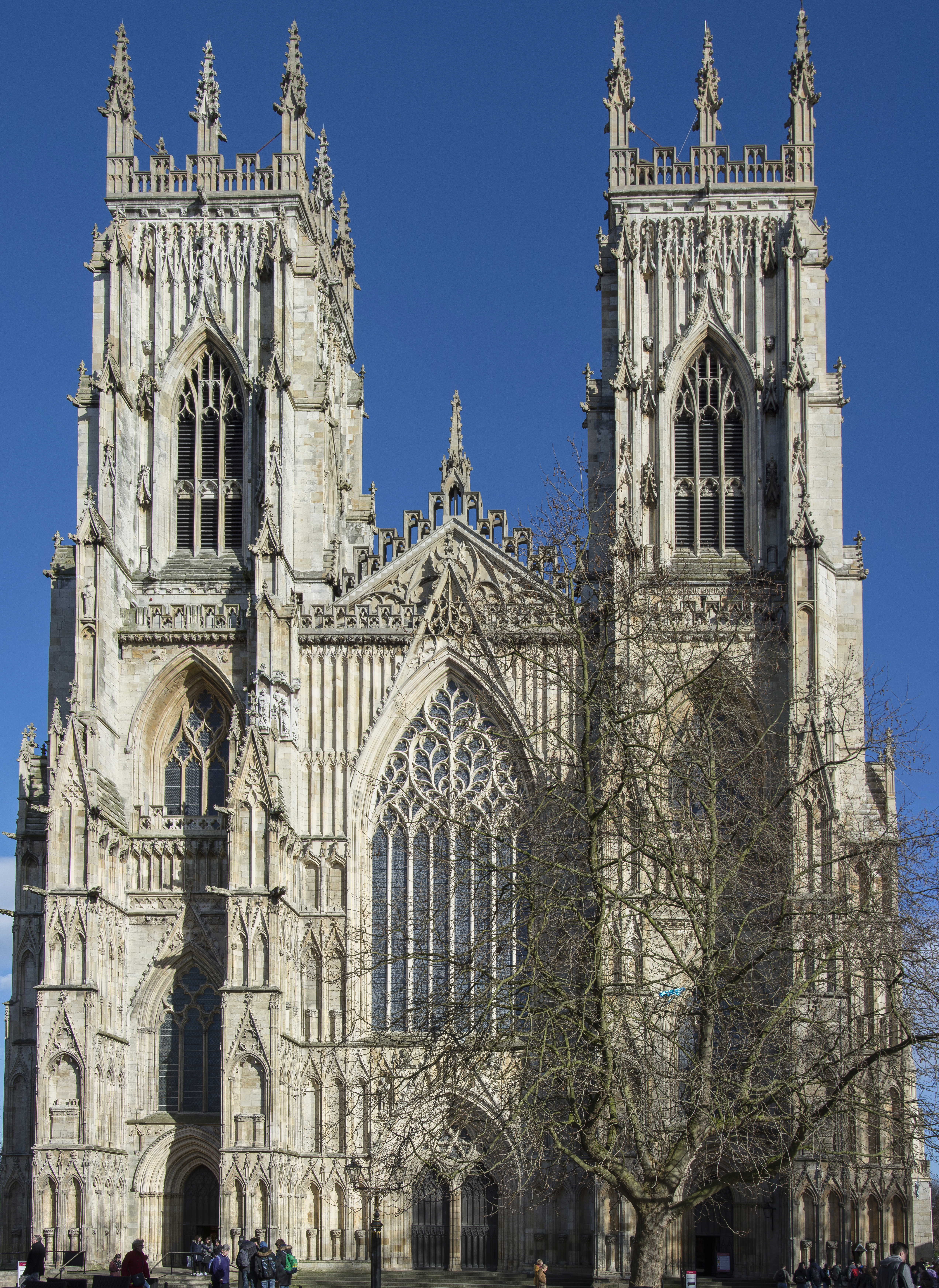
約克座堂西立面
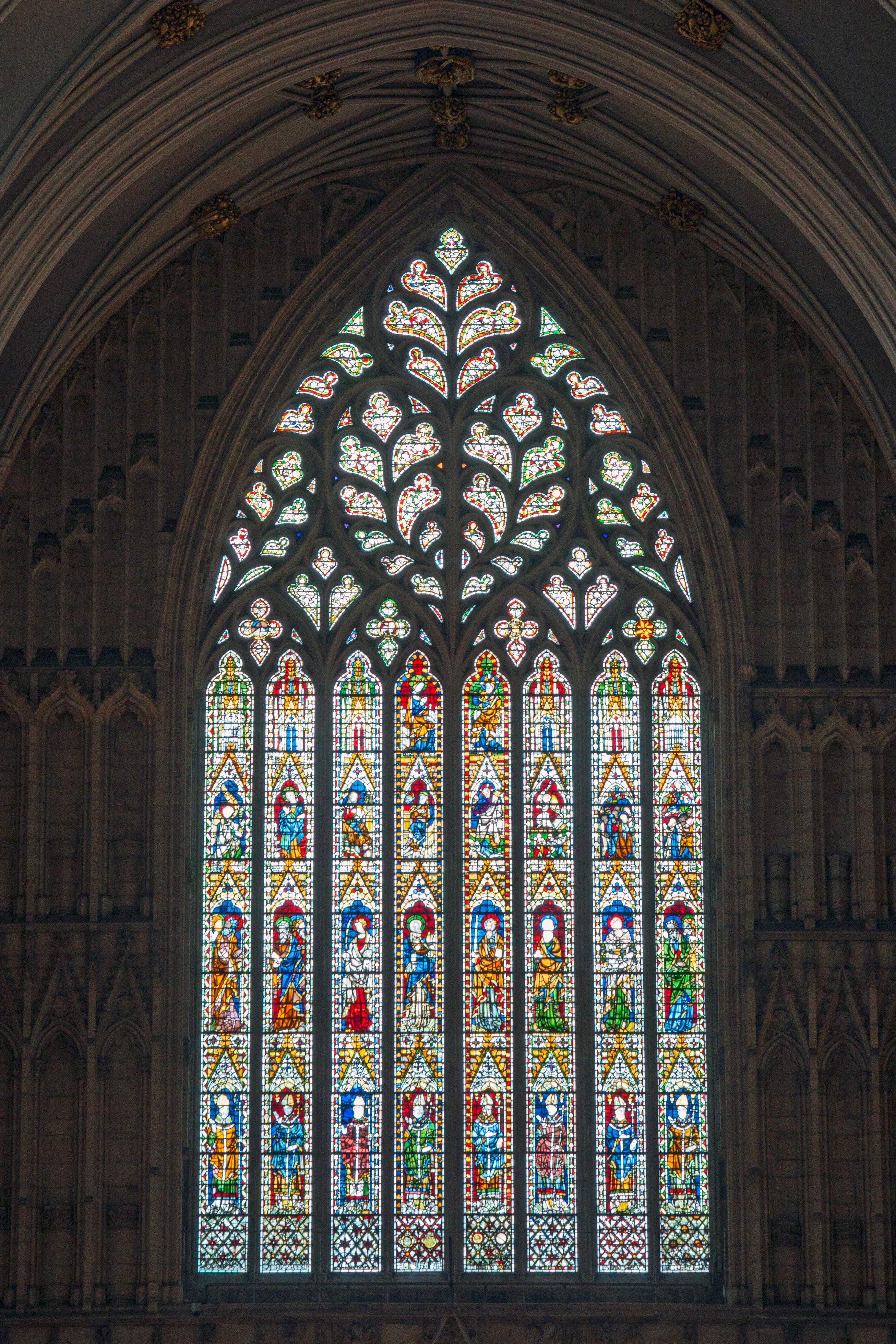
約克座堂大西窗，又称为“约克郡之心”
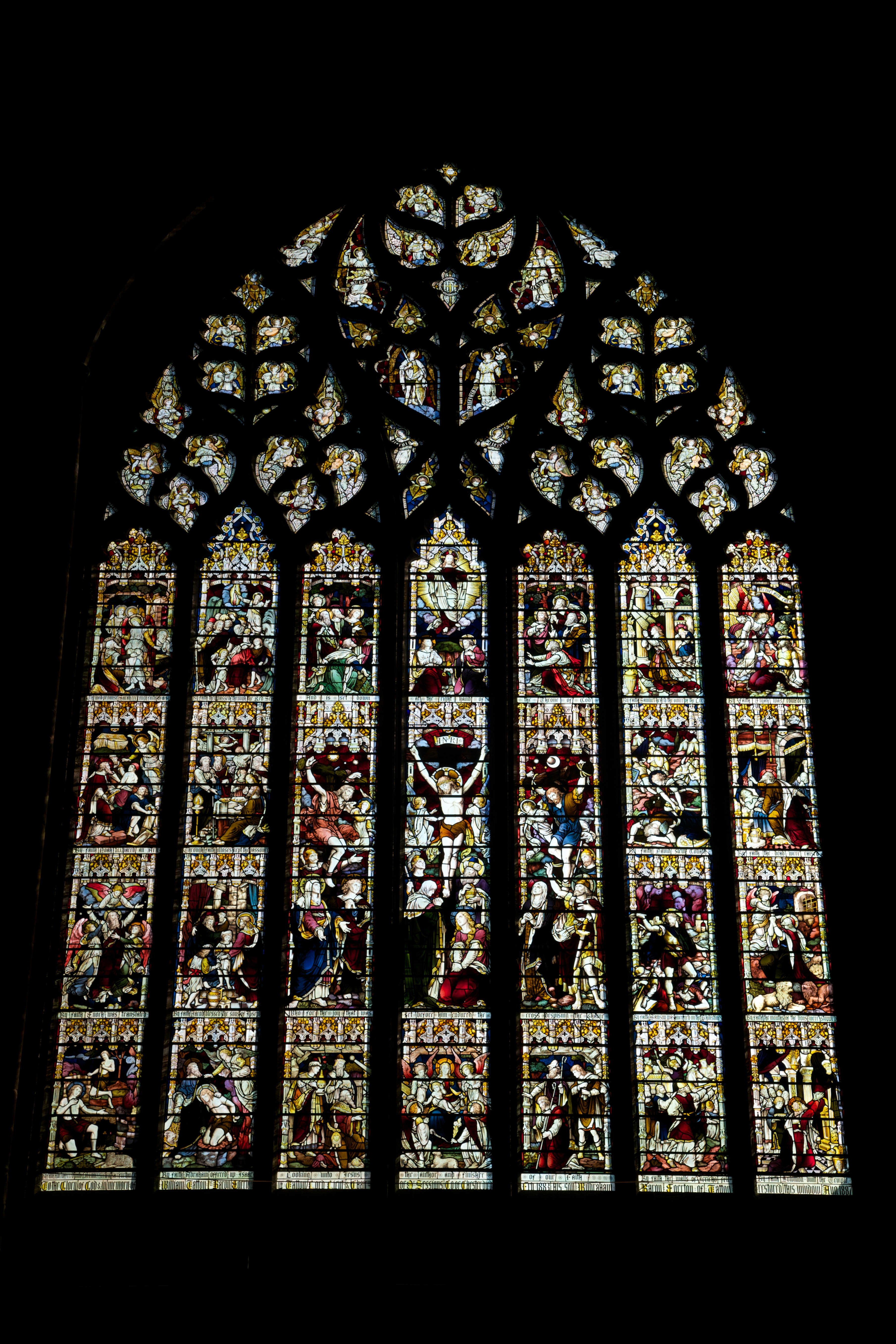
切斯特座堂南耳堂花窗
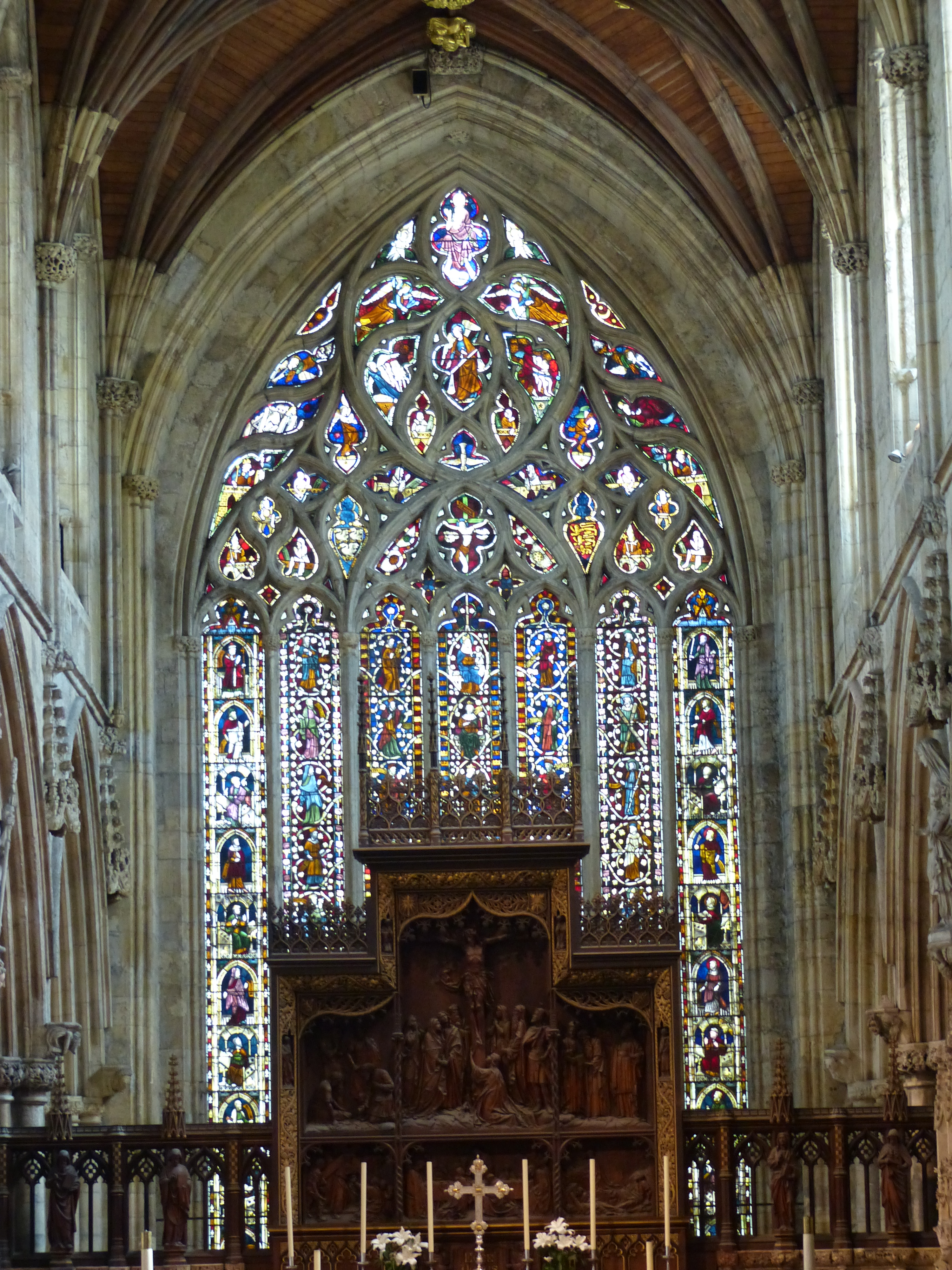
塞爾比修道院唱诗厅花窗
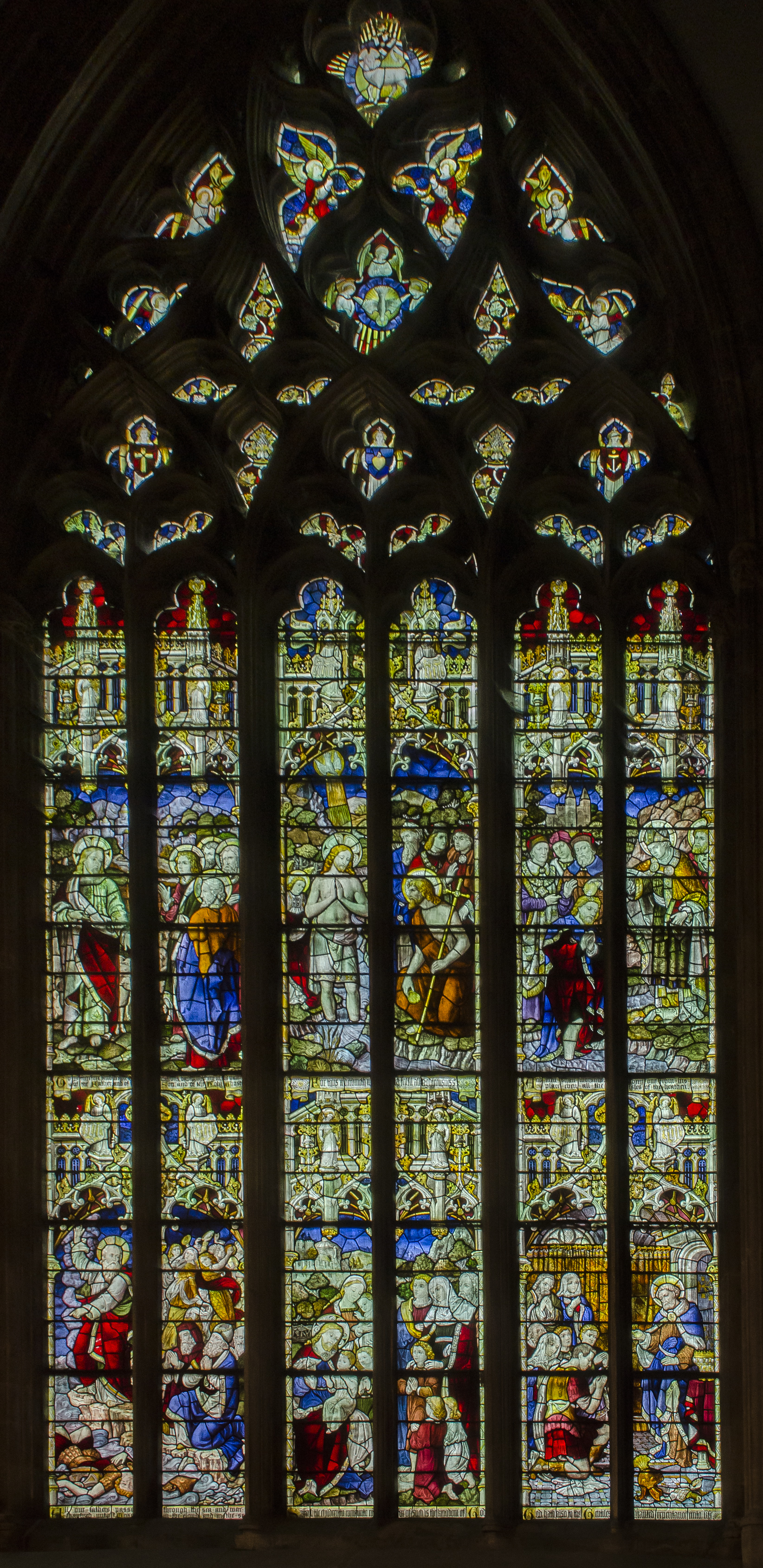
纽华克圣抹大拉的馬利亞教堂（英语：Church of St Mary Magdalene, Newark-on-Trent）南过廊西窗
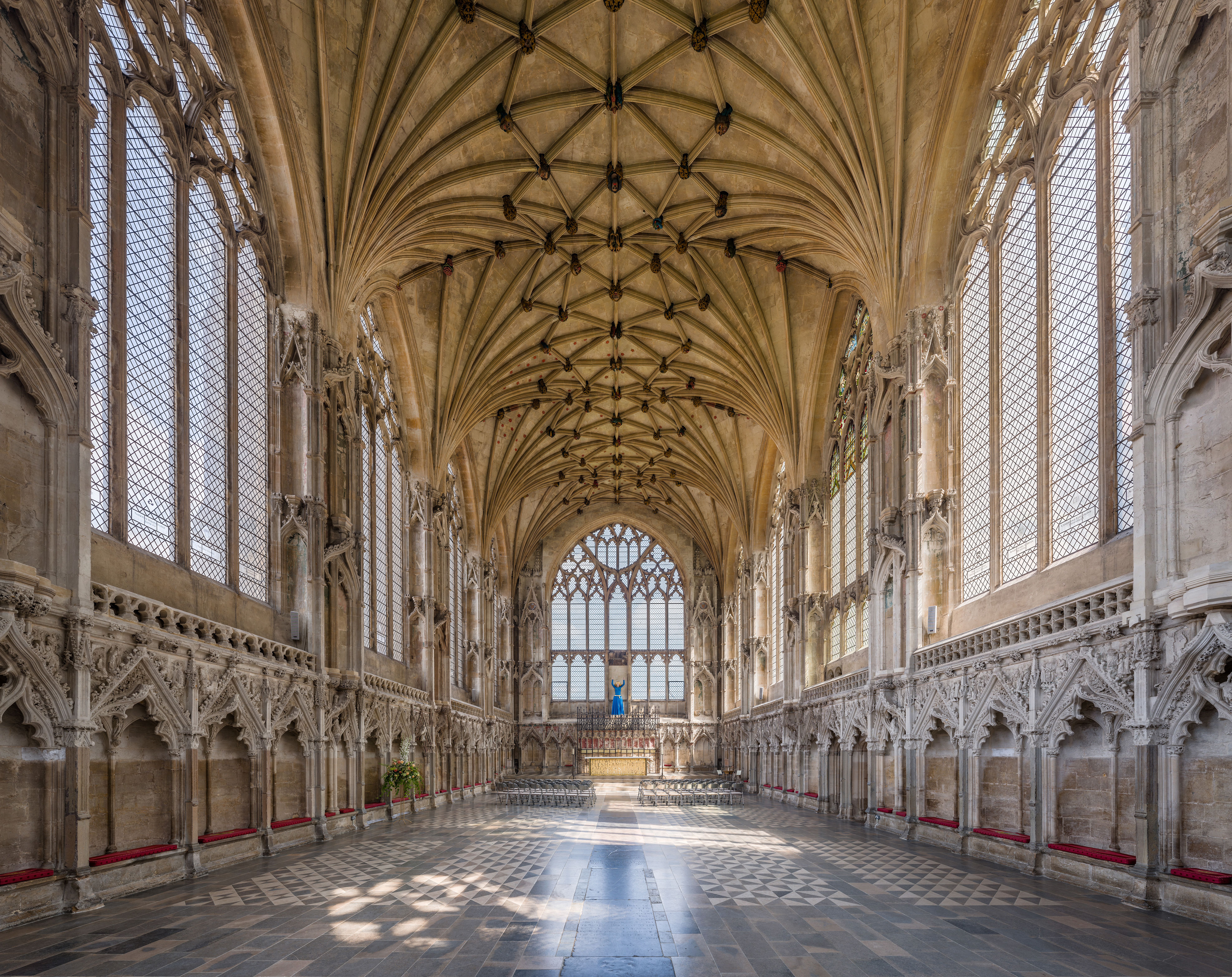
伊利座堂圣母礼拜堂
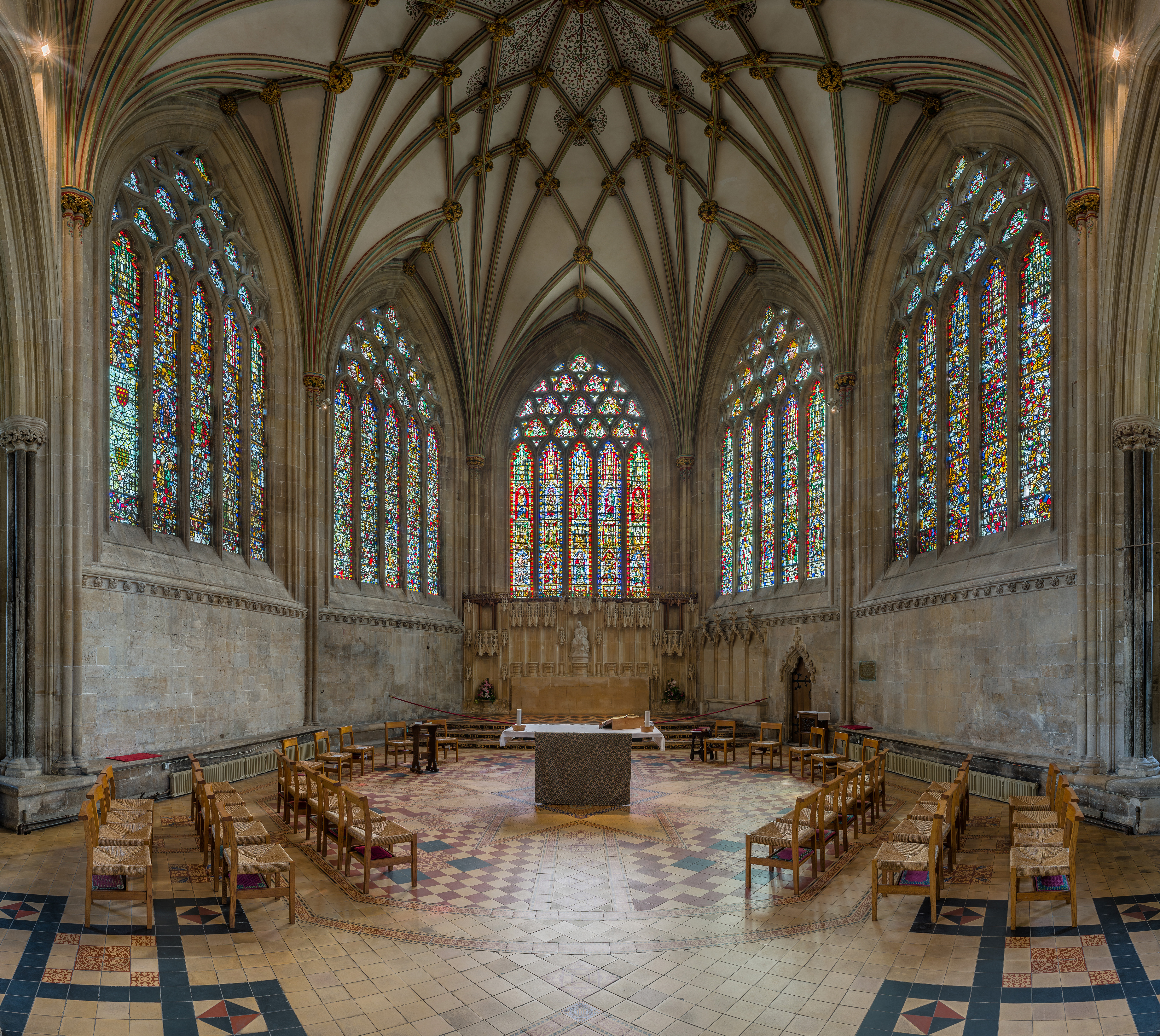
韋爾斯座堂圣母礼拜堂
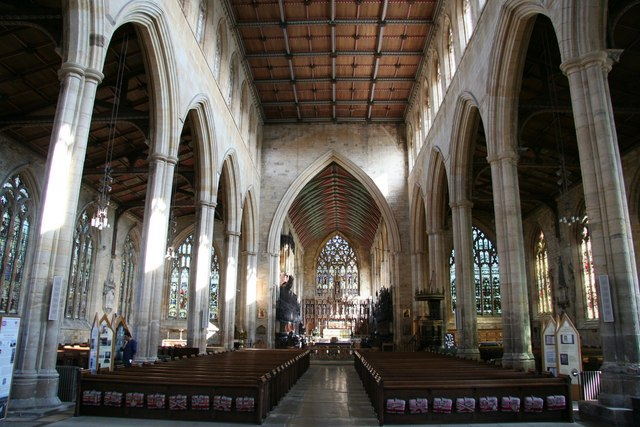
聖博托爾夫教堂中殿
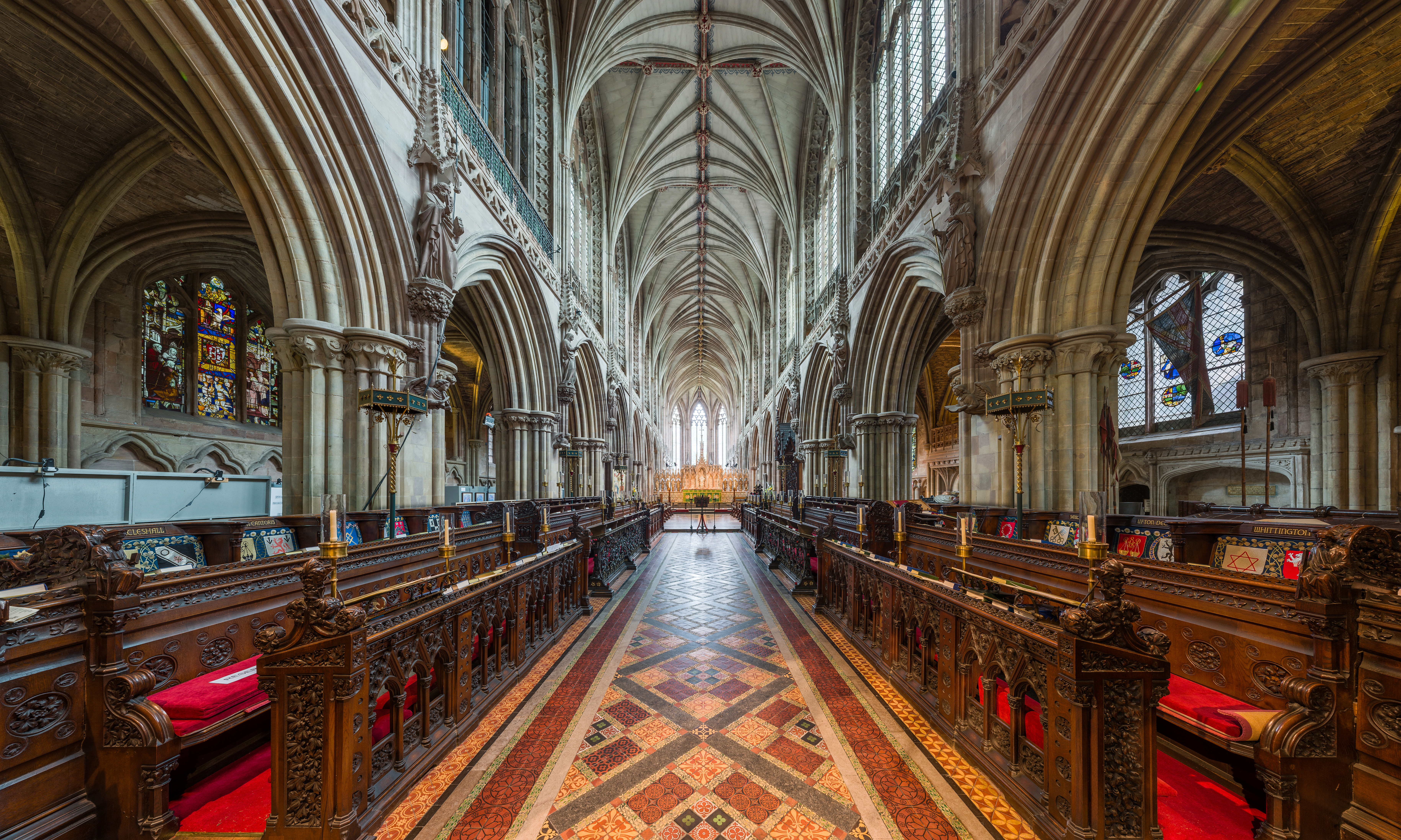
利奇菲爾德座堂唱诗厅
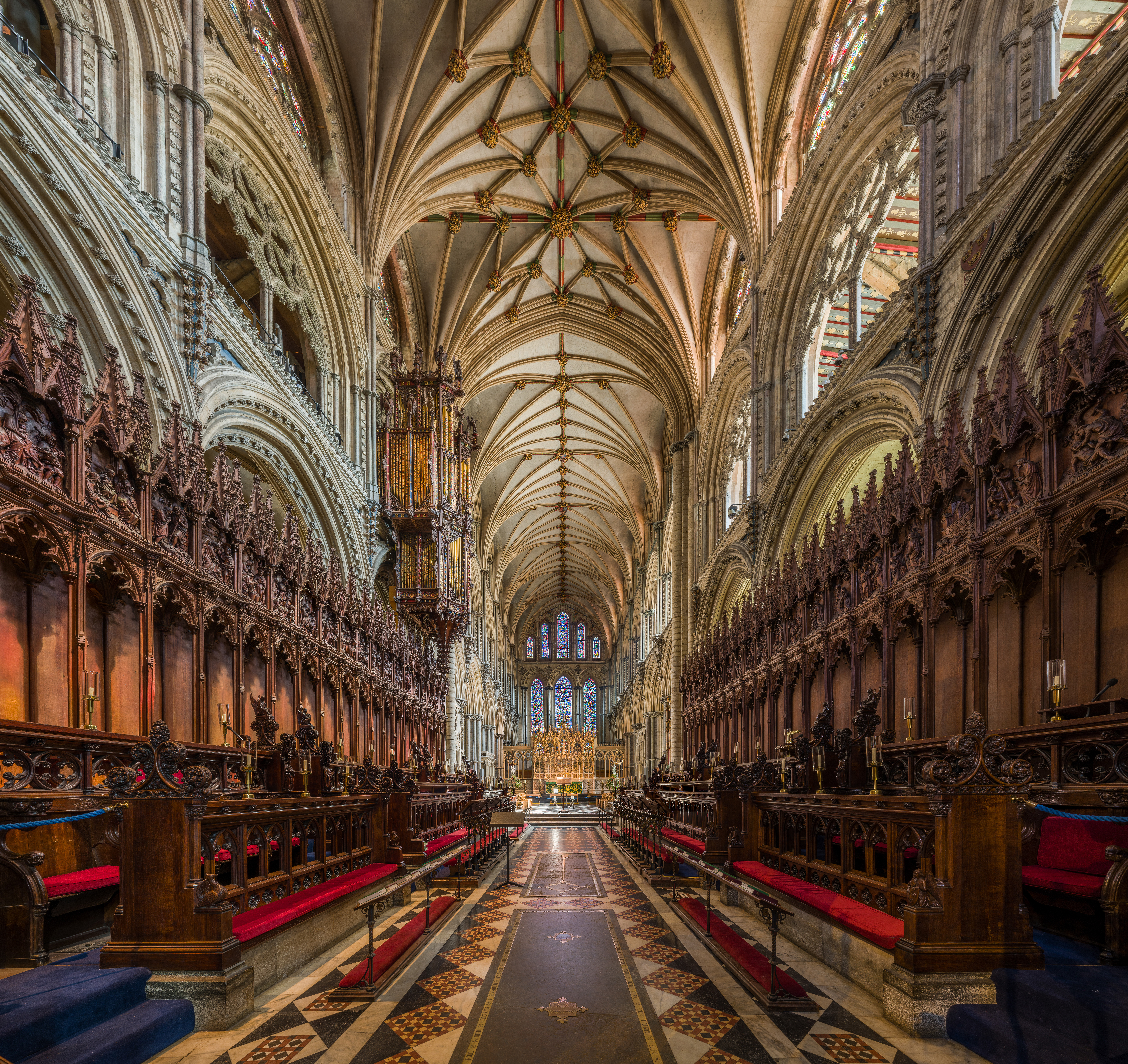
伊利座堂唱诗厅
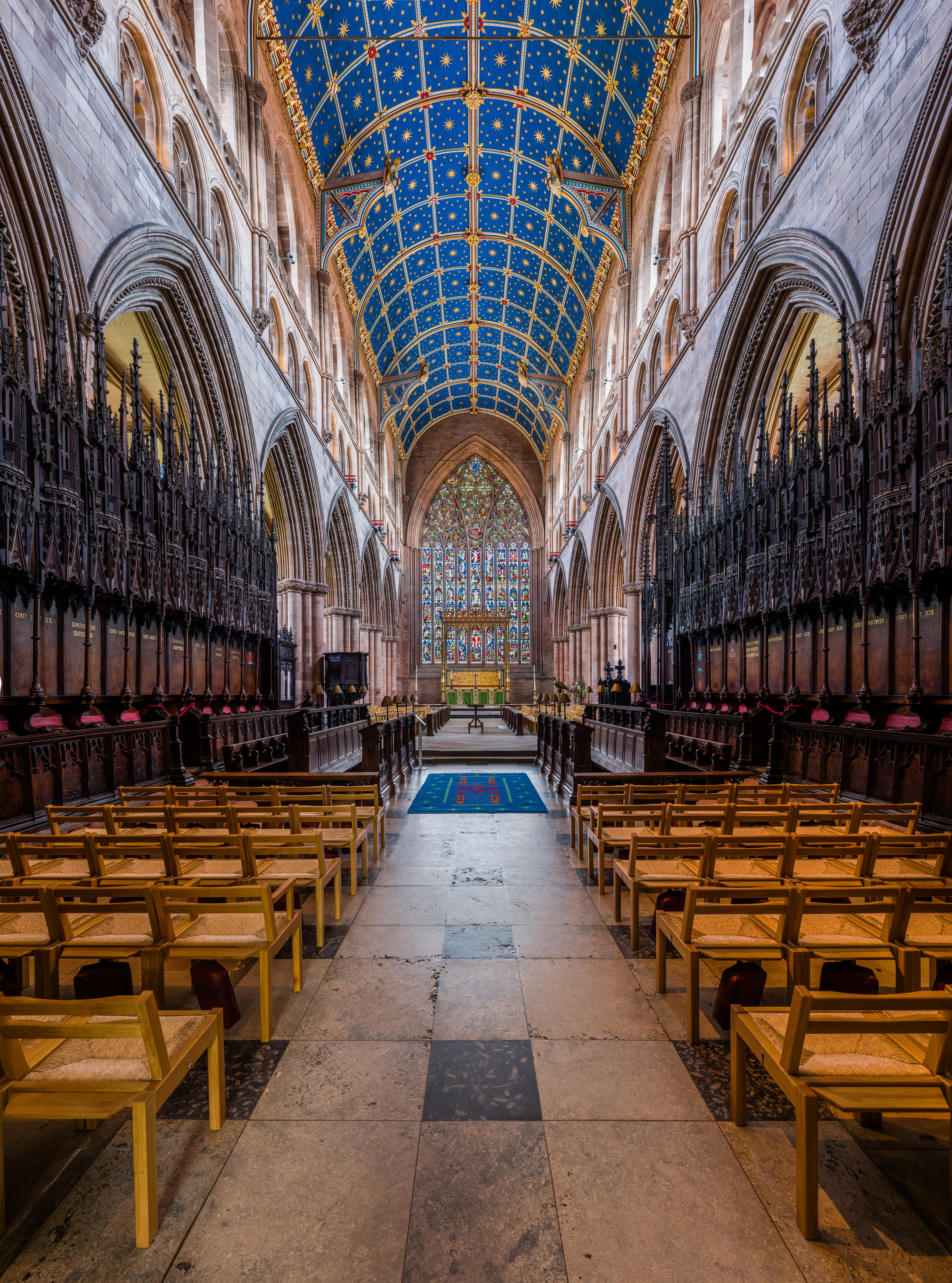
卡萊爾座堂唱诗厅
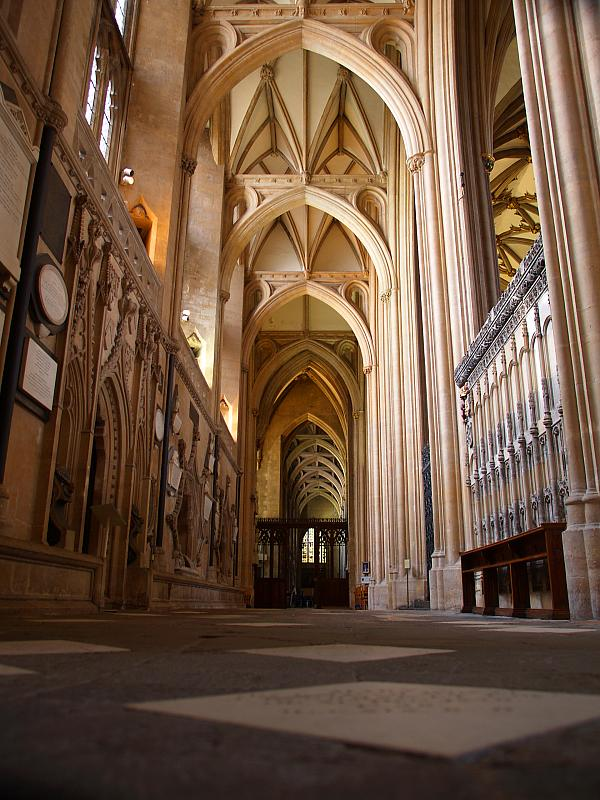
布里斯托尔座堂侧廊的横拱
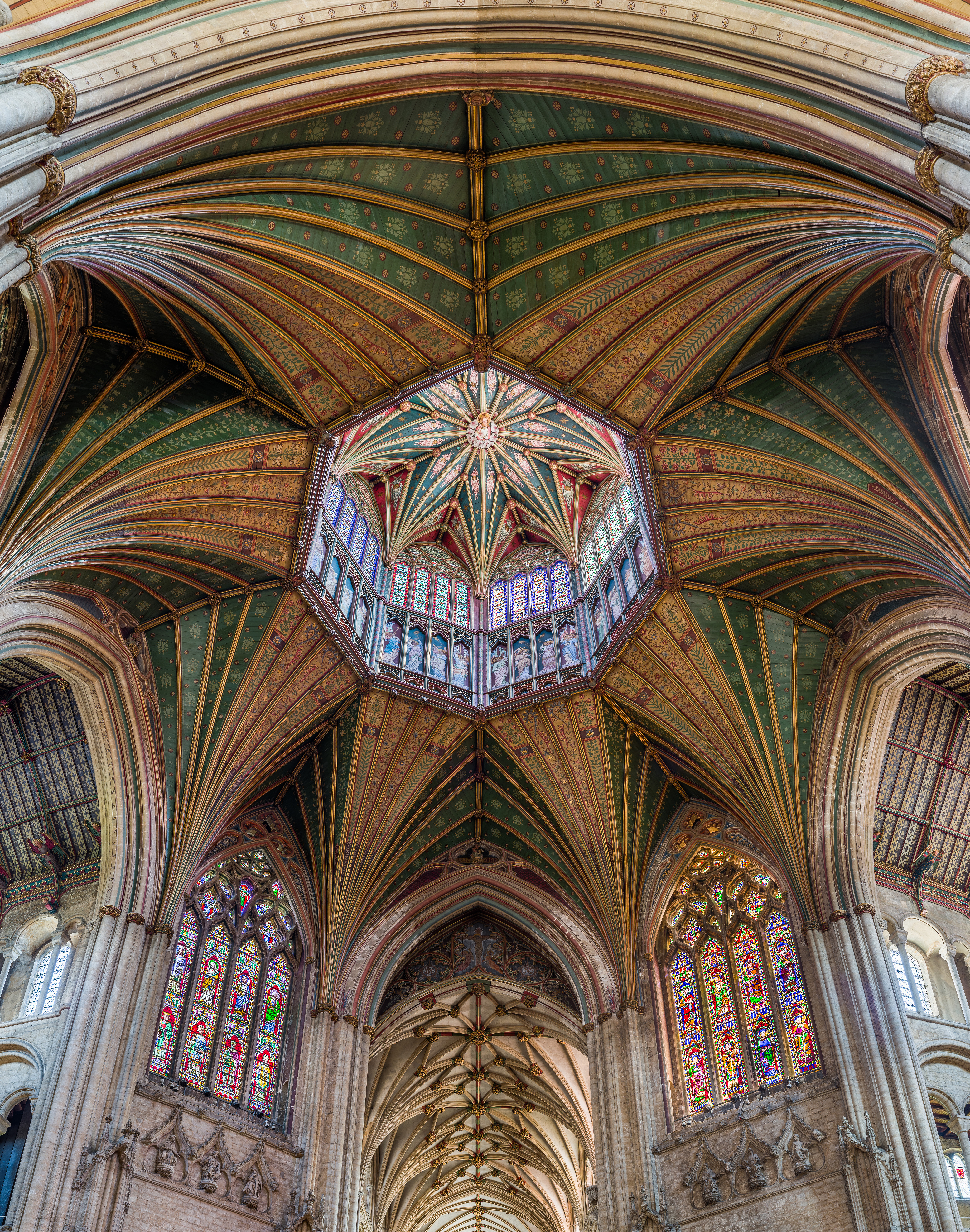
伊利座堂八角顶和灯笼式顶棚
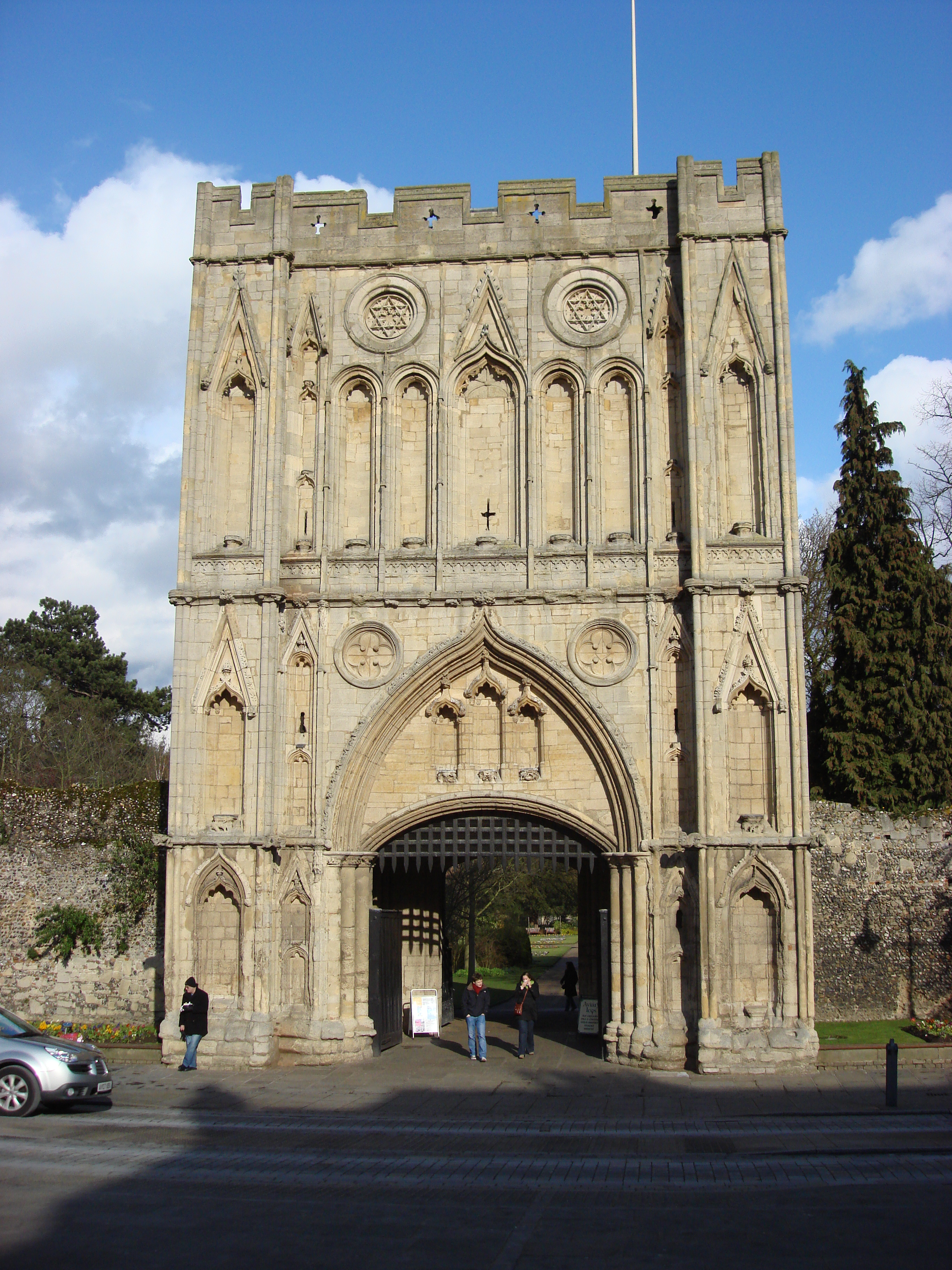
伯里圣埃德蒙兹修道院门楼

### 垂直哥特式
14世纪至17世纪划为“垂直哥特式”（Perpendicular Gothic）时期，也是最终的阶段。垂直式风格强调垂直线条，又称为“直线式”。垂直式风格的一些作法在1330年前后出现，最早的垂直哥特式建筑是伦敦舊聖保羅座堂的教士会礼堂，由威廉·德拉姆齐于1332年设计。早期的建筑师代表人物有德拉姆齐和约翰·斯蓬利，在全盛时期以亨利·伊夫利和威廉·温福德为代表。伊夫利参与诸多王家建筑的设计，包括威斯敏斯特厅、波切斯特城堡，以及西敏寺和坎特伯雷座堂的中殿。温福德则为温彻斯特主教威克姆的威廉效力，设计了溫徹斯特座堂中殿，亦设计了威廉所创立之牛津大学新学院、温彻斯特公学的建筑。
垂直式风格建筑的墙体更高，彩色花窗面积更大，窗格几乎占满整个立面。窗格中梃竖直，多引入水平的横楣作加固。盛饰式后期的曲线装饰逐步为垂直周正的线条所取代。也有学者分析，这种审美受到了当时的黑死病疫情影响，而转向沉重严肃。垂直式建筑的内部有着华丽繁复的木雕装饰，如唱诗班的悯座，雕刻图案怪诞；长椅两端有繁复的花草人物雕刻，如“罂粟头”雕饰；在墙面嵌板和檐口，有华丽的彩色装饰图案。
许多教堂在这一时期修建起宏伟的高塔，如約克座堂、格洛斯特座堂、伍斯特座堂、聖博托爾夫教堂、聖吉爾教堂、抹大拉的馬利亞教堂等。剑桥大学国王学院礼拜堂是垂直哥特式风格的典例。
垂直哥特式是英格兰哥特式风格分期中最长的一段，且在欧陆逐步转向文艺复兴风格时，仍在英格兰继续流行达一个世纪之久。到垂直式的后期，已逐步出现文艺复兴风格的作法。如教堂中出现了聖壇屏；伊丽莎白时代，引入了古典柱式；装饰手法也受到意大利式风格的影响，如西敏寺的亨利七世陵墓。罗马式的圆拱逐步取代尖拱，砖材逐步取代石材，屋顶结构逐步隐藏，最终过渡至热衷于复兴罗马、希腊元素的新时期。

#### 特征
垂直哥特式的特征详列如下：
- 塔楼：垂直式时期的重要特征，高耸宏伟，常有垛口设计，尖顶设计相对少见。塔角修建扶壁。垂直哥特式塔楼的范例有约克座堂塔楼、格洛斯特座堂、伍斯特座堂塔楼
- 大开窗：开窗面积非常大，几乎铺满整个立面。中梃更为细长。为了维持稳定，通常修有水平方向的窗棂，称为横楣（transom）。外廓常用四心拱（英语：Four-centred arch）形，又称都铎拱。在窗顶拱形区域，设置更密集的中梃和横楣，组成更密集的矩形框板型图案。
- 外立面镶板：扶壁、墙面用竖直的盲镶板装饰[30]。
- 门廊设计：门廊拱券用方形门楣框住，用四叶饰或窗花格装饰拱肩（英语：spandrel）[30]。尖拱仍广泛使用，新引入双曲拱（英语：ogee）与都铎四心拱。
- 内部空间：教堂内拱廊层消失或改为镶板墙，天窗层（英语：clerestory）成为视觉焦点，其花窗常常是垂直时期最精美的元素。线脚较早期更为扁平，运用大型椭圆凹洞[30]。
- 拱顶：设计精致，装饰繁复。一般是扇形或枝肋式，并可再加建悬吊装饰，称悬吊式。由于装饰过多，外部需建更粗大的扶壁承担重量[33]。
- 燧石工艺：在南英格蘭的燧石建筑区，盛行燧石工艺（英语：flushwork），这种技法将燧石与方琢石（英语：ashlar）拼嵌成精致图案，尤见于东盎格利亚地区的羊毛教堂。

#### 案例
- 格洛斯特座堂
- 溫莎城堡：圣乔治礼拜堂、主任牧师回廊
- 西敏寺：中殿、亨利六世礼拜堂、亨利七世礼拜堂、回廊（经大规模修复）
- 溫徹斯特座堂：西立面、中殿（翻修）、回廊（翻修）
- 坎特伯雷座堂：中殿、回廊、教士会礼堂（重修）、西南塔楼、哈里鐘塔（Bell Harry Tower）、基督堂门（Christ Church Gate）
- 牛津大学新学院
- 温彻斯特公学
- 剑桥大学国王学院礼拜堂
- 伊顿公学：礼拜堂等
- 诺里奇座堂：回廊、唱诗厅高窗、拱顶、尖塔
- 約克座堂：唱诗厅、后唱诗厅、塔楼
- 达勒姆座堂：中塔楼
- 塔特歇爾城堡及圣三一协同教堂
- 牛津大学莫德林学院
- 牛津大学基督堂学院：基督堂座堂拱顶，湯姆方庭（未完工）
- 聖馬利亞協同教堂：唱诗厅、博福特礼拜堂
- 彼得伯勒座堂：新楼（后唱诗厅）
- 莫爾文大教堂（中殿拱廊除外）
- 梅尔罗斯修道院：长老会厅
- 朗梅爾福德圣三一堂（英语：Holy Trinity Church, Long Melford）
- 巴斯修道院
- 曼彻斯特座堂
- 漢普敦宮（受早期文艺复兴风格影响）

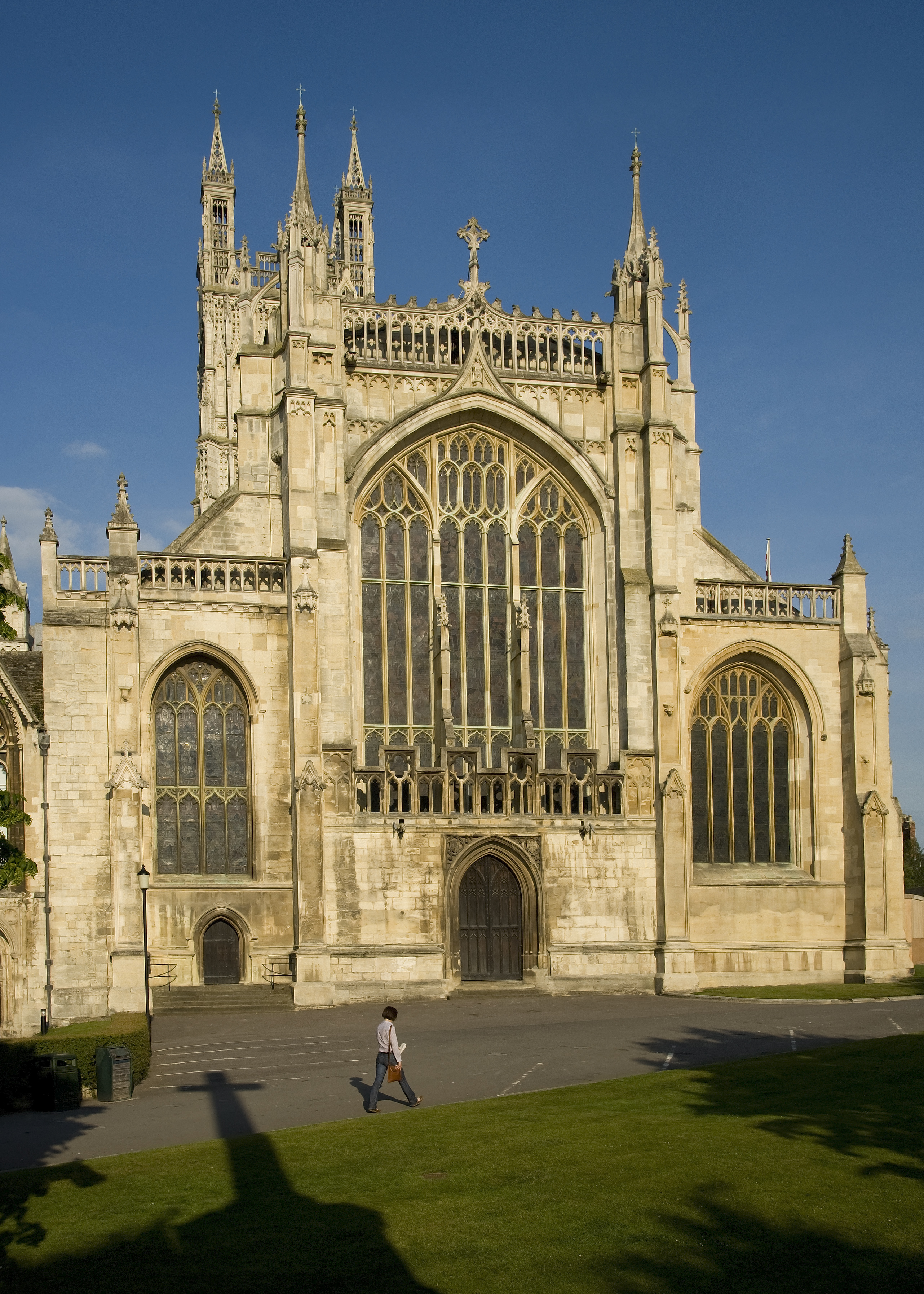
格洛斯特座堂东立面
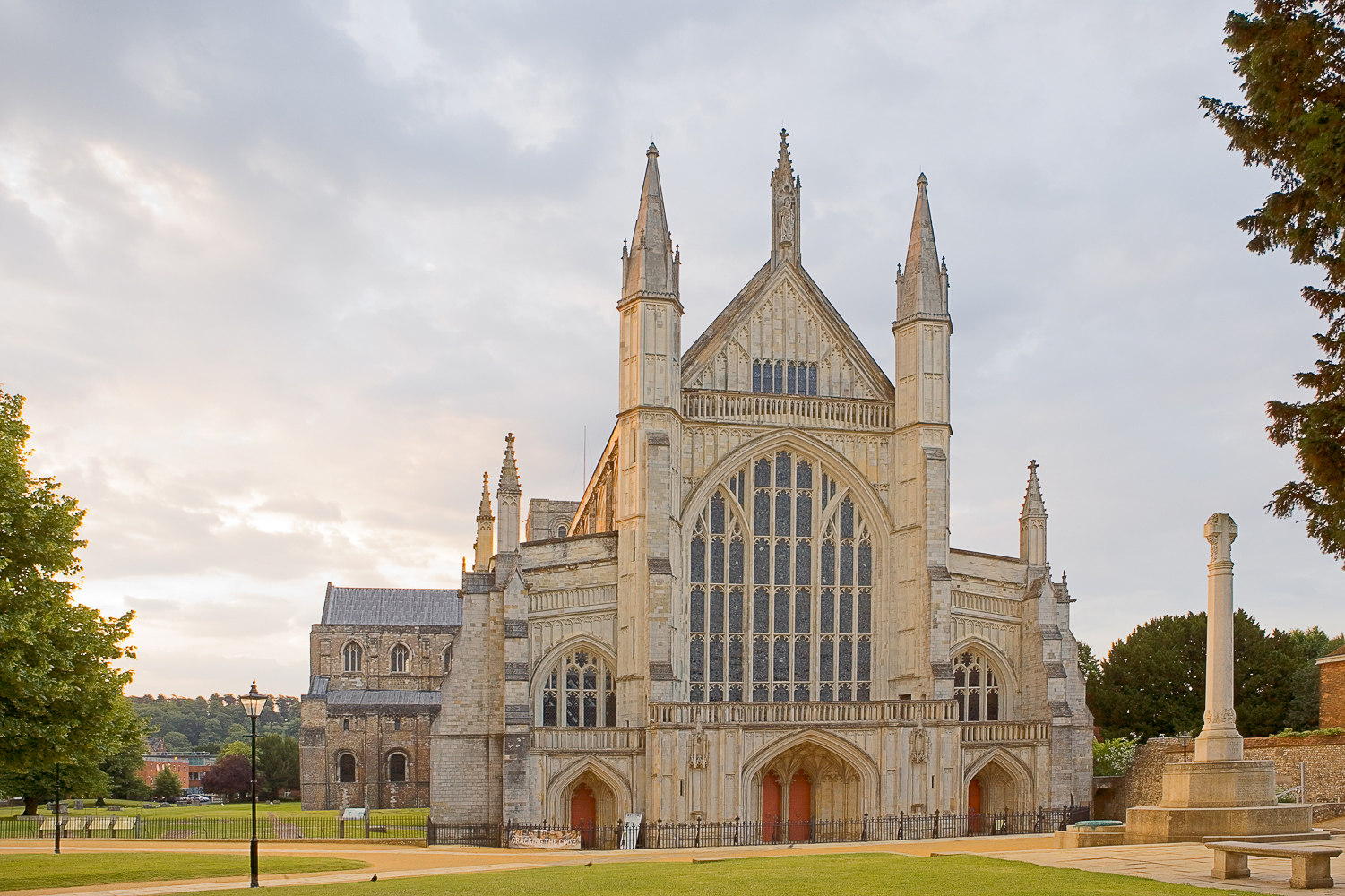
溫徹斯特座堂西立面
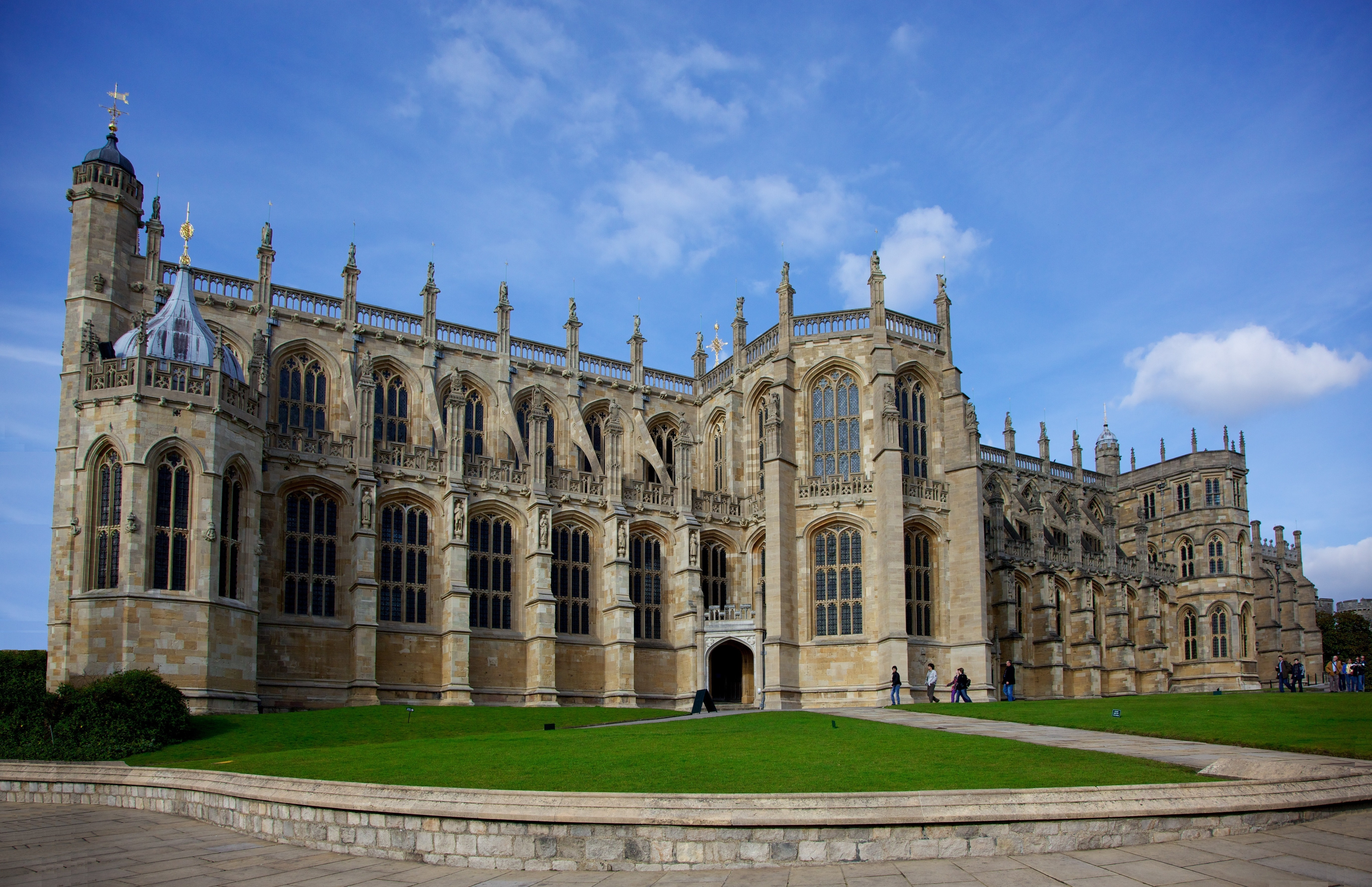
圣乔治礼拜堂
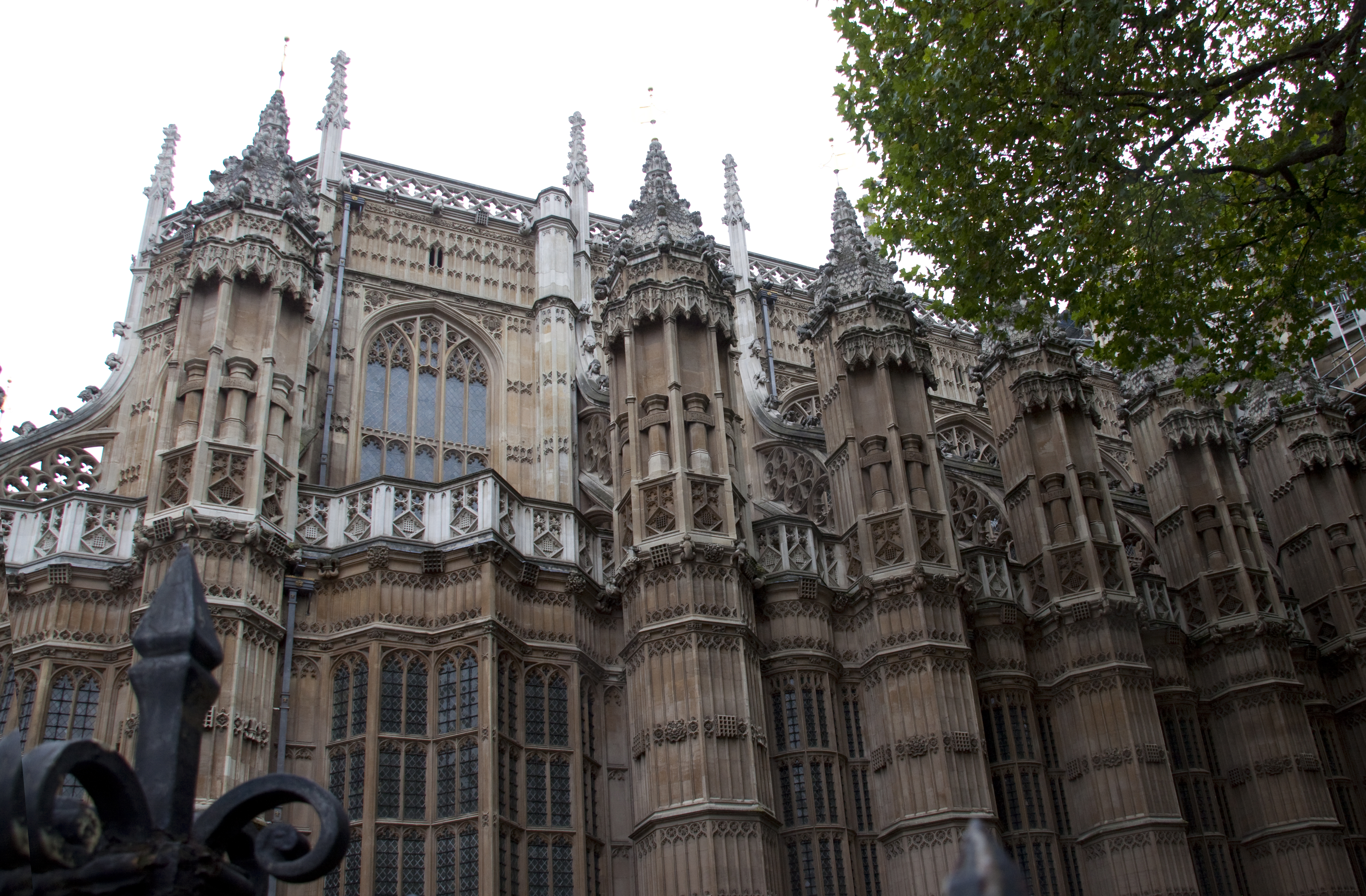
西敏寺亨利七世礼拜堂，窗花格、盲板设计
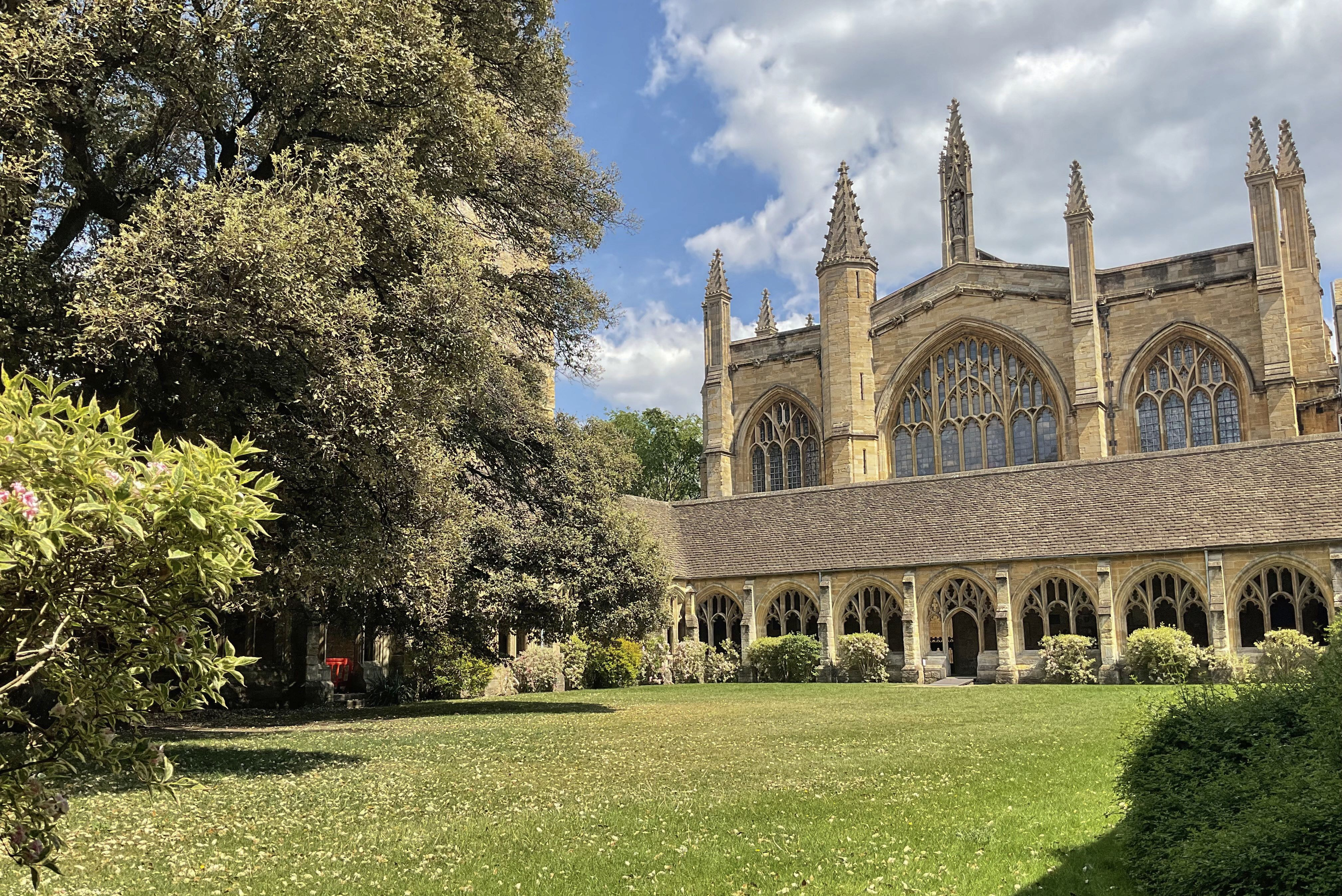
牛津大学新学院
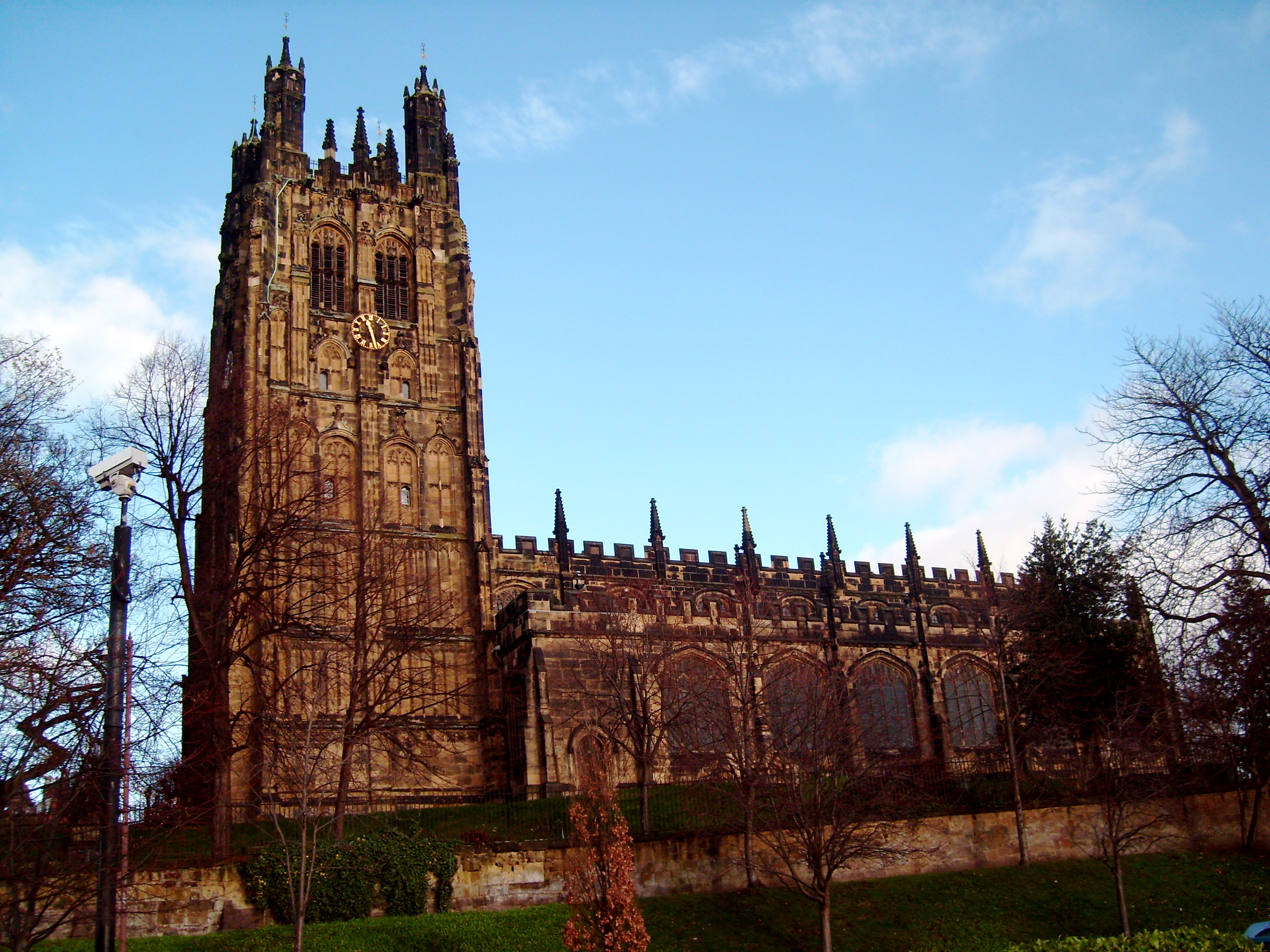
雷克斯汉姆聖吉爾教堂塔楼
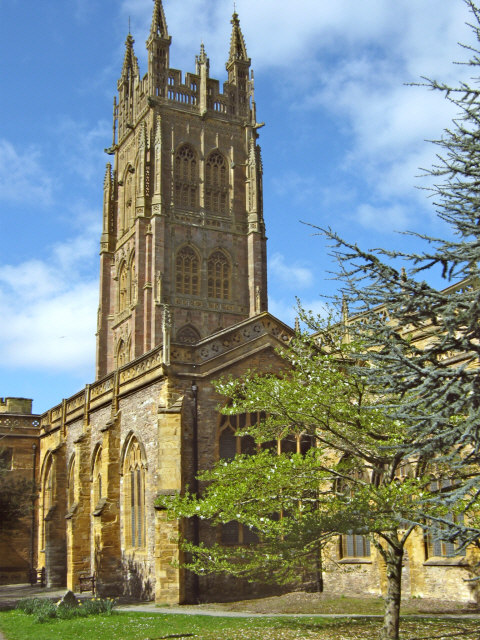
湯頓抹大拉的馬利亞教堂塔楼
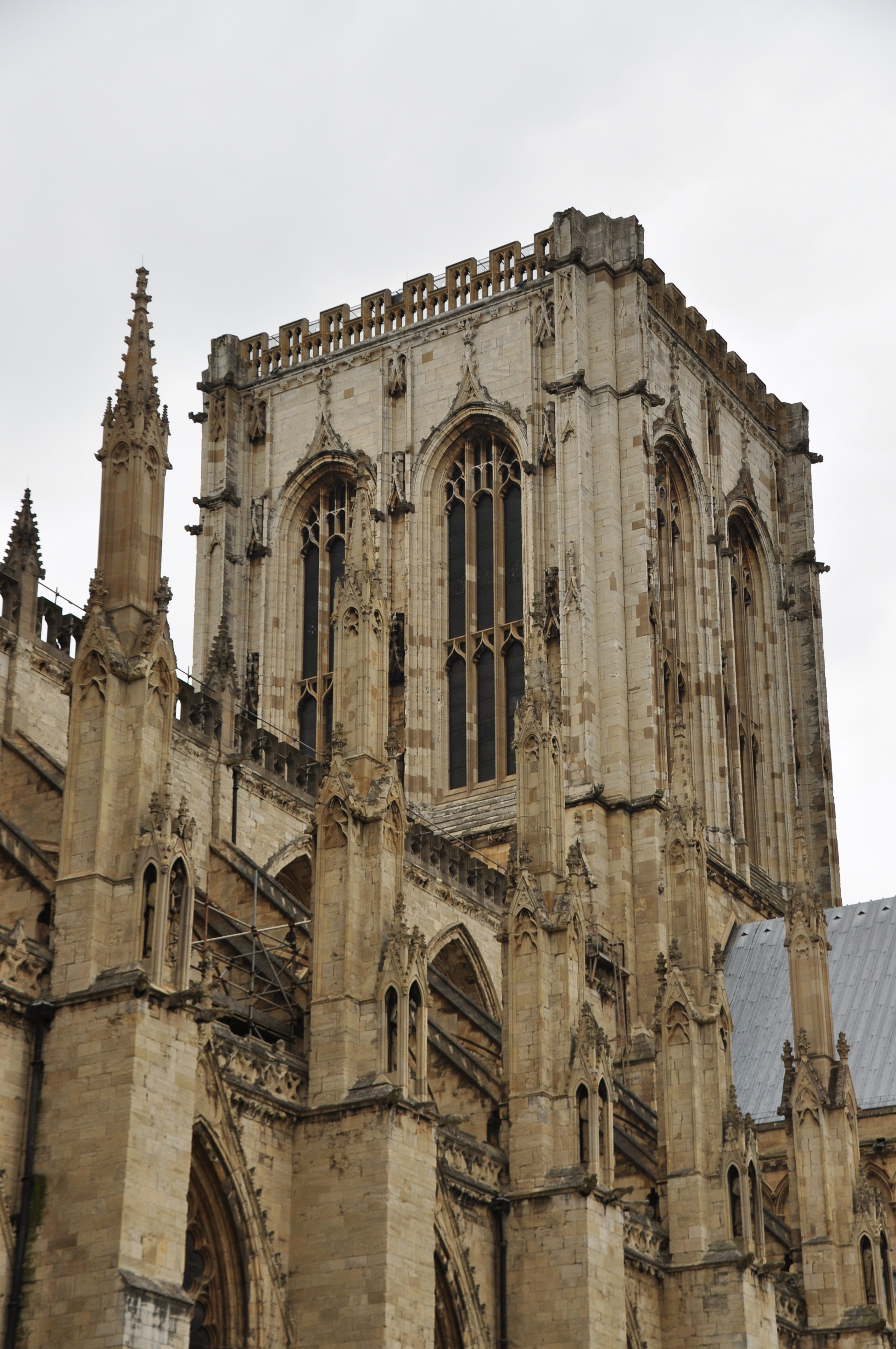
約克座堂中塔
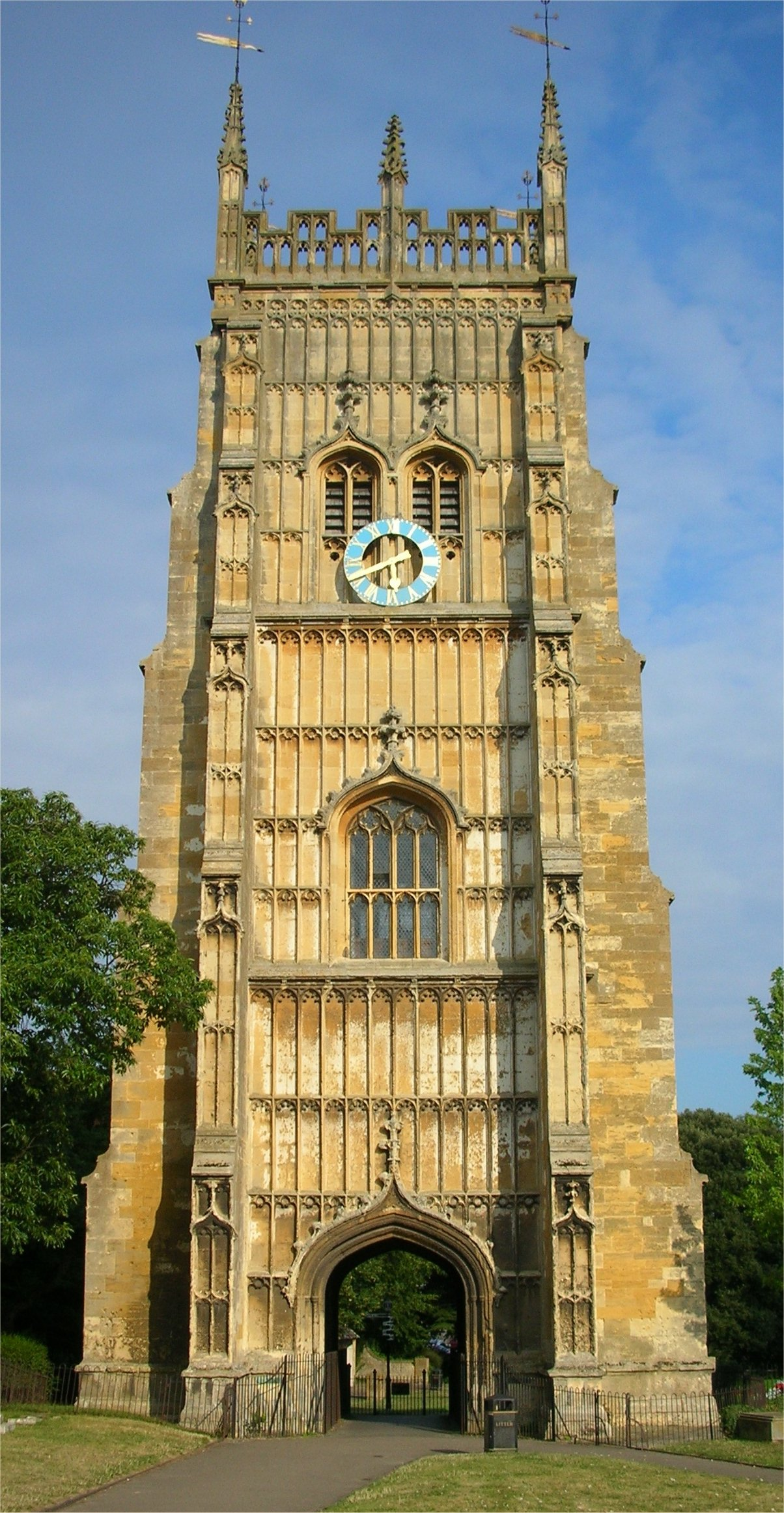
伊夫舍姆修道院（英语：Evesham Abbey）钟楼
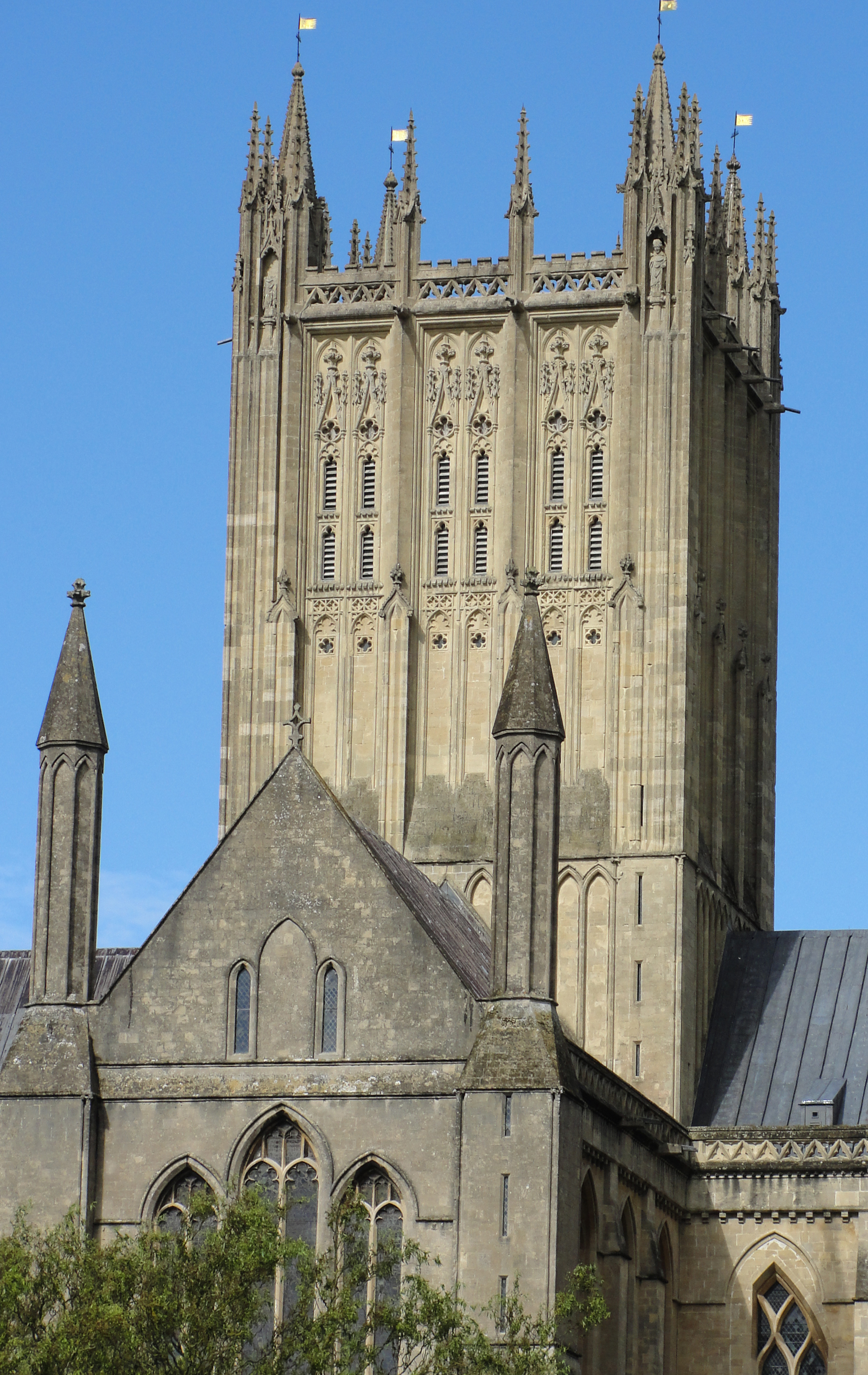
韋爾斯座堂交叉塔楼
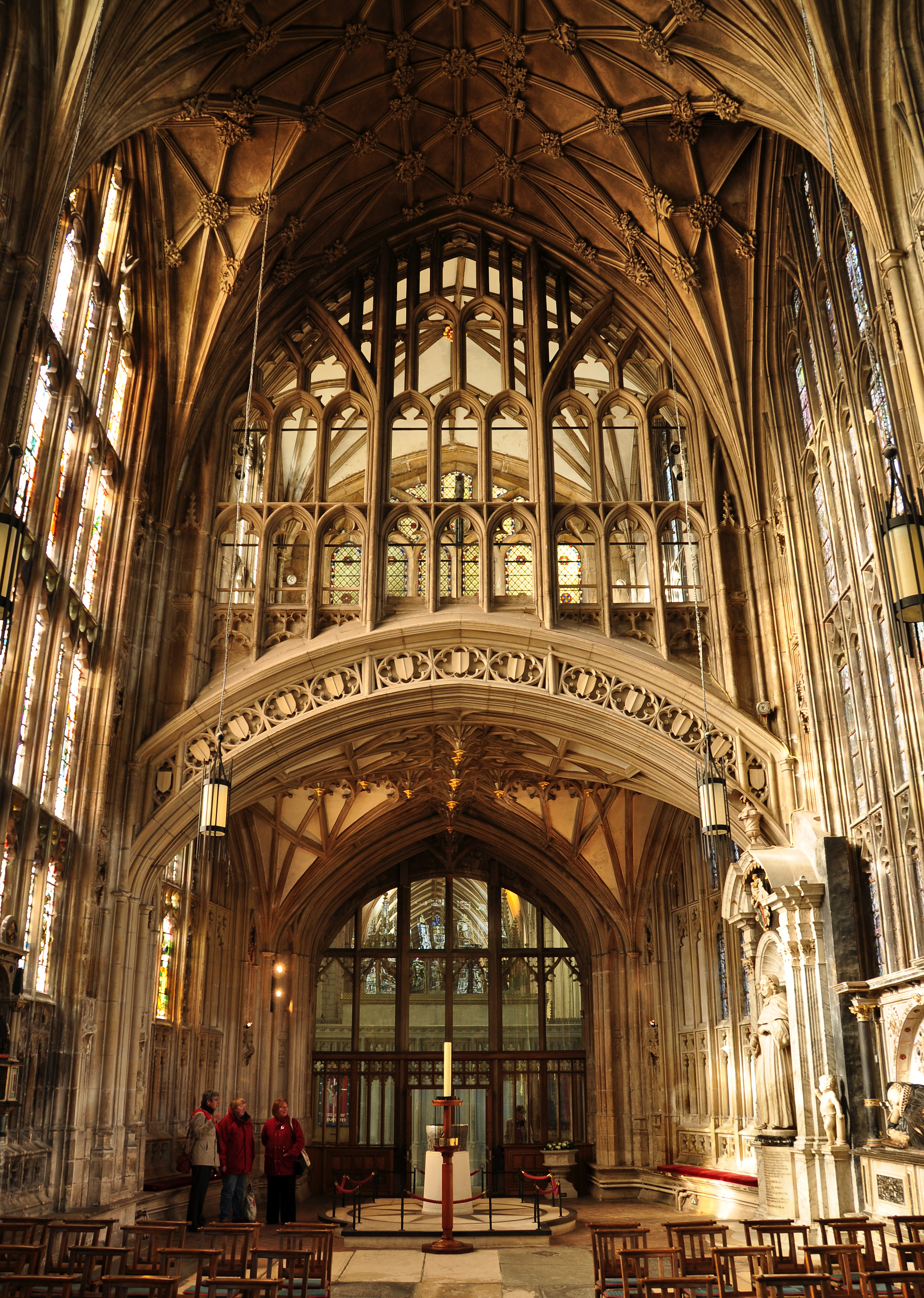
格洛斯特座堂圣母礼拜堂
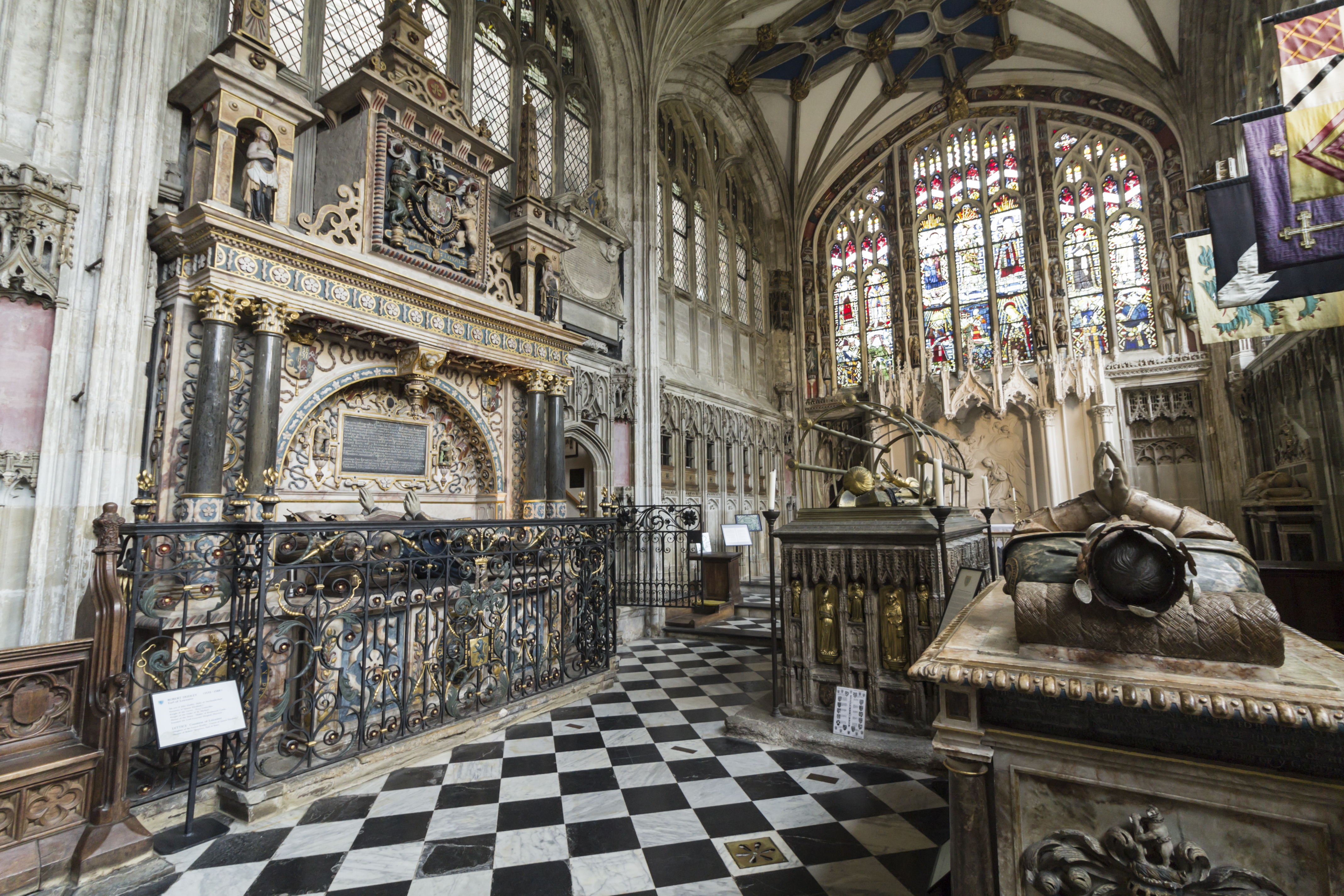
聖馬利亞協同教堂比彻姆礼拜堂
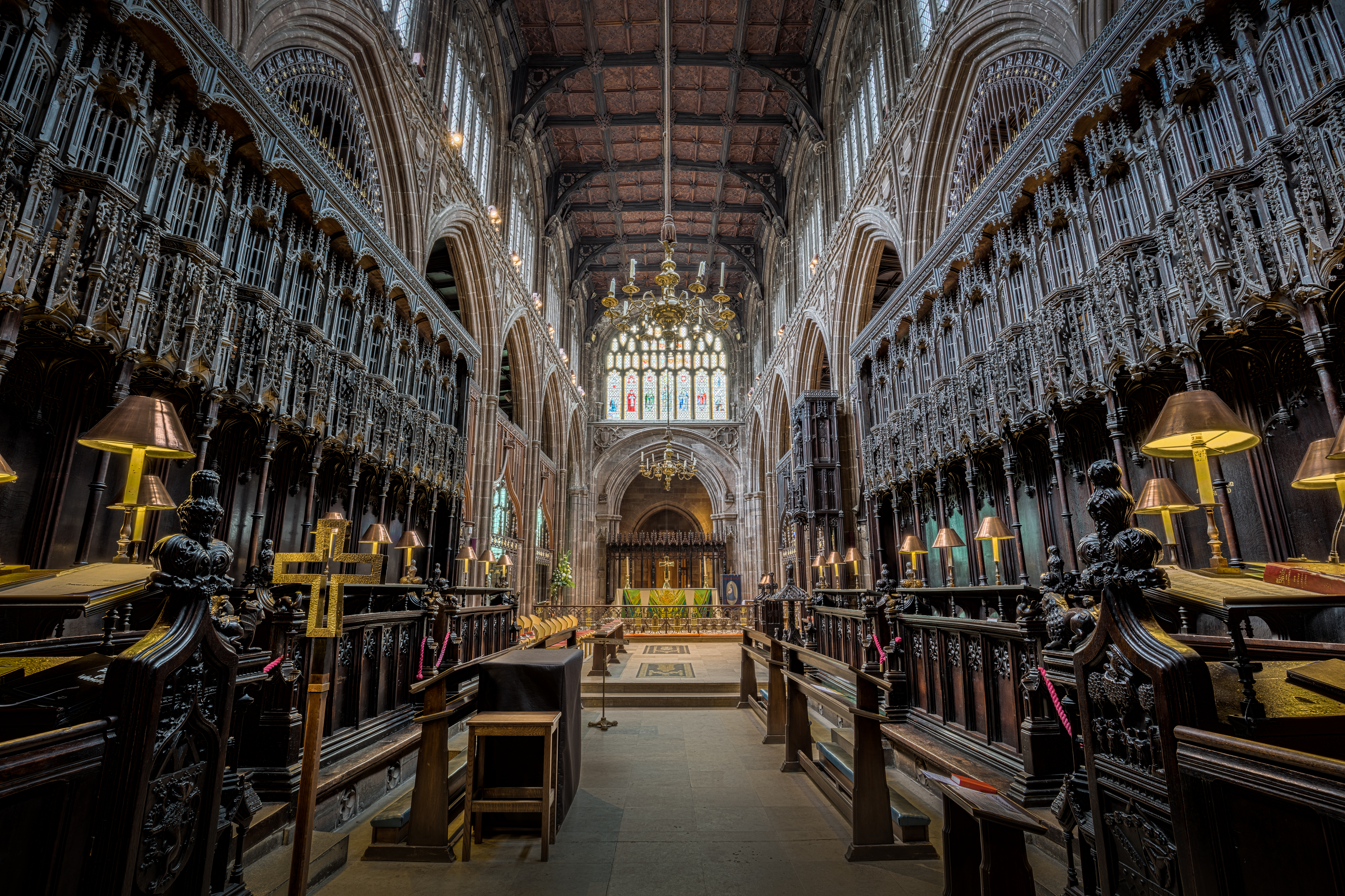
曼彻斯特座堂
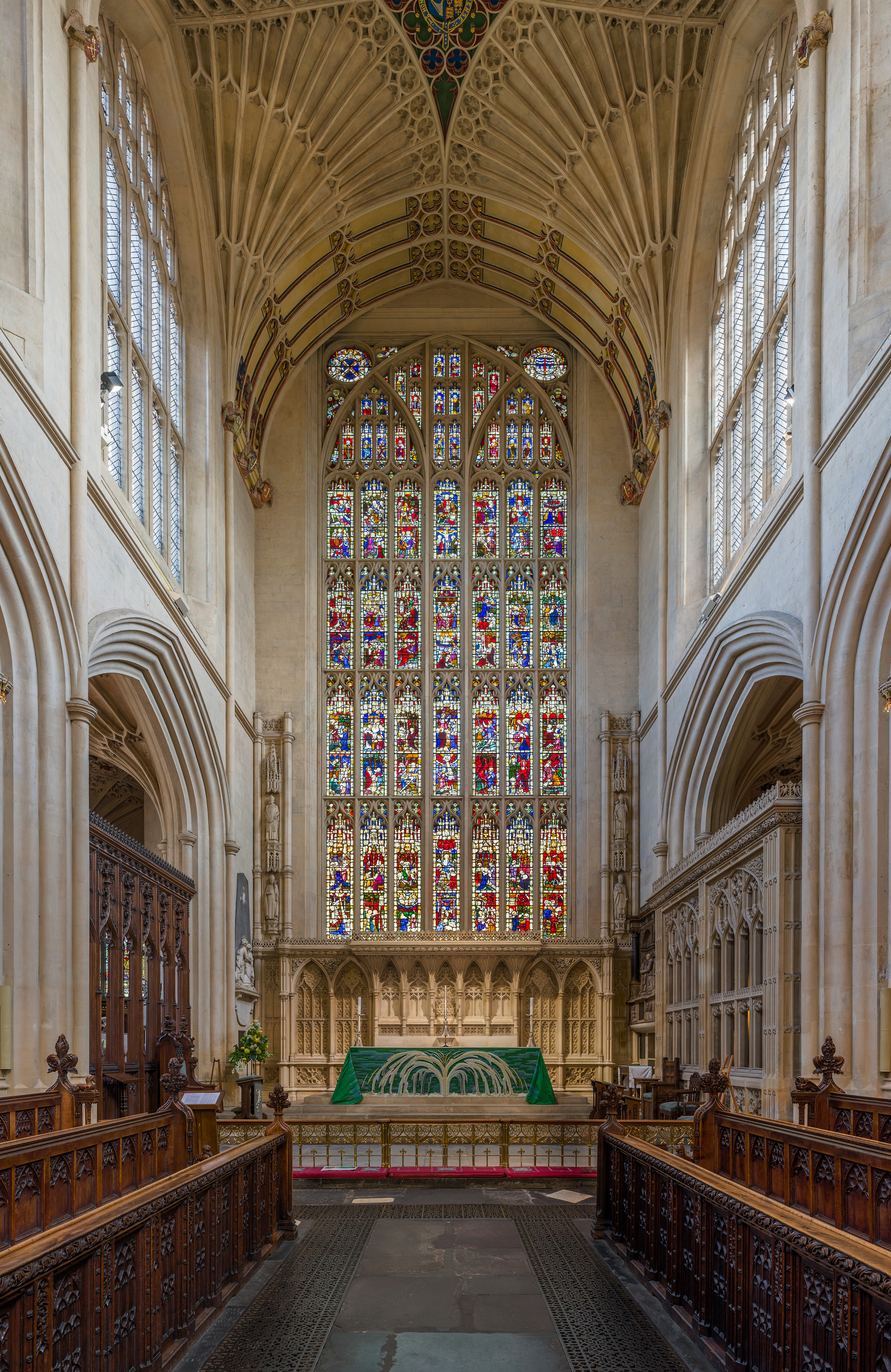
巴斯修道院圣所
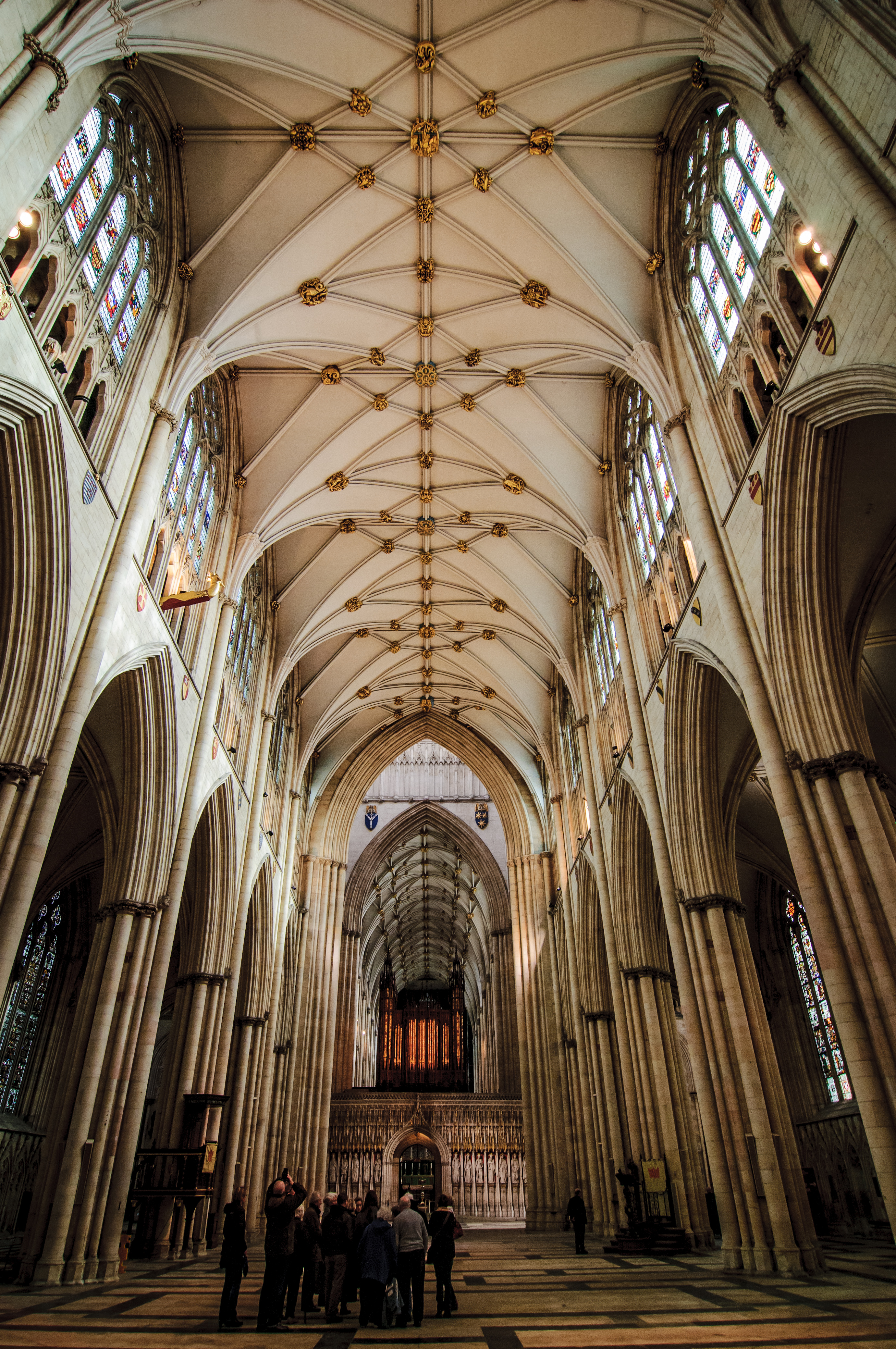
約克座堂圣所
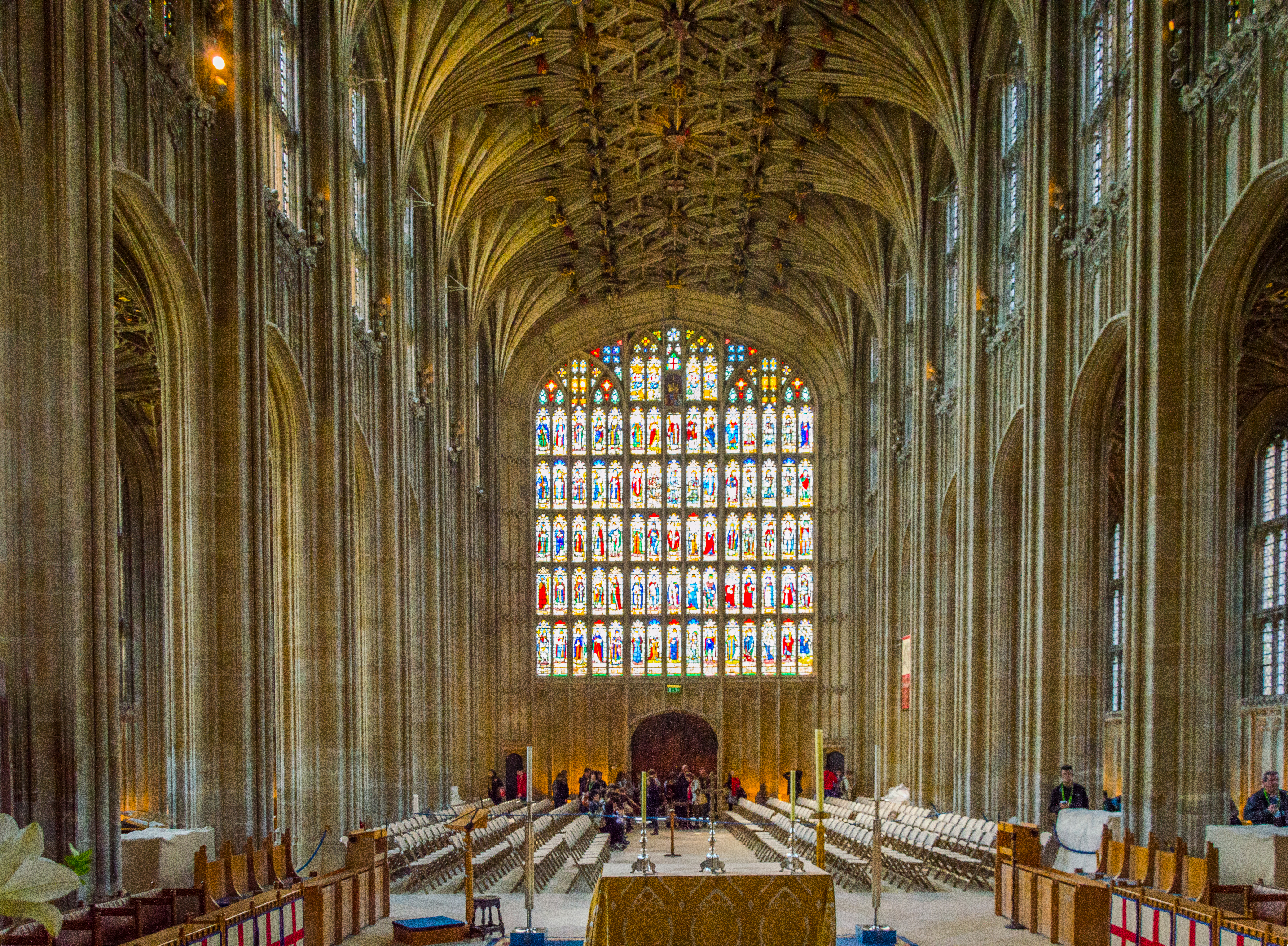
温莎城堡圣乔治礼拜堂西窗
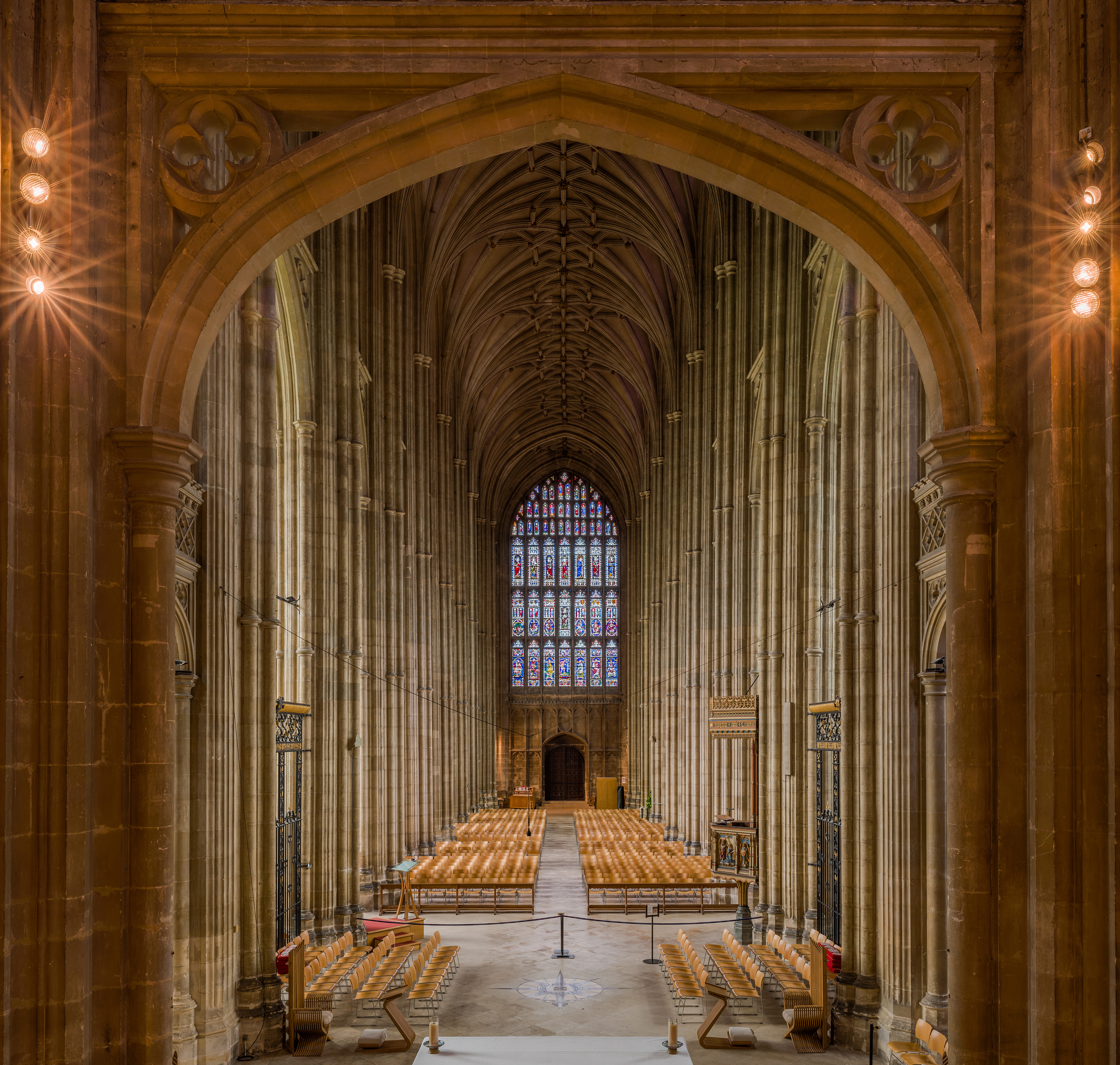
坎特伯雷座堂中殿
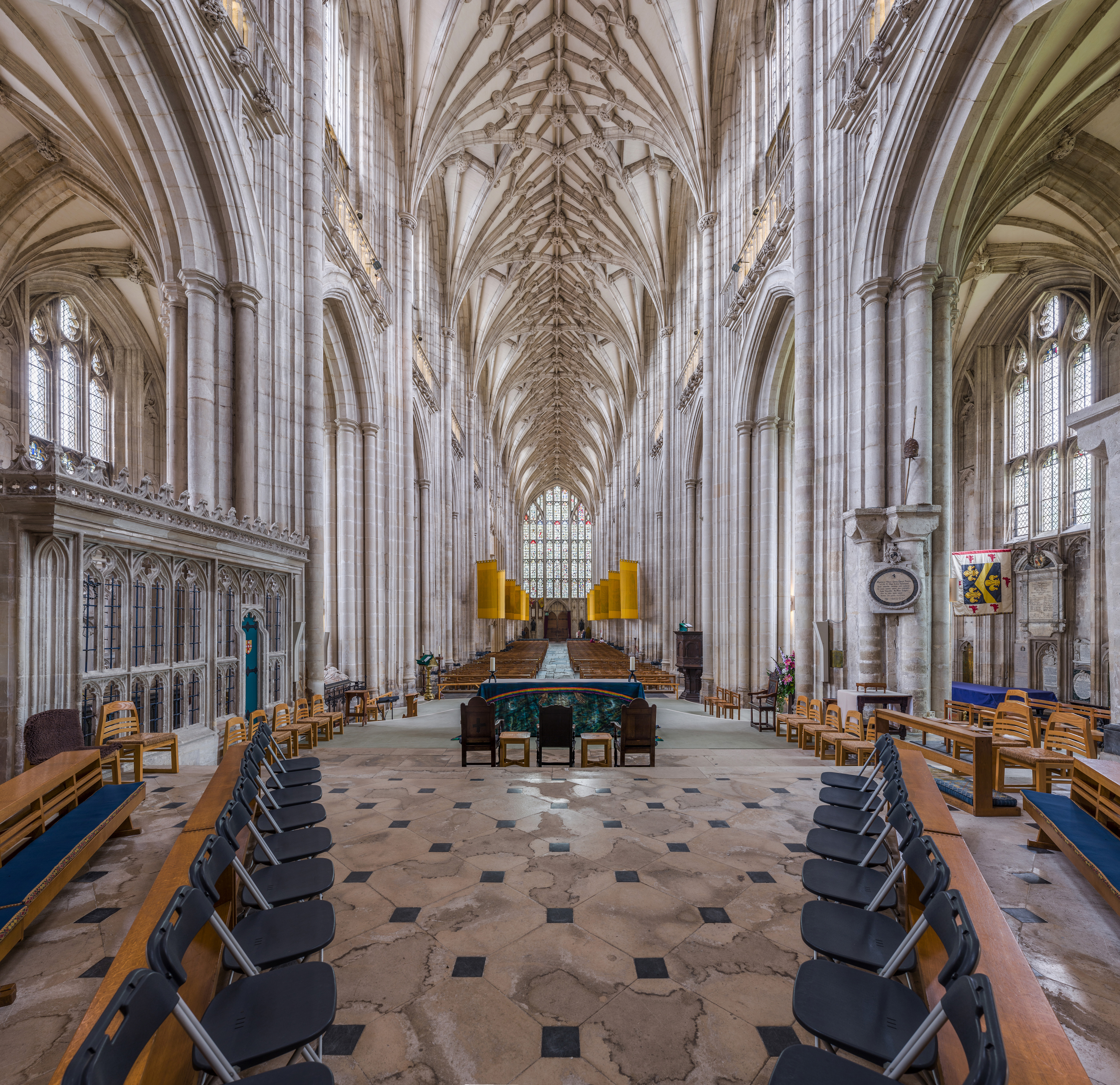
溫徹斯特座堂中殿

### 式微和复兴
16世纪起，宗教改革、解散修道院运动及三國之戰，激发起圣像破坏主义运动，许多中世纪传统的艺术遭到批判和摒弃。1666年倫敦大火过后，伦敦市区内原有的大量哥特式建筑毁于一旦。大量新工人参与到城市重建工程当中，原中世纪石匠公会和行会工匠的垄断就此终结，以克里斯托弗·雷恩设计的“雷恩教堂”（如圣保罗座堂）为代表，大量应用欧陆古典主义风格的新建筑出现在伦敦，哥特式风格在伦敦式微。但是，伦敦之外的宗教建筑仍以哥特式风格为主流，尤其是在牛津和剑桥，特别支持哥特式建筑修建，两地的大学是17世纪哥特式建筑主要的赞助方。
到18世纪，虽偶有建筑师仍以哥特式风格设计建筑，但是许多传统作法逐渐消亡。终于到18世纪晚期，掀起哥特式复兴运动，才有学者重新研究中世纪哥特式建筑的语言。哥特复兴式在19世纪成为新风潮，不仅新建筑以哥特式设计，旧有的哥特式建筑也得到了大规模的修缮、复工和重建。工程师冀望以浪漫主义及牛津运动所倡导的高教會派审美重塑这些旧建筑，找回先前失传散佚的中世纪哥特式传统，不惜改变原有的形态，史称维多利亚修缮。詹姆斯·史蒂文斯·柯尔称哥特式复兴“或许是源自英格兰的最具影响力的艺术现象”。

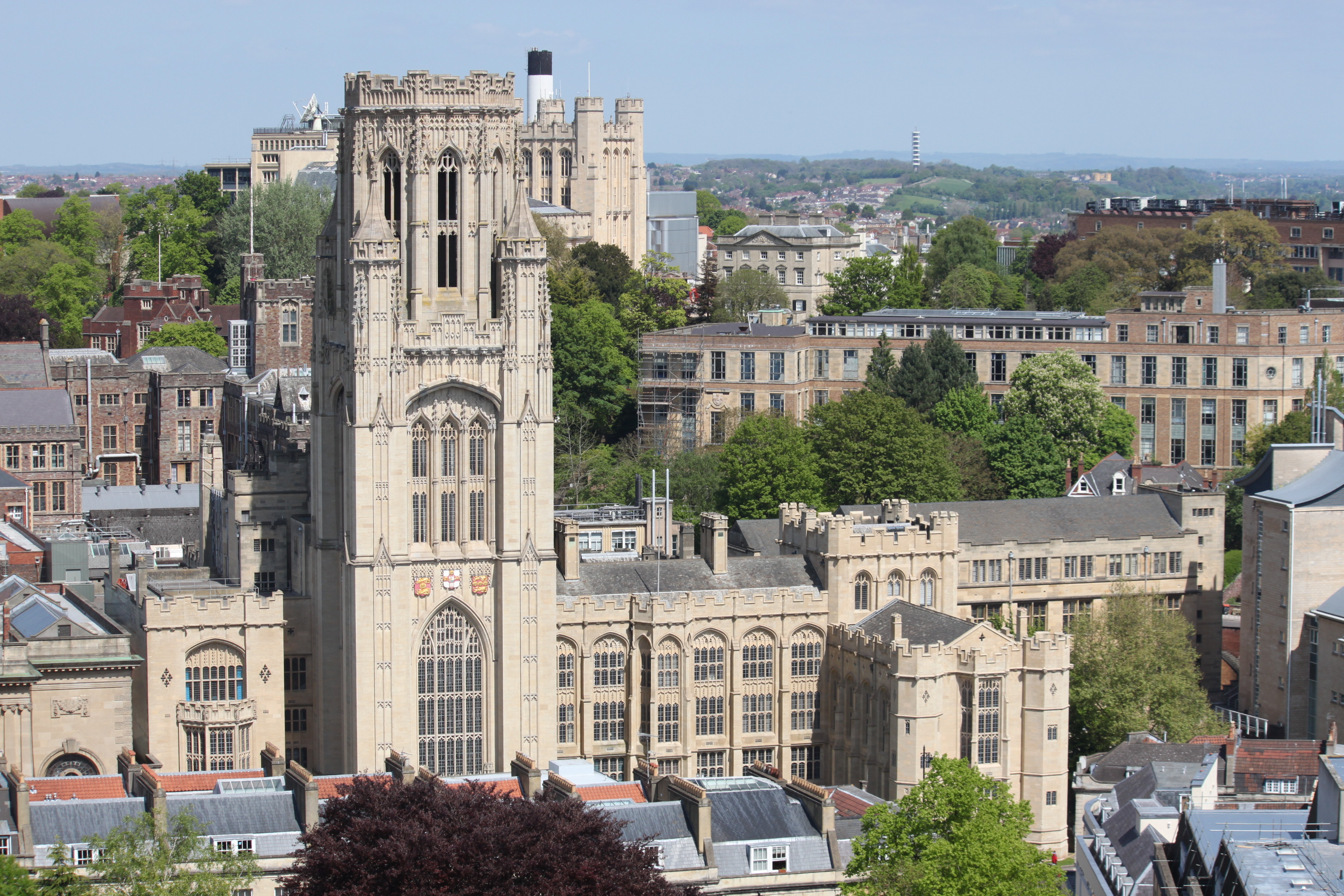
布里斯托尔大学威尔斯纪念大楼
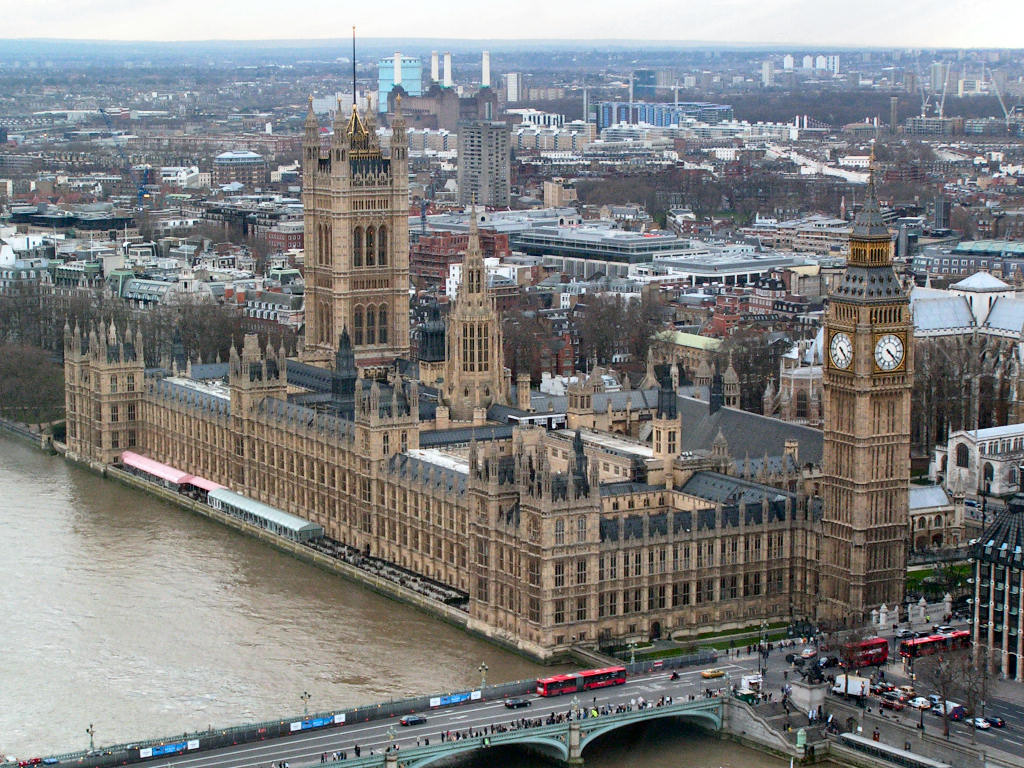
威斯敏斯特宫
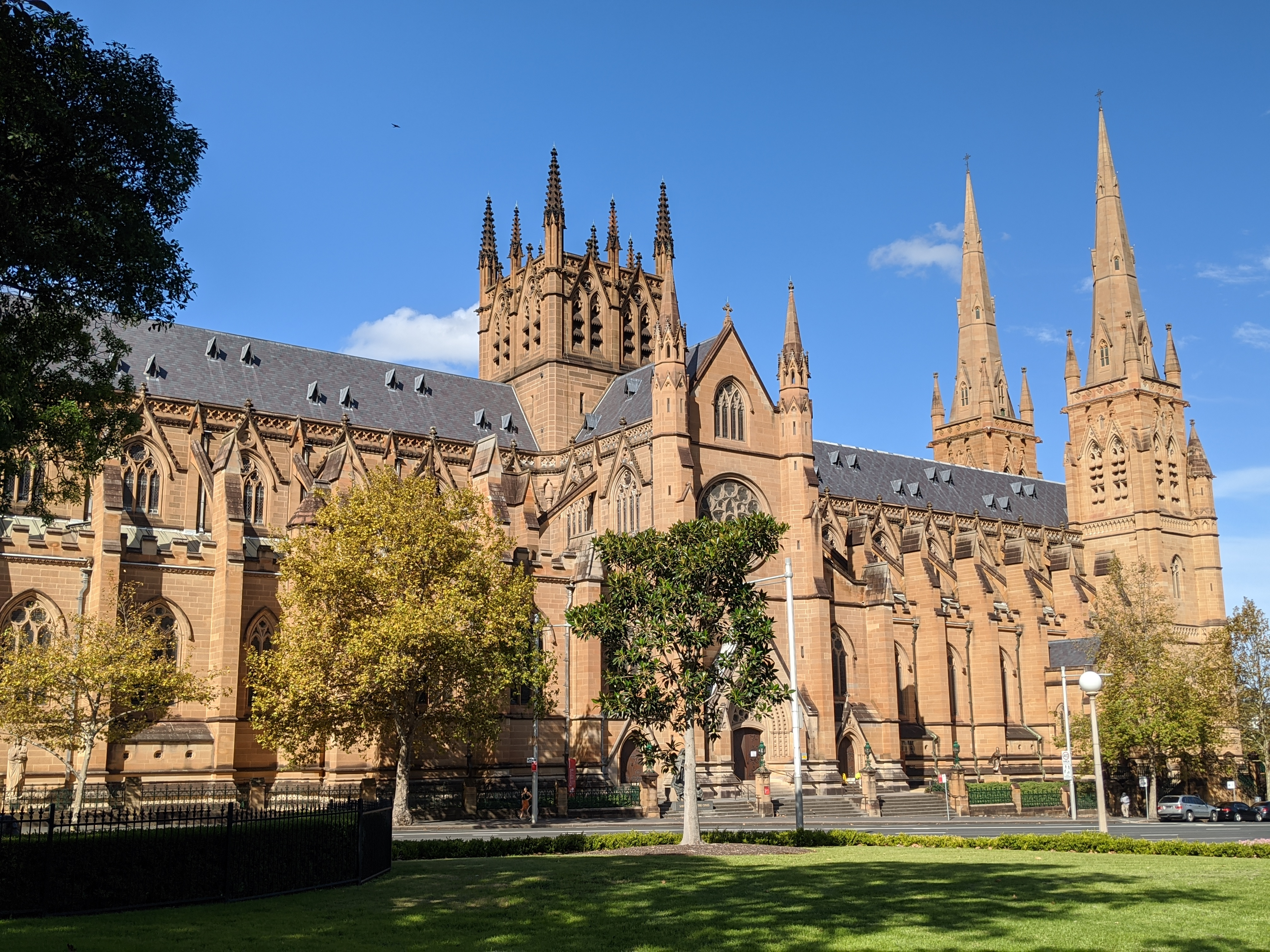
悉尼圣母主教座堂
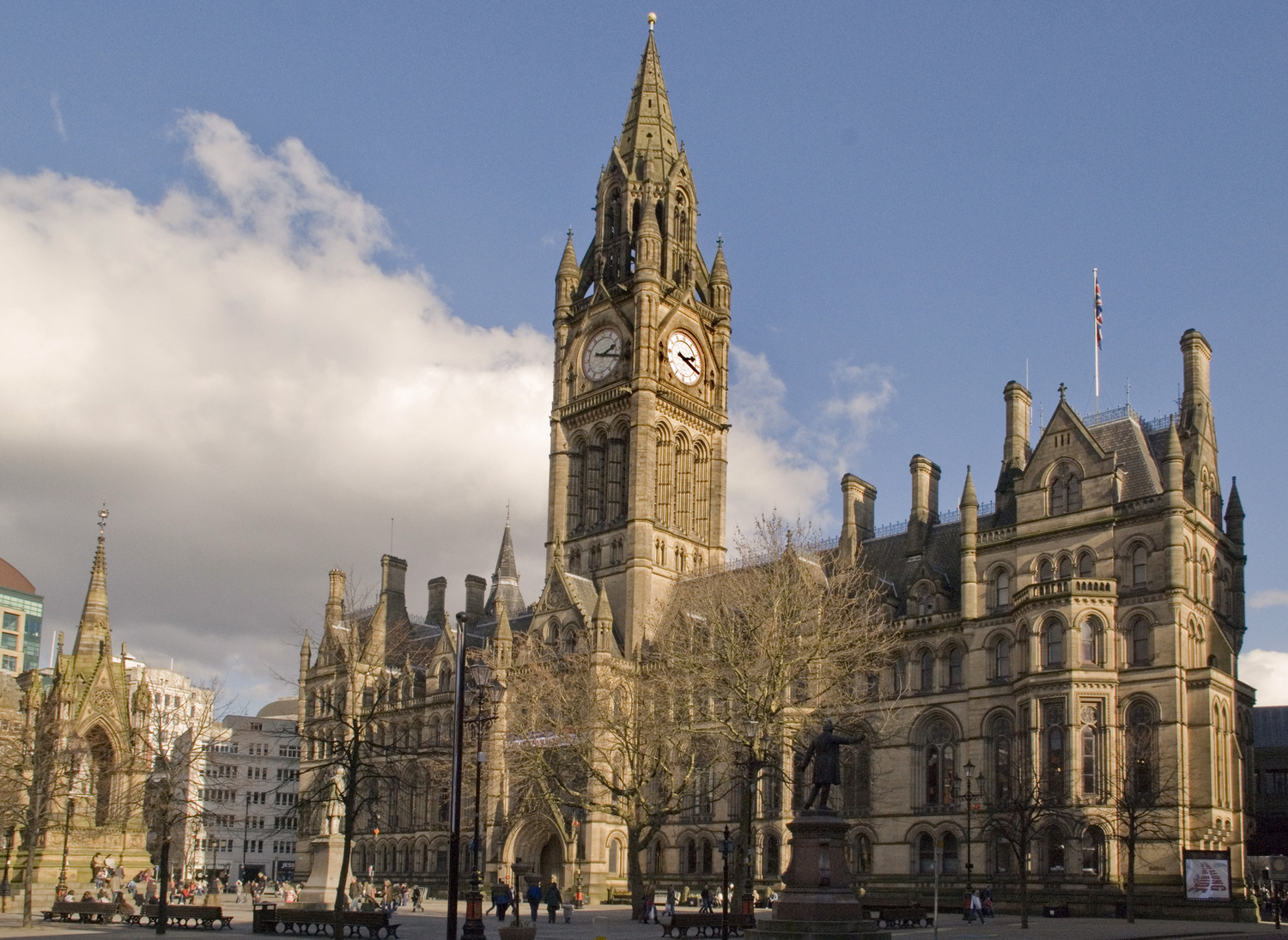
曼徹斯特市政廳
倫敦塔橋

## 屋顶

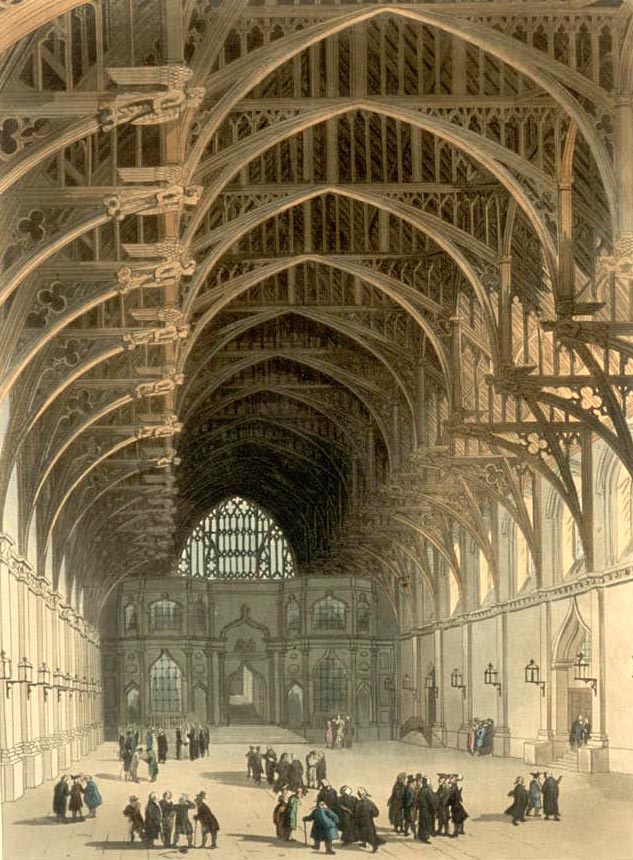
威斯敏斯特厅的悬臂梁屋顶

英格兰哥特式建筑也以运用木结构屋顶为特色。这种结构需要抵御英格兰的雨水和强风，所以使用斜坡形。诺曼式流行时期，屋顶常呈四十五度坡度，顶点形成直角，与山墙的圆拱相协调。随着尖拱肋形拱顶的出现，屋顶变得更为陡峭，坡度可达六十度。在垂直式晚期，坡度又变得平缓，降至二十度甚至更低。屋顶通常由木板制成，上覆瓦片或铅板（后者常用于缓坡顶）。
较为简易的哥特式屋顶由轻质木材制成的长椽（rafter）支撑，这些椽子架在嵌入墙体的木制桁架上。椽子由更坚固的梁支撑，称为檩条（purlins），檩条的两端由屋顶桁架承托。系梁（tie-beam）是桁架的主梁。后来，屋顶由称为王柱桁架（King-post truss）和后柱桁架（Queen-post truss）的结构支撑，其中主椽通过桁架顶部与系梁连接。王柱桁架有一根垂直梁连接椽的中心和屋脊，并由对角斜撑支撑；而后柱桁架则在尖拱下方设有一个木圈梁（collar），将立柱连接起来，并由斜撑和横撑支撑。后柱桁架可以跨越四十英尺的宽度。这两种形式都创造了更大的稳定性，但屋顶的全部重量仍然直接落在墙体上。
哥特式建筑师不喜欢屋顶桁架系统，因为众多横跨中殿的水平梁阻碍了人们仰望高耸空间的视线。他们提出了一个巧妙的解决方案：悬臂梁屋顶。在这个系统中，屋顶顶点由圈梁和桁架支撑，但从圈梁延伸出的弯曲梁深深向下延伸至墙体，将重量向下向外传递到墙体和扶壁上，而不会阻挡视线。现存最古老的此类屋顶见于溫徹斯特座堂。最著名的悬臂托梁屋顶实例是威斯敏斯特厅的屋顶，这是当时最大的木结构屋顶，为国王加冕后的宴会等王室仪式而建。其他著名的木屋顶包括牛津基督堂学院、剑桥三一学院以及克罗斯比厅。雷克瑟姆座堂的屋顶也引入了一个类似的系统，带有拱形桁架。

## 大学哥特式
13世纪末至15世纪，英格兰大学的早期建筑都以哥特式风格修建，形成“大学哥特式”风格。在当时，大学与教会联系紧密，所以也影响到其建筑风格。现存最古老的大学哥特式建筑实例可能是牛津大學墨頓學院的莫伯方庭，其建造时间介于1288年至1378年间。牛津大学贝利奥尔学院的前庭北侧与西侧廊楼也是典例，尤其是西翼大厅（今新图书馆）及北侧一楼的旧图书馆。贝利奥尔学院的建筑风格常借鉴城堡元素（如雉堞），而非教堂范式。剑桥大学国王学院礼拜堂则采用了垂直哥特式的一大标志性特征——四心拱。

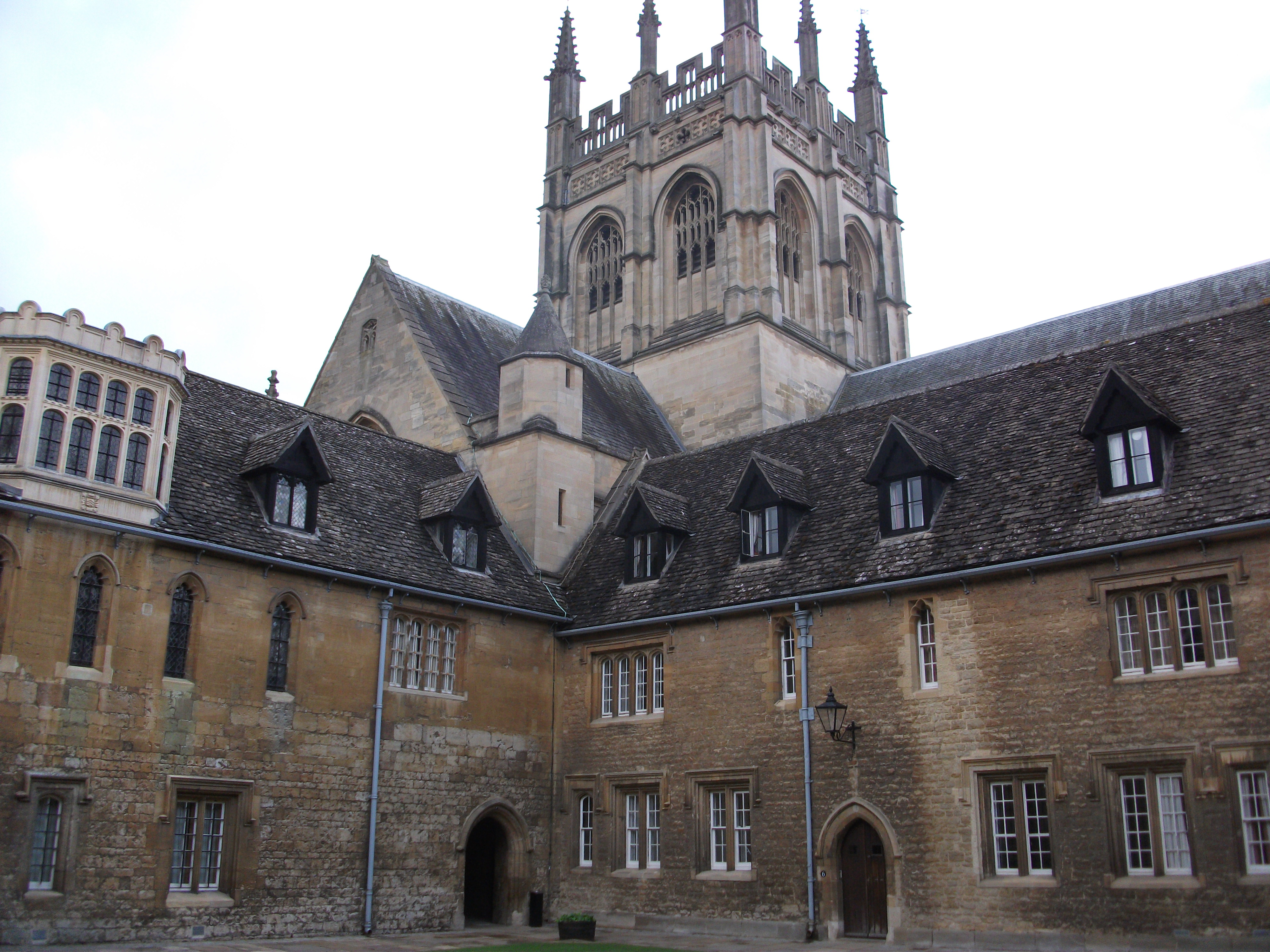
牛津大學墨頓學院莫伯方庭（英语：Mob Quad）
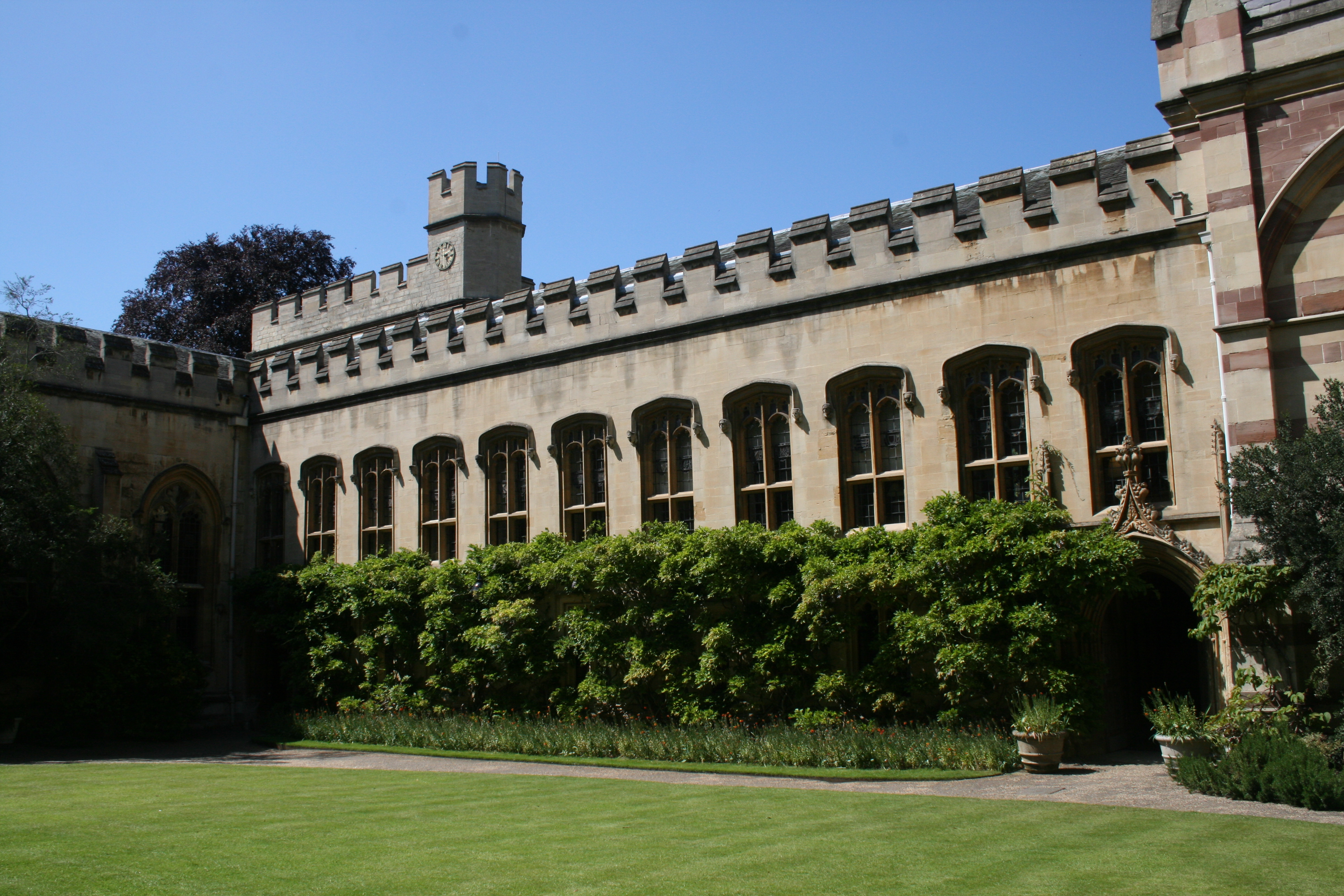
牛津大学贝利奥尔学院前庭
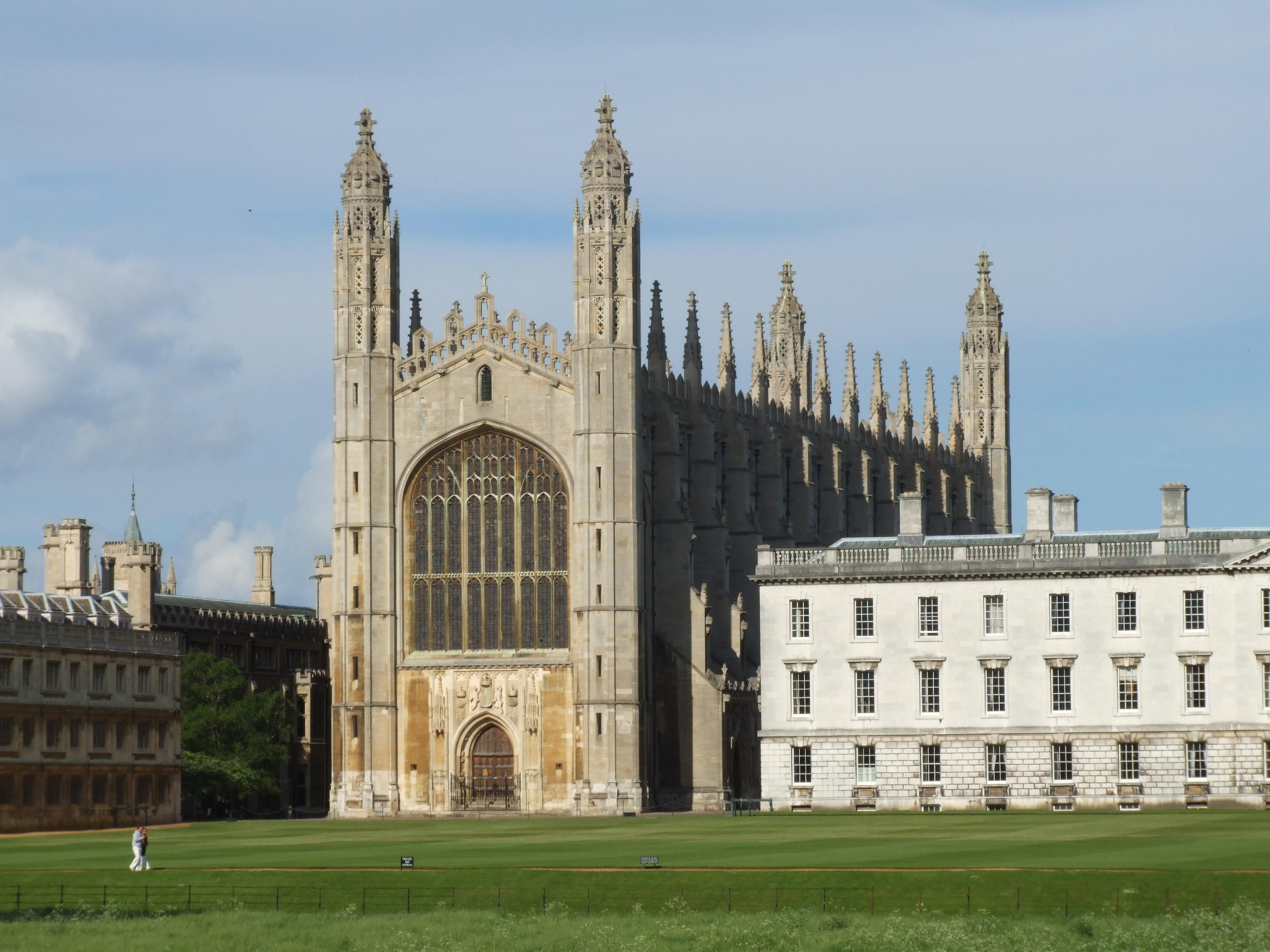
国王学院礼拜堂
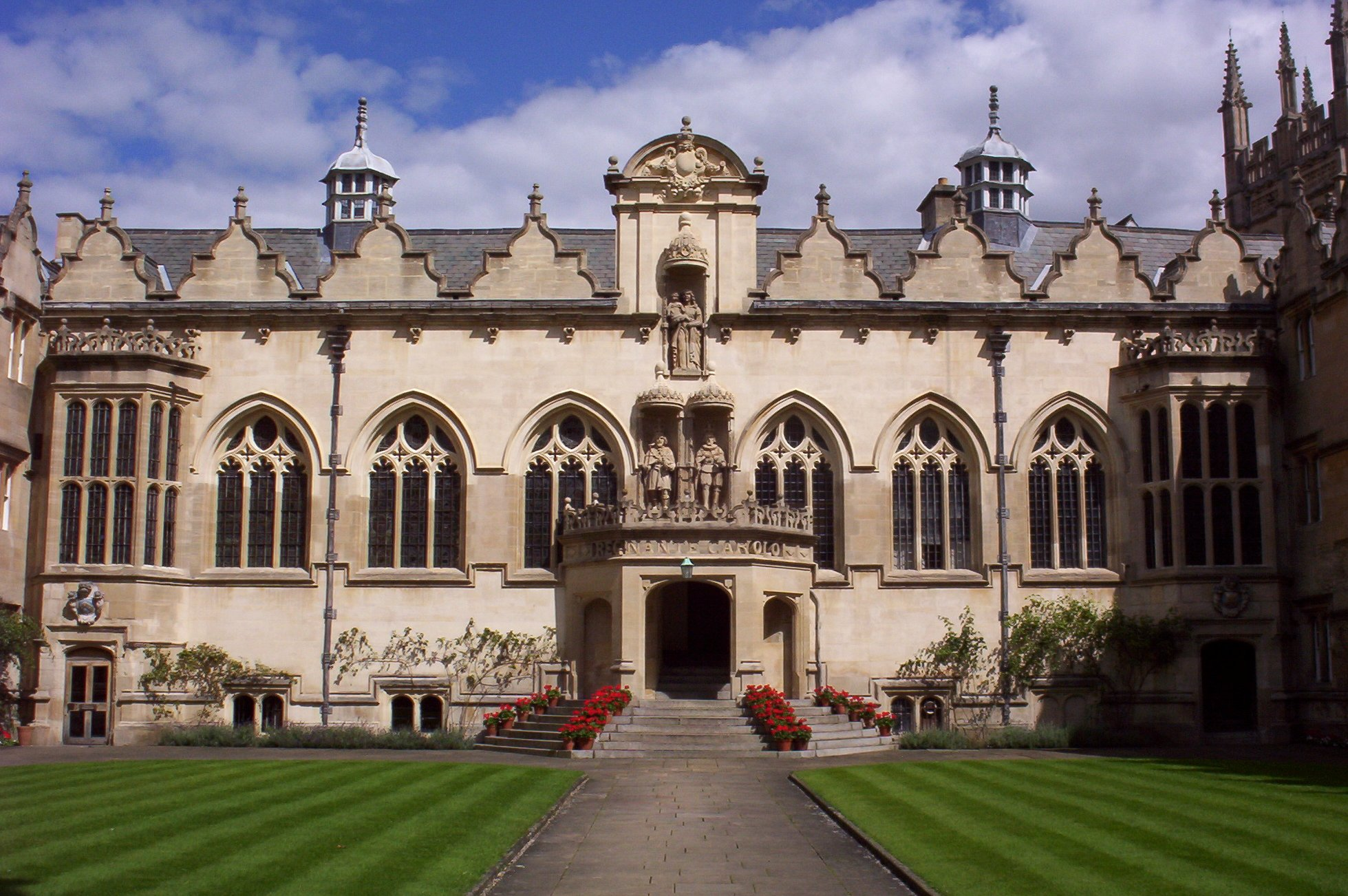
牛津大学奥利尔学院第一进方庭
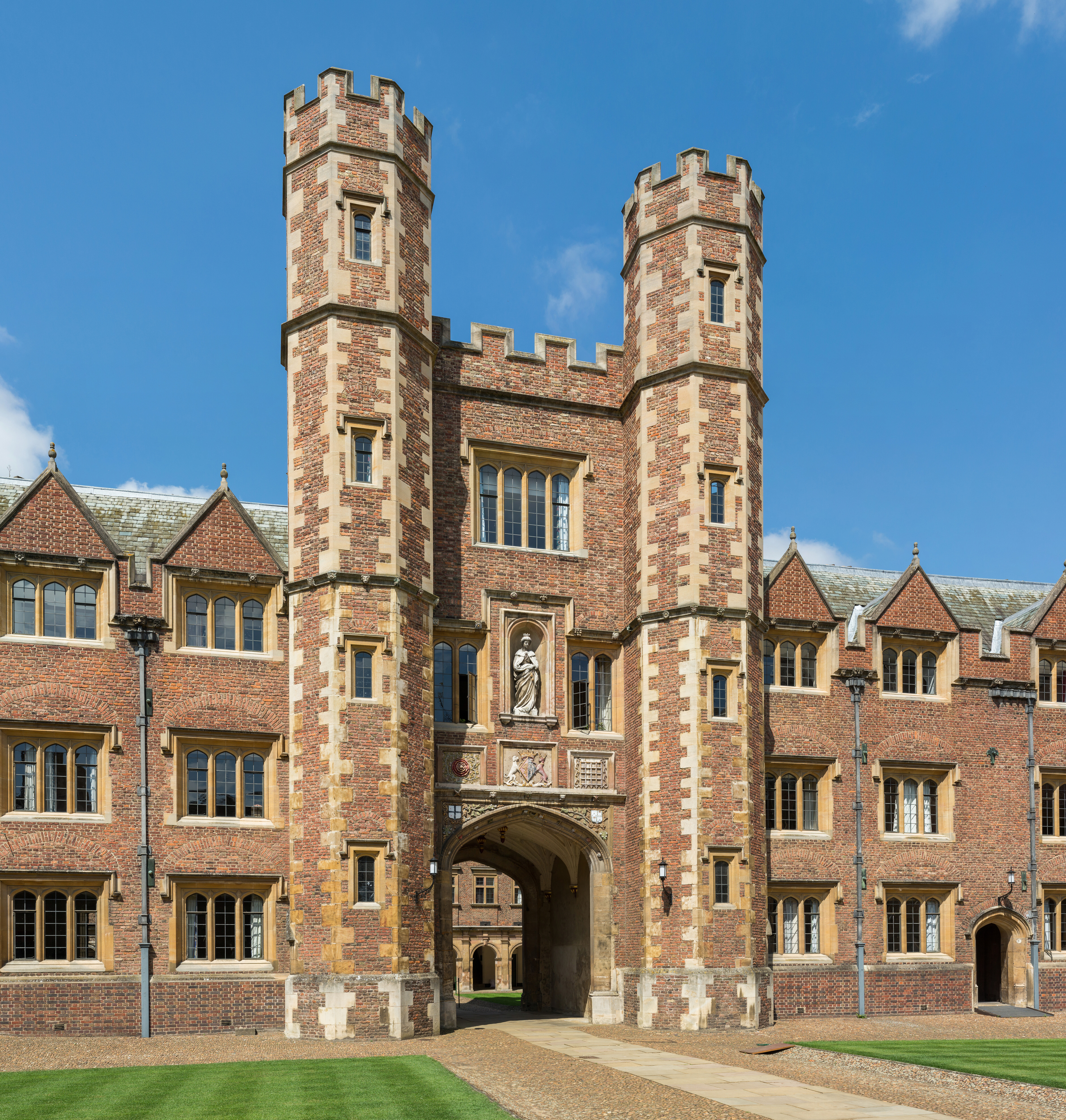
剑桥大学圣约翰学院第二进院

### 书目
- Bechmann, Roland. . Paris: Payot. 2017. ISBN 978-2-228-90651-7 （法语）.
- Ducher, Robert, Caractéristique des Styles, (1988), Flammarion, Paris （法文）; ISBN 2-08-011539-1
- Harvey, John. . Batsford. 1961. OCLC 2437034 （英语）.
- Harvey, John. . London: Batsford. 1978. ISBN 0-7134-1610-6 （英语）.
- Smith, A. Freeman. . T. Fisher Unwin（英语：T. Fisher Unwin）. 1922 （英语）.
- Martin, G. H.; Highfield, J. R. L. . Oxford: Oxford University Press. 1997. ISBN 0-19-920183-8 （英语）.